# Liste der Normalschanzen

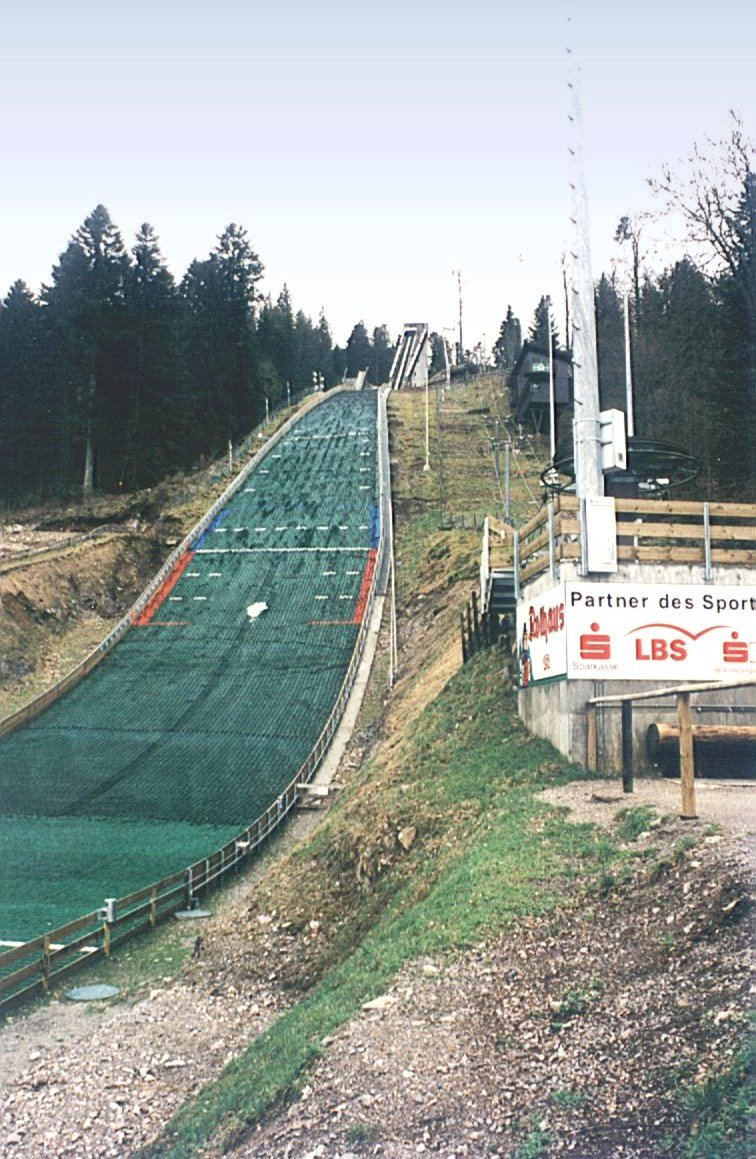
Die Adlerschanze in Hinterzarten (Sommerskispringen)

Eine Normalschanze ist eine Skisprungschanze mit einer Hillsize von 85–109 Meter bzw. bei älteren Schanzen einem K-Punkt von 75–99 Meter (siehe Größenklassen). In diese Liste wurden nur Schanzen aufgenommen, die in Betrieb oder in Bau sind oder gerade modernisiert werden. Stillgelegte, verfallene, abgerissene oder geplante Schanzen wurden nicht berücksichtigt.
Insgesamt gibt es 86 Normalschanzen. Davon haben 46 ein FIS-Zertifikat und 60 Normalschanzen sind mit Matten belegt. Die meisten Normalschanzen gibt es in Norwegen (12). Allerdings verfügt Deutschland über die meisten Schanzen mit FIS-Zertifikat (7) sowie über die meisten Mattenschanzen (8).

## Erklärung
- Schanzenname: Gibt den Namen der Schanze an. Da Normalschanzen häufig gleich neben Großschanzen stehen, kann es sich auch um den Namen eines ganzen Schanzenareals handeln.
- FIS: Mit  werden alle Schanzen bezeichnet, die von der FIS homologiert wurden.[1] Nur auf diesen Schanzen dürfen Wettbewerbe mit Internationaler Beteiligung ausgetragen werden. Um ein Zertifikat für eine Schanze zu erhalten, muss der nationale Skiverband dies beim zuständigen Sub-Komitee der FIS beantragen. Entspricht die Schanze den FIS-Richtlinien, erhält sie ein für fünf Jahre gültiges Zertifikat. Ist die Schanze weiterhin in einem guten Zustand und erfüllt die Kriterien, kann dieses Zertifikat nach fünf Jahren verlängert werden.
Mit  werden solche Schanzen gekennzeichnet, die kein gültiges Zertifikat haben. Sprungschanzen ohne gültiges Zertifikat dürfen nur auf Landesebene oder zum Training genutzt werden.
- Matte: Mit  gekennzeichnete Schanzen sind mit Matten belegt und können ganzjährig genutzt werden.
- Hillsize: Die Hillsize ist das aktuelle Standardmaß für die Schanzengröße.
- K-Punkt: Anhand des K-Punkts werden die gesprungenen Weiten in Punkte umgerechnet.
- Rekord (M) und Rekord (F): Offizieller Schanzenrekord im Winter bei Männern (M) bzw. Frauen (F). Offizielle Schanzenrekorde können nur während einer gültigen Qualifikationsrunde oder in einem gültigen Wertungsdurchgang bei Wettkämpfen aufgestellt werden.[2]
- Wettbewerbe: Gibt an, welche Wettbewerbe regelmäßig auf der Schanze stattfinden. Der Weltcup ist die höchste Wettkampfserie im Skispringen. Der Sommer-Grand-Prix ist die höchste im Sommer ausgetragene Wettkampfserie im Skispringen. Der Continental-Cup ist die zweithöchste Serie im Skispringen. Der FIS-Cup ist die dritthöchste Skisprungserie, der Alpencup ist eine Nachwuchsserie. Auch Wettbewerbe in der Nordischen Kombination werden hier erwähnt. Wie im Skispringen ist hier der Weltcup die höchste Serie, der Continental Cup die zweithöchste. Ebenfalls ist im Sommer der Sommer-Grand-Prix die höchste Sommerserie. Für den Nachwuchs wird wie im Skispringen der Alpencup ausgetragen. Genannt werden Wettbewerbe die in den letzten drei Saisons auf der Schanze stattgefunden haben. Ebenfalls angegeben sind folgende Großereignisse: Olympische Winterspiele, Weltmeisterschaften, Junioren-Weltmeisterschaften, Winter-Asienspiele, Olympische Jugend-Winterspiele und Universiaden. Auch wenn eine Schanze veraltet ist oder gerade modernisiert wird, ist dies angegeben.

## Schanzen

### China
| Ort         | Schanzenname                          | FIS | Matte | Hillsize | K-Punkt | Rekord (M) | Rekord (F) | Wettbewerbe                  |
| ----------- | ------------------------------------- | --- | ----- | -------- | ------- | ---------- | ---------- | ---------------------------- |
| Jilin       | Beida Lake Ski Jumps                  |     |       | 100      | 90      | 90,5       | 79,0       | −                            |
| Laiyuan     | Qishan Ski Jumping Hills              |     |       | 106      | 95      |            |            | −                            |
| Yabuli      | Dragon Hill                           |     |       | 100      | 90      | 103,0      | 85,0       | Winter-Universiade 2009      |
| Zhangjiakou | Snow Ruyi National Ski Jumping Centre |     |       | 106      | 95      |            |            | Olympische Winterspiele 2022 |

### Deutschland
| Ort                    | Schanzenname                    | FIS | Matte | Hillsize | K-Punkt | Rekord (M) | Rekord (F) | Wettbewerbe |
| ---------------------- | ------------------------------- | --- | ----- | -------- | ------- | ---------- | ---------- | --- |
| Baiersbronn            | Große Ruhesteinschanze          |     |       | 90       | 85      | 95,0       | 98,0       | − |
| Berchtesgaden          | Große Kälbersteinschanze        |     |       | 98       | 90      | 100,5      | 102,0      | Alpencup (Skispringen Männer und Frauen) |
| Garmisch-Partenkirchen | Kleine Olympiaschanze           |     |       | 89       | 80      | 89,0       | 80,0       | heruntergekommen |
| Hinterzarten           | Adler-Skistadion                |     |       | 108      | 95      | 111,0      | 109,0      | Junioren-WM 2010, Skisprung-Grand-Prix (Männer und Frauen), wird derzeit modernisiert |
| Klingenthal            | Vogtlandschanzen (Mühlleithen)  |     |       | 85       | 77      | 86,5       |            | Alpencup (Skispringen Frauen), Alpencup (Nordische Kombination Männer und Frauen) |
| Lauscha                | Marktiegelschanze               |     |       | 102      | 92      | 109,0      | 103,5      | − |
| Oberhof                | Schanzenanlage im Kanzlersgrund |     |       | 100      | 90      | 108,5      | 101,0      | Skisprung-Weltcup (Frauen), Grand Prix der Nordischen Kombination (Frauen), FIS Cup (Männer und Frauen), Alpencup (Skispringen Männer und Frauen), Alpencup (Nordische Kombination Männer) |
| Oberstdorf             | Schattenbergschanze             |     |       | 106      | 95      | 105,5      | 109,0      | WM 1987, 2005, 2021 |
| Oberwiesenthal         | Fichtelbergschanzen             |     |       | 105      | 95      | 110,5      | 107,0      | Junioren-WM 2020, Grand Prix der Nordischen Kombination (Männer und Frauen), Continental Cup der Nordischen Kombination (Männer), FIS Cup (Männer und Frauen)                              |
| Schonach               | Langenwaldschanze               |     |       | 100      | 90      | 108,5      | 98,0       | Junioren-WM 1981, 2002, Weltcup der Nordischen Kombination (Männer), Alpencup (Skispringen Frauen), Alpencup (Nordische Kombination Männer und Frauen)                                     |
| Winterberg             | St.-Georg-Schanze               |     |       | 87       | 81      | 88,0       | 80,5       | Alpencup (Nordische Kombination Männer) |

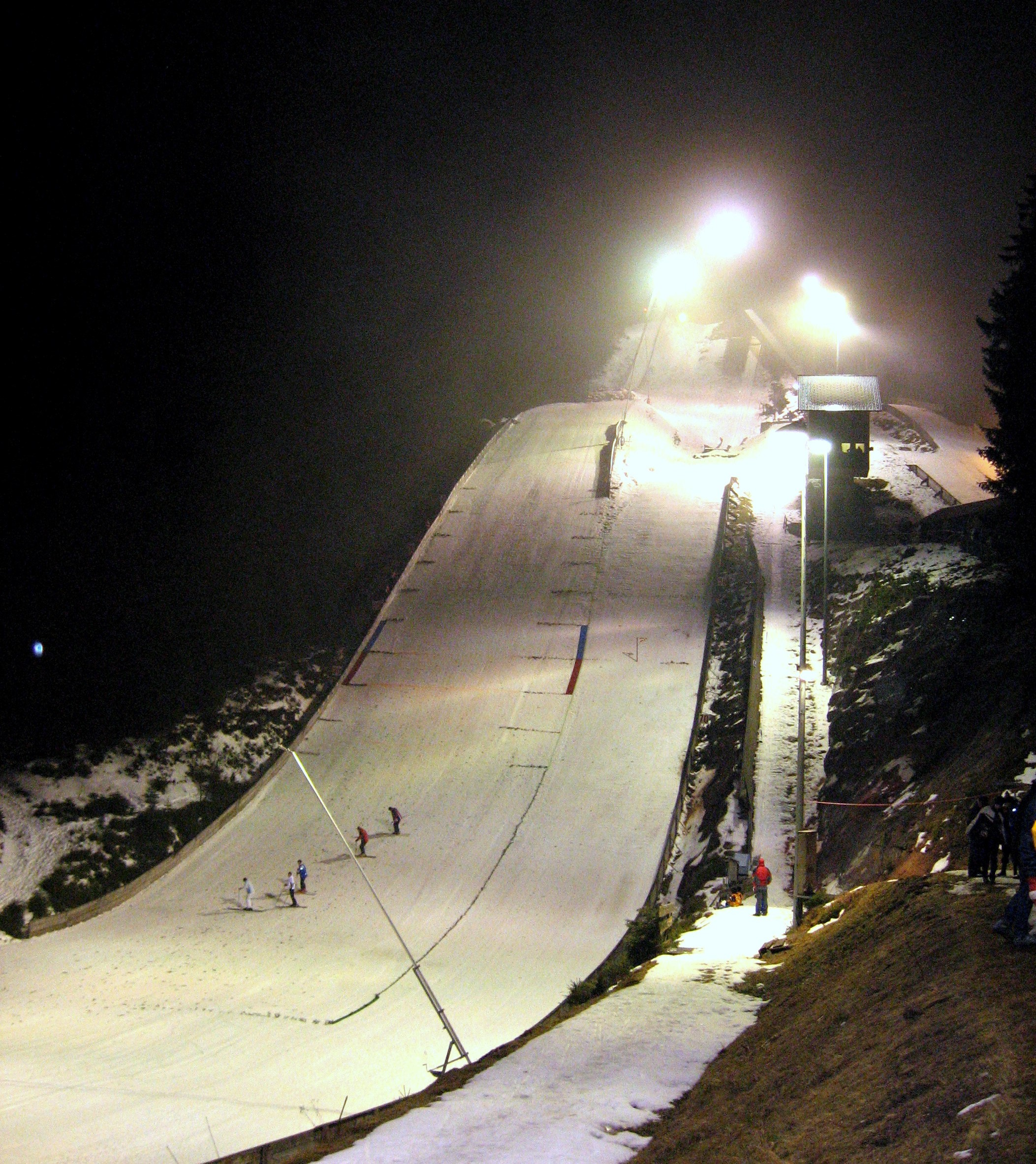
Baiersbronn
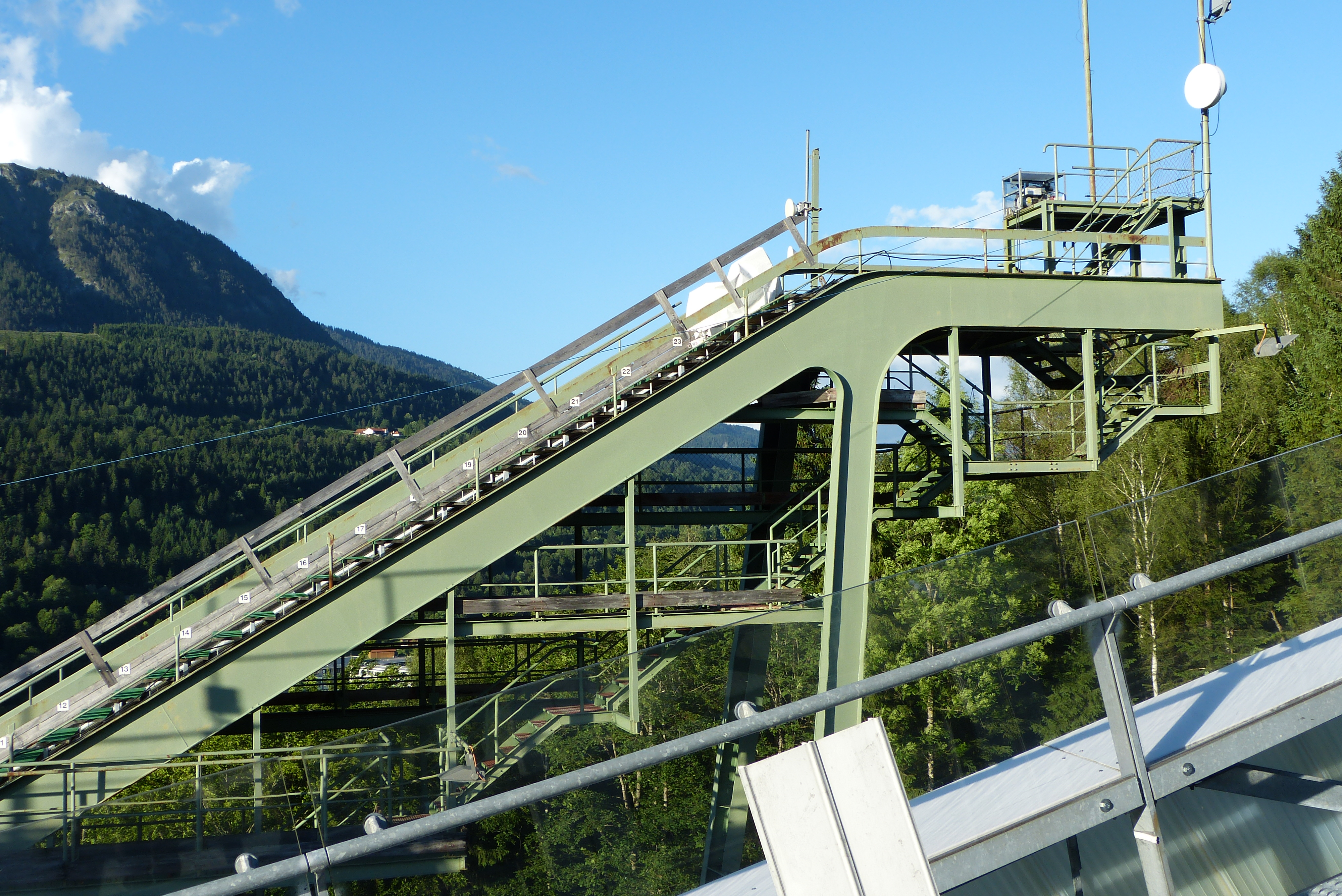
Garmisch-Partenkirchen
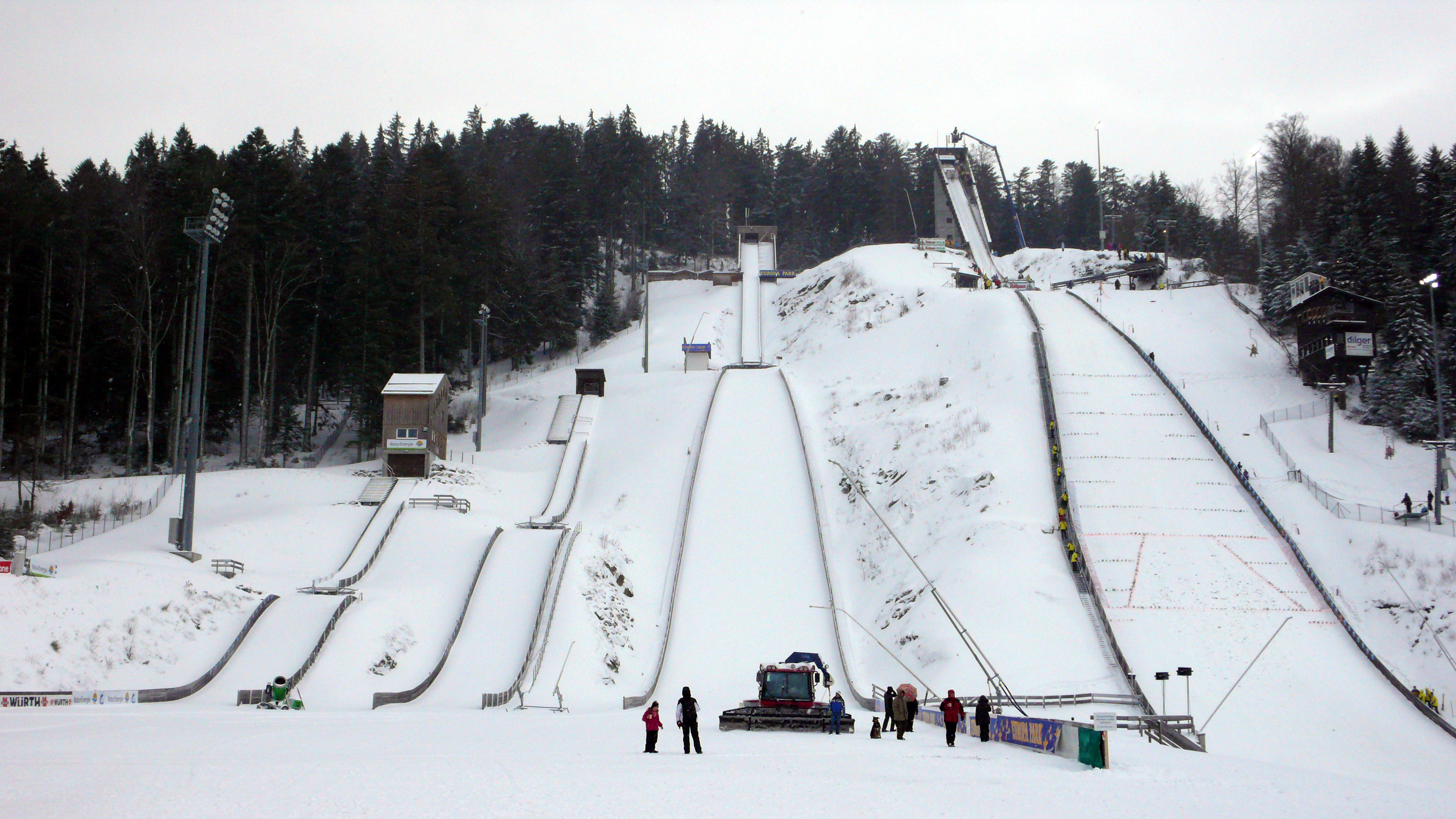
Hinterzarten
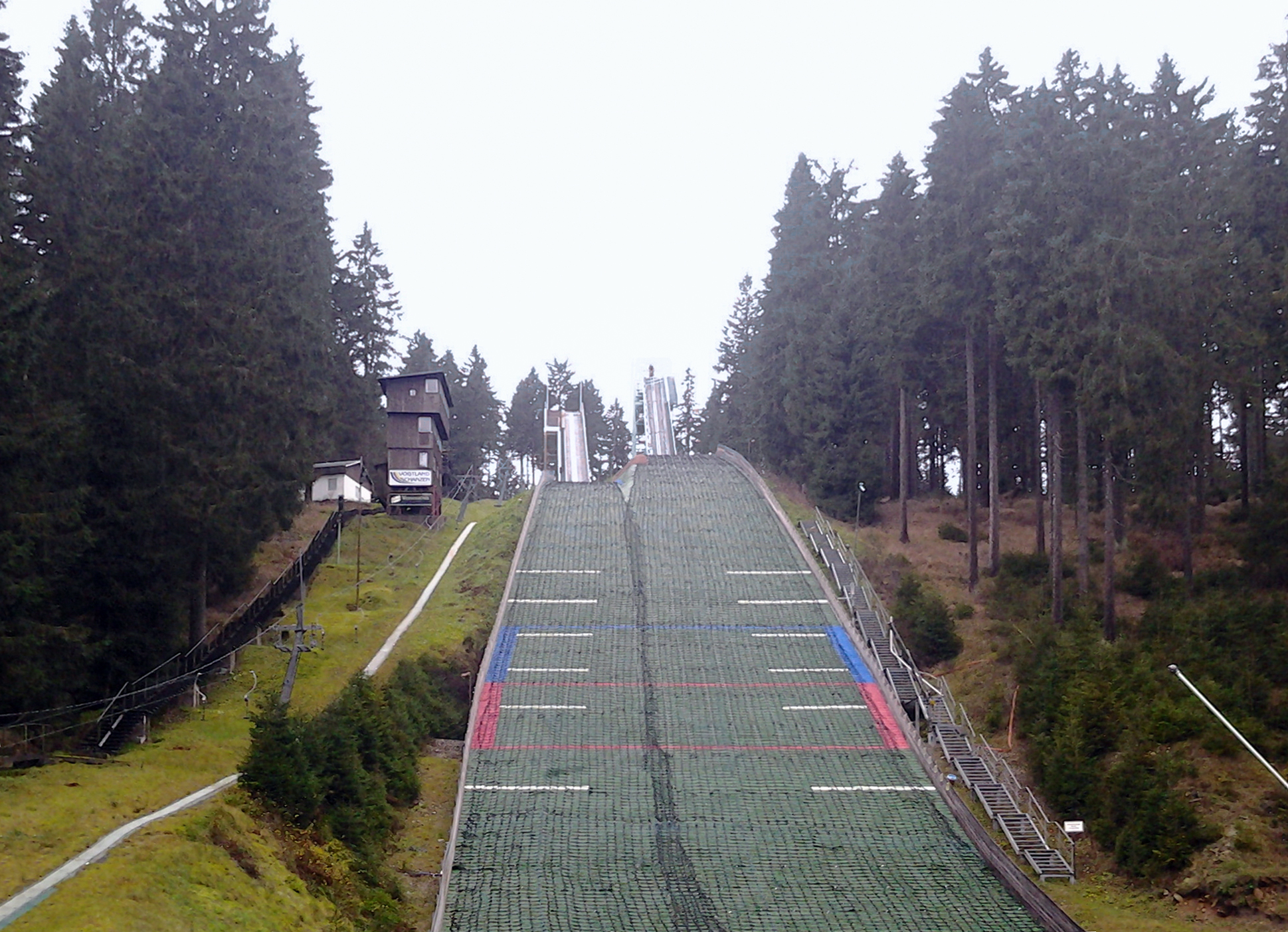
Klingenthal
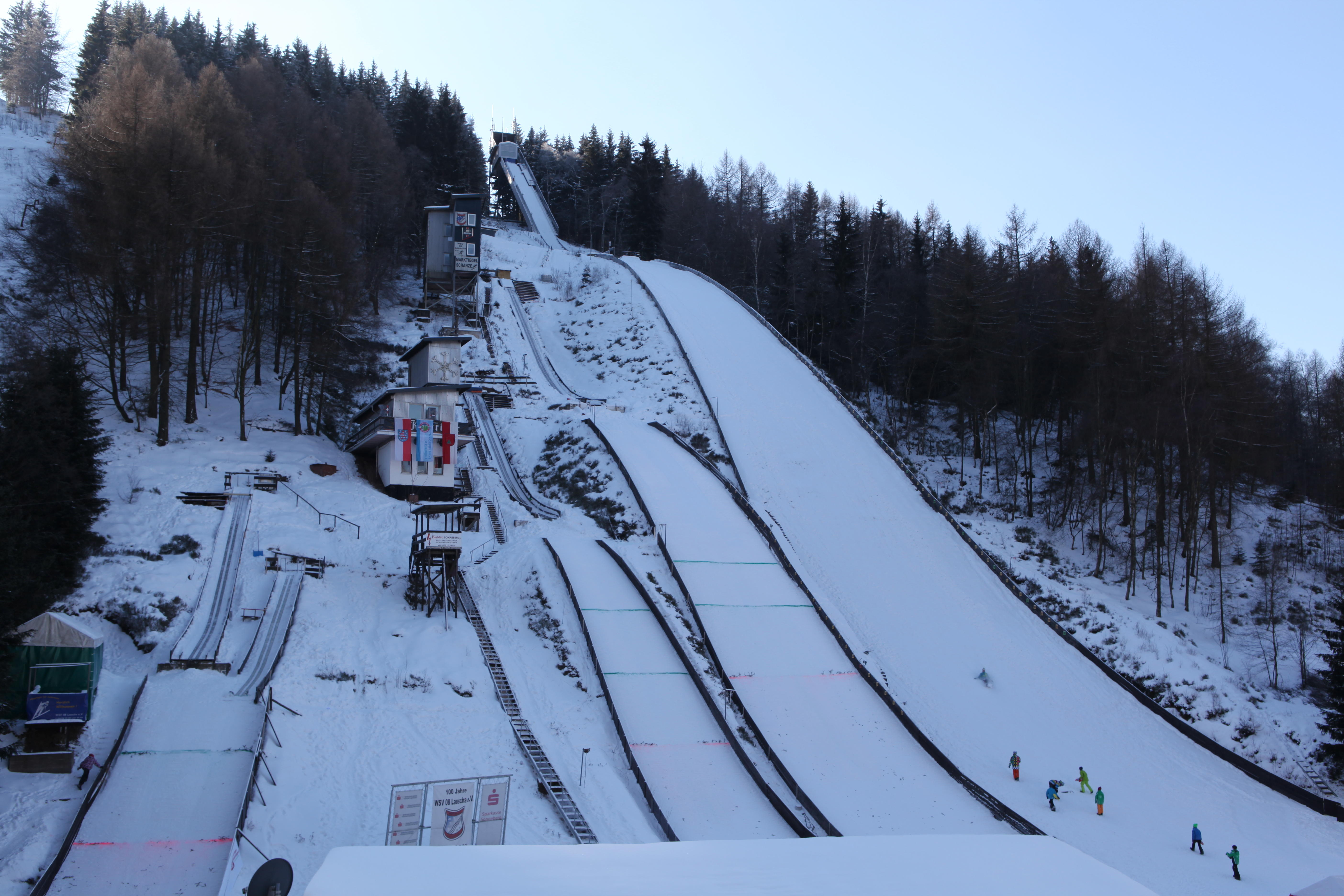
Lauscha
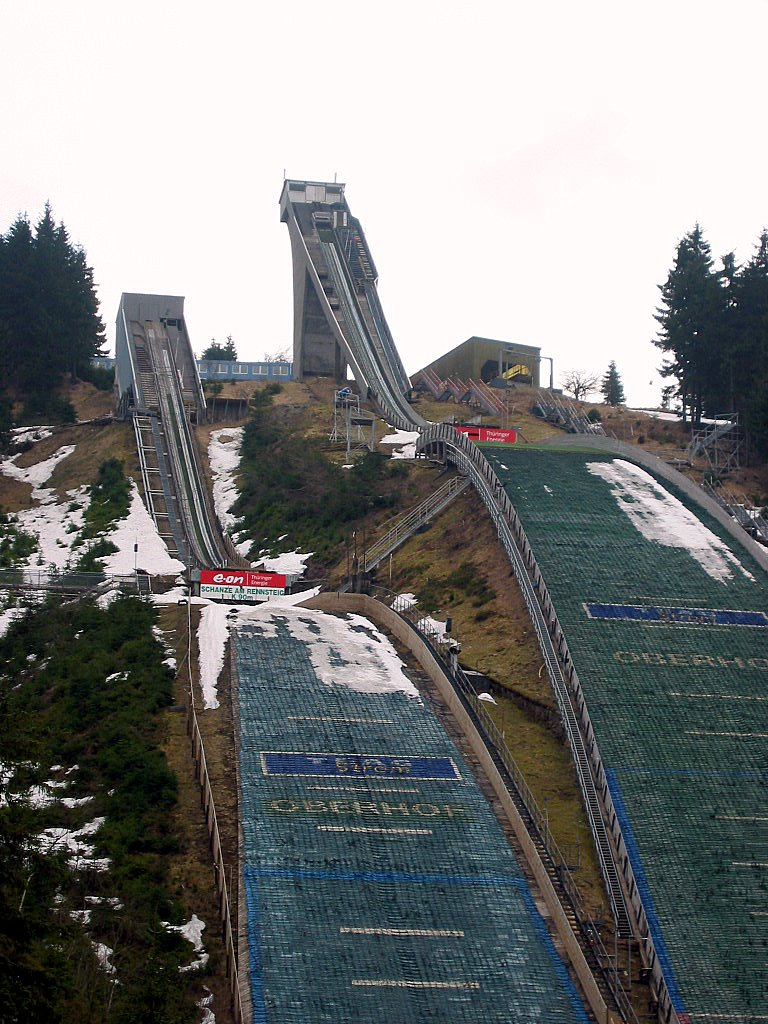
Oberhof
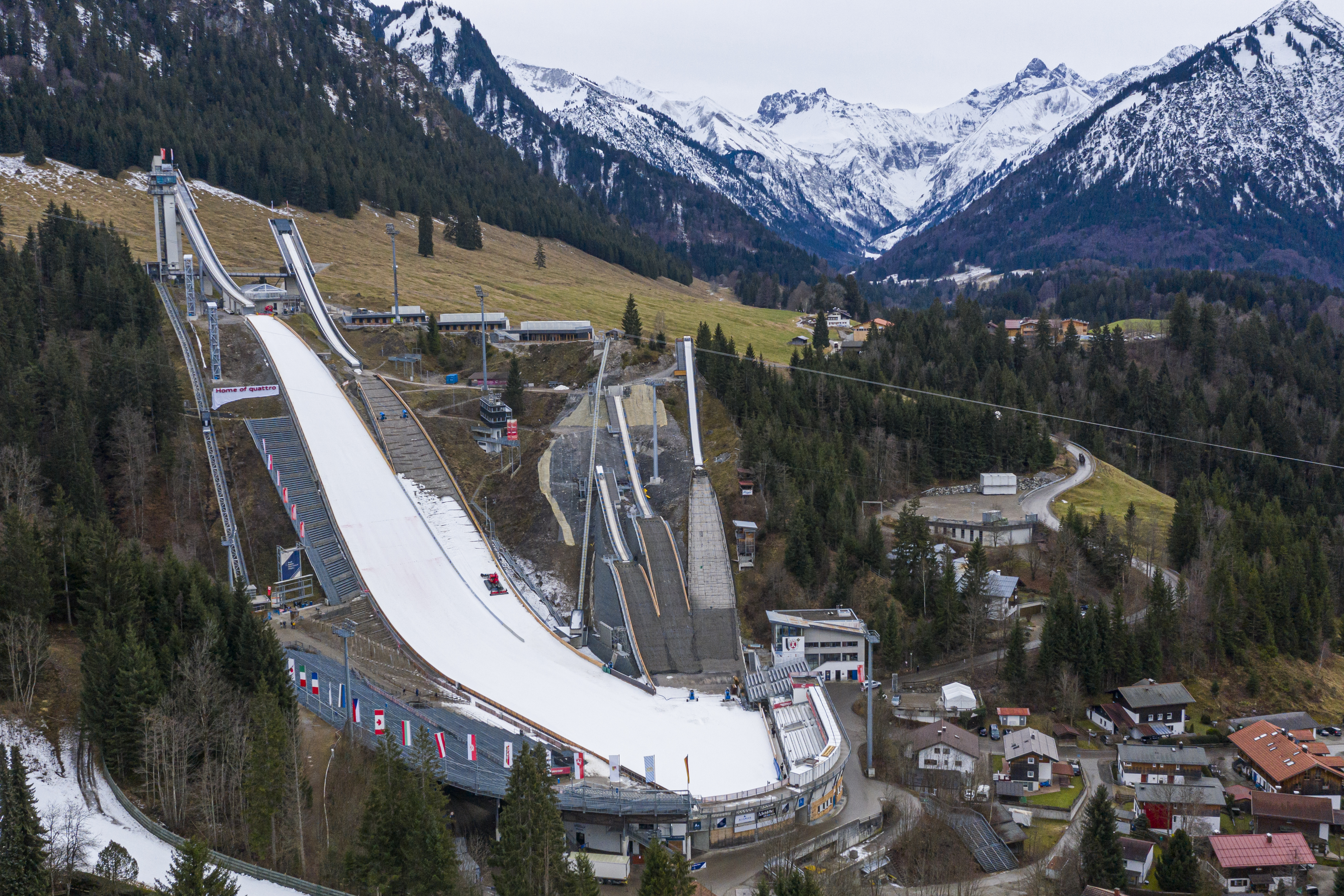
Oberstdorf
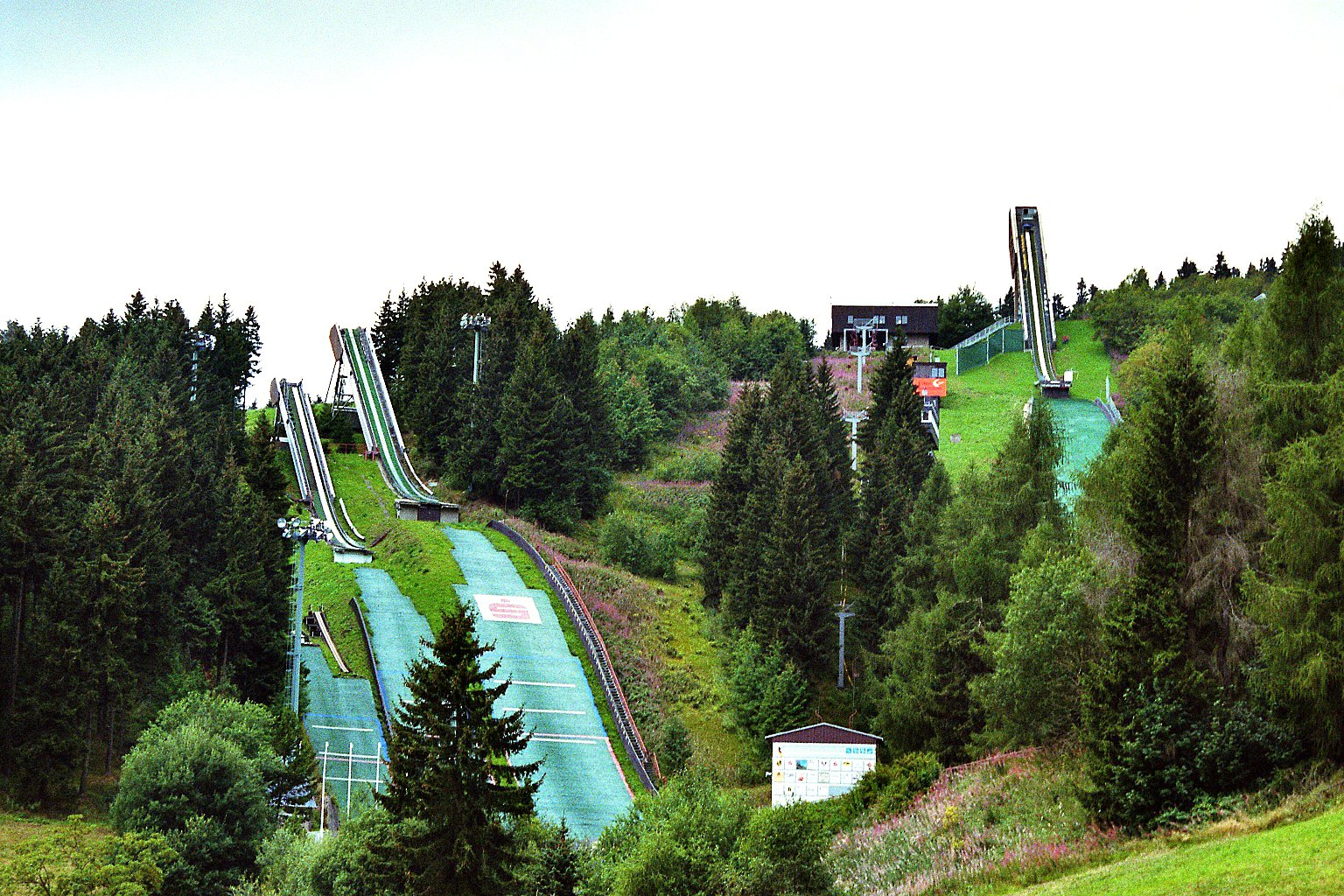
Oberwiesenthal
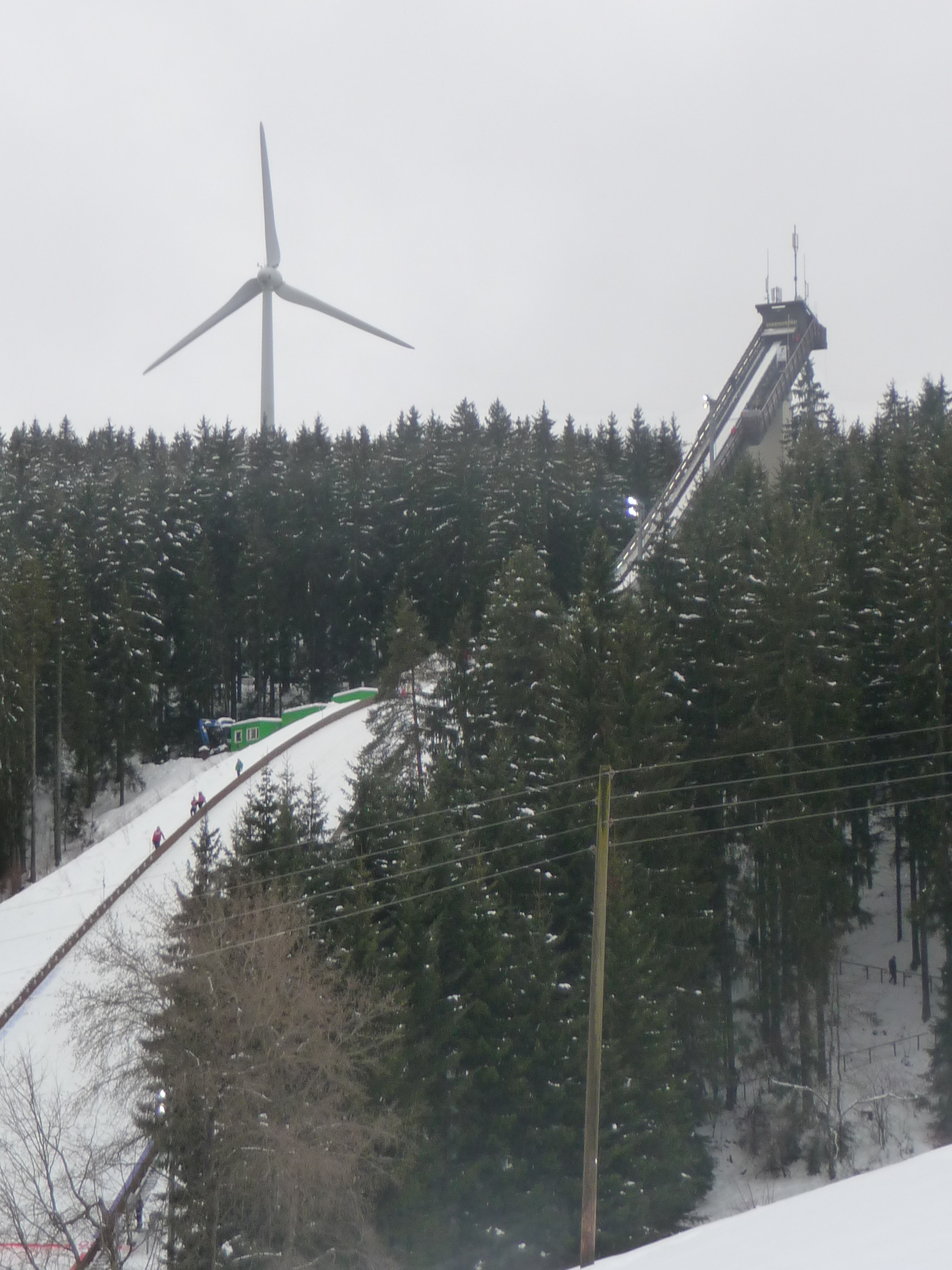
Schonach
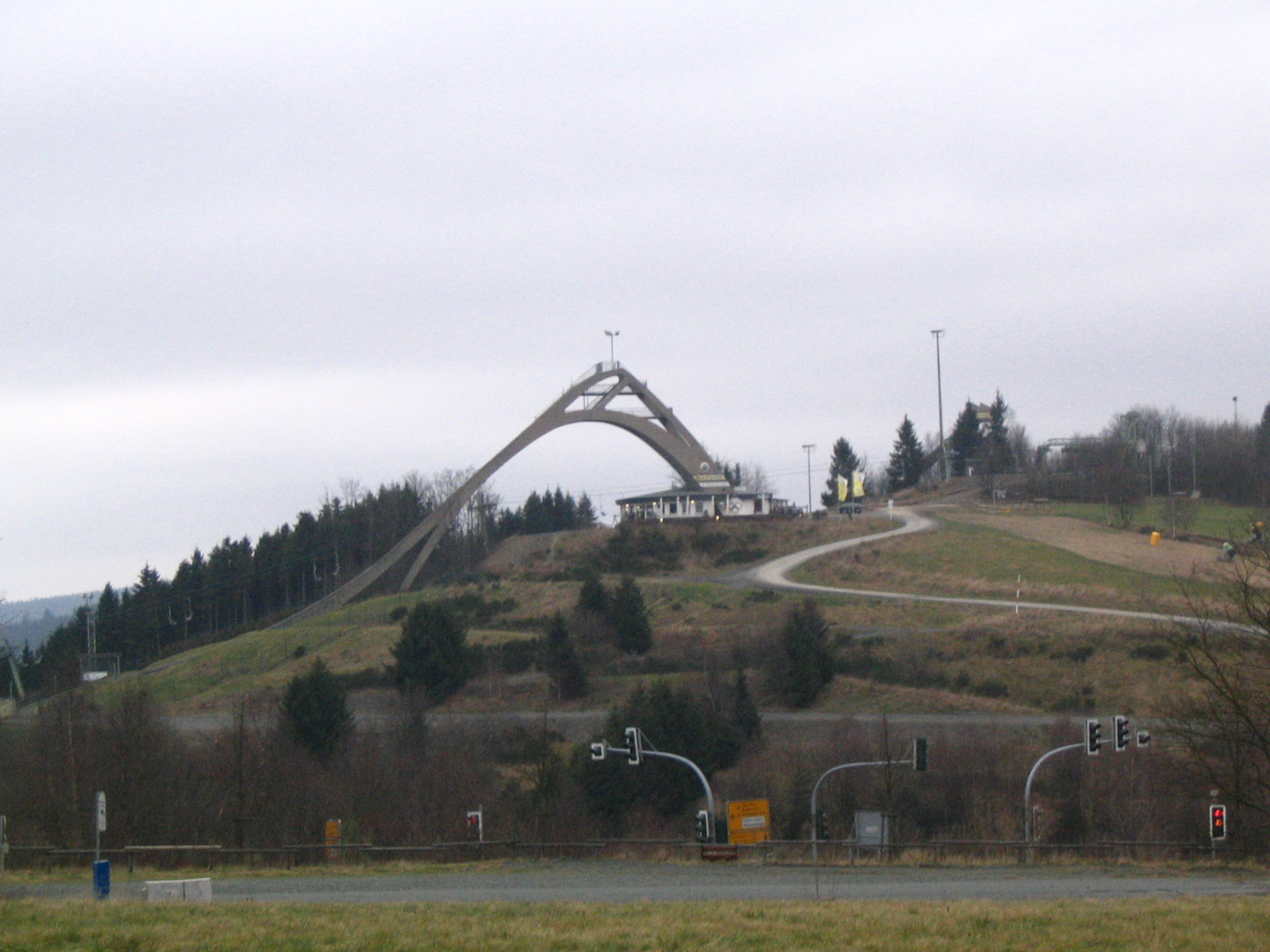
Winterberg

### Estland
| Ort    | Schanzenname     | FIS | Matte | Hillsize | K-Punkt | Rekord (M) | Rekord (F) | Wettbewerbe |
| ------ | ---------------- | --- | ----- | -------- | ------- | ---------- | ---------- | --- |
| Otepää | Tehvandi-Schanze |     |       | 97       | 90      | 102,0      | 101,5      | Junioren-WM 2011, Weltcup der Nordischen Kombination (Männer), Continental Cup der Nordischen Kombination (Frauen) |

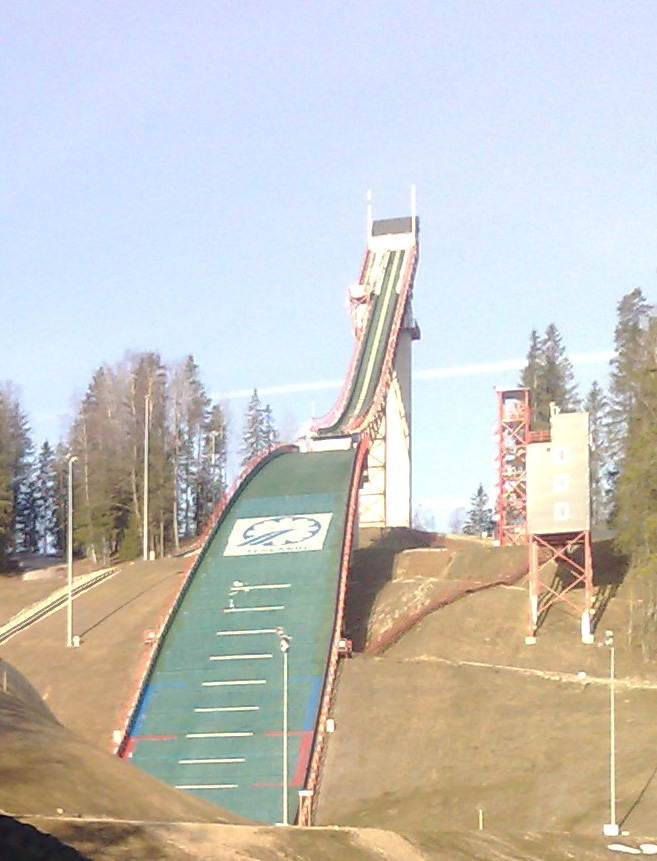
Otepää

### Finnland
| Ort       | Schanzenname              | FIS | Matte | Hillsize | K-Punkt | Rekord (M) | Rekord (F) | Wettbewerbe |
| --------- | ------------------------- | --- | ----- | -------- | ------- | ---------- | ---------- | --- |
| Jyväskylä | Matti-Nykänen-Schanze     |     |       | 108      | 100     | 110,0      |            | − |
| Kuopio    | Puijo-Schanze             |     |       | 100      | 92      | 106,0      | 98,0       | Junioren-WM 1983 |
| Lahti     | Salpausselkä-Schanze      |     |       | 100      | 90      | 103,5      | 99,5       | WM 1978, 1989, 2001, 2017, Junioren-WM 2019, 2021, Continental Cup der Nordischen Kombination (Männer), FIS Cup (Männer) |
| Lieto     | Parma-Schanze             |     |       |          | 82      | 83,5       | 61,0       | Junioren-WM 1975 |
| Rovaniemi | Ounasvaara-Schanze        |     |       | 100      | 90      | 103,5      | 98,5       | Winter-Universiade 1970, Junioren-WM 2005                                                                                |
| Vuokatti  | Skisprungschanze Vuokatti |     |       | 100      | 90      | 104,0      | 99,0       | Junioren-WM 1992 |

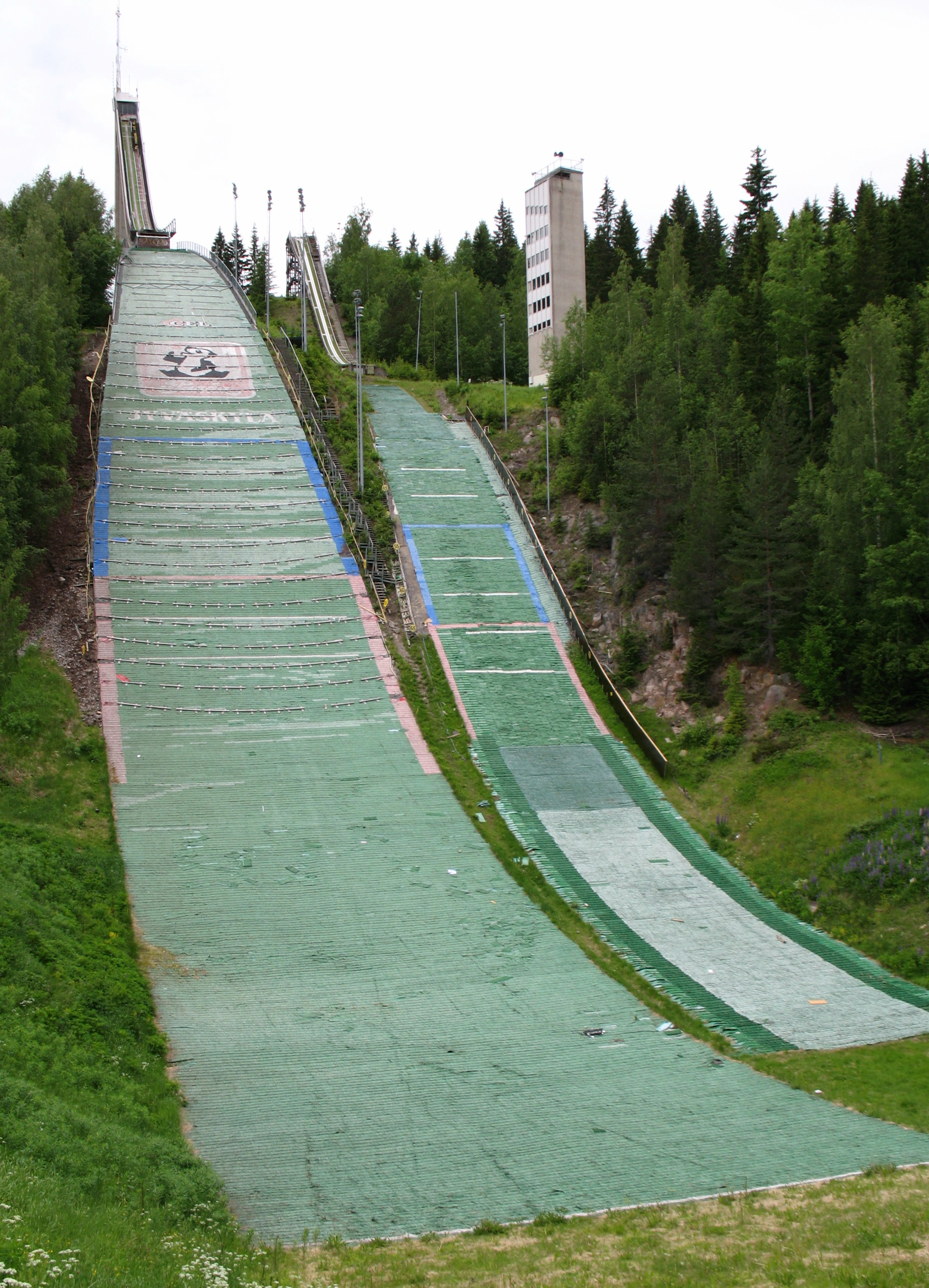
Jyväskylä
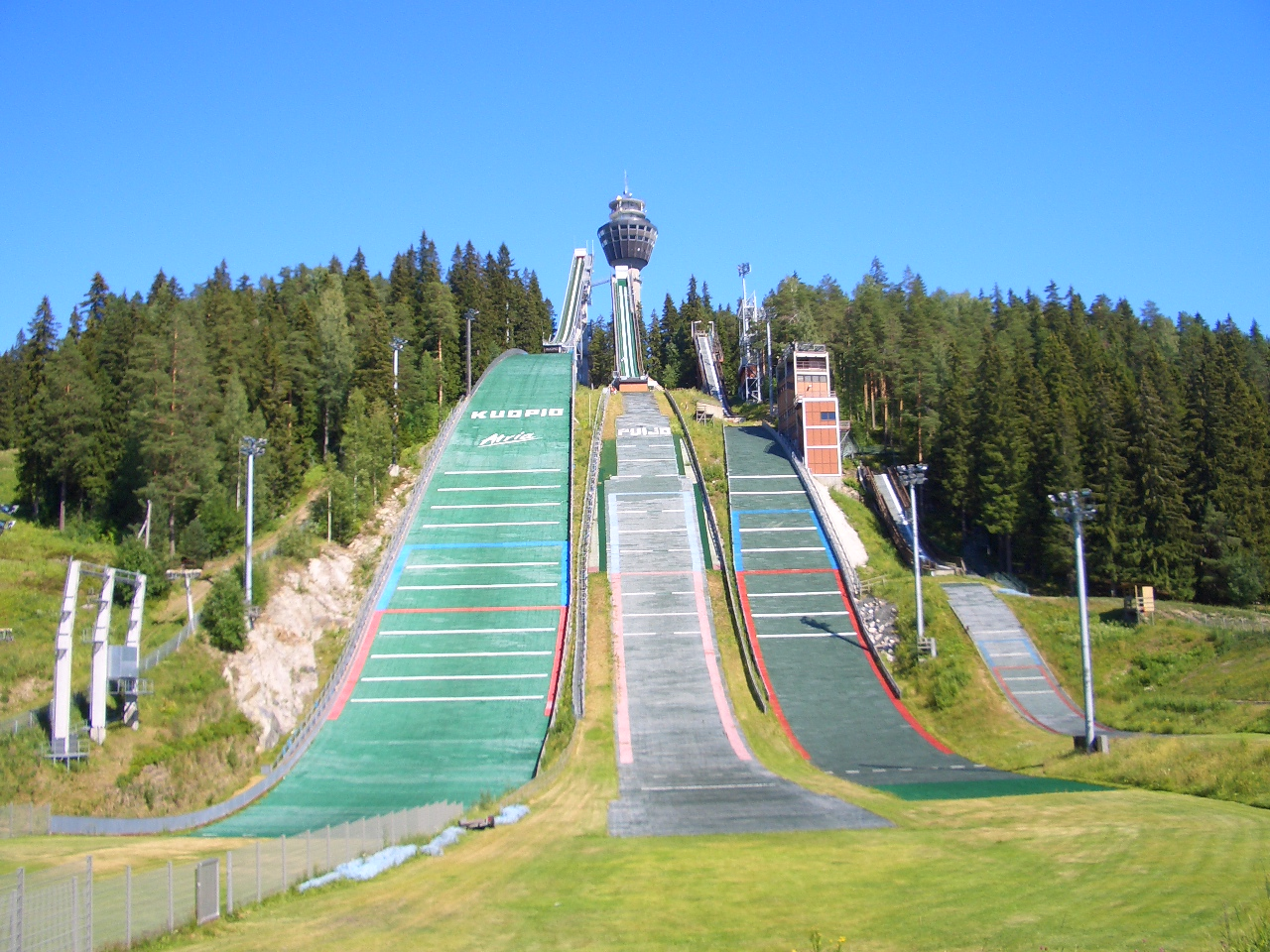
Kuopio
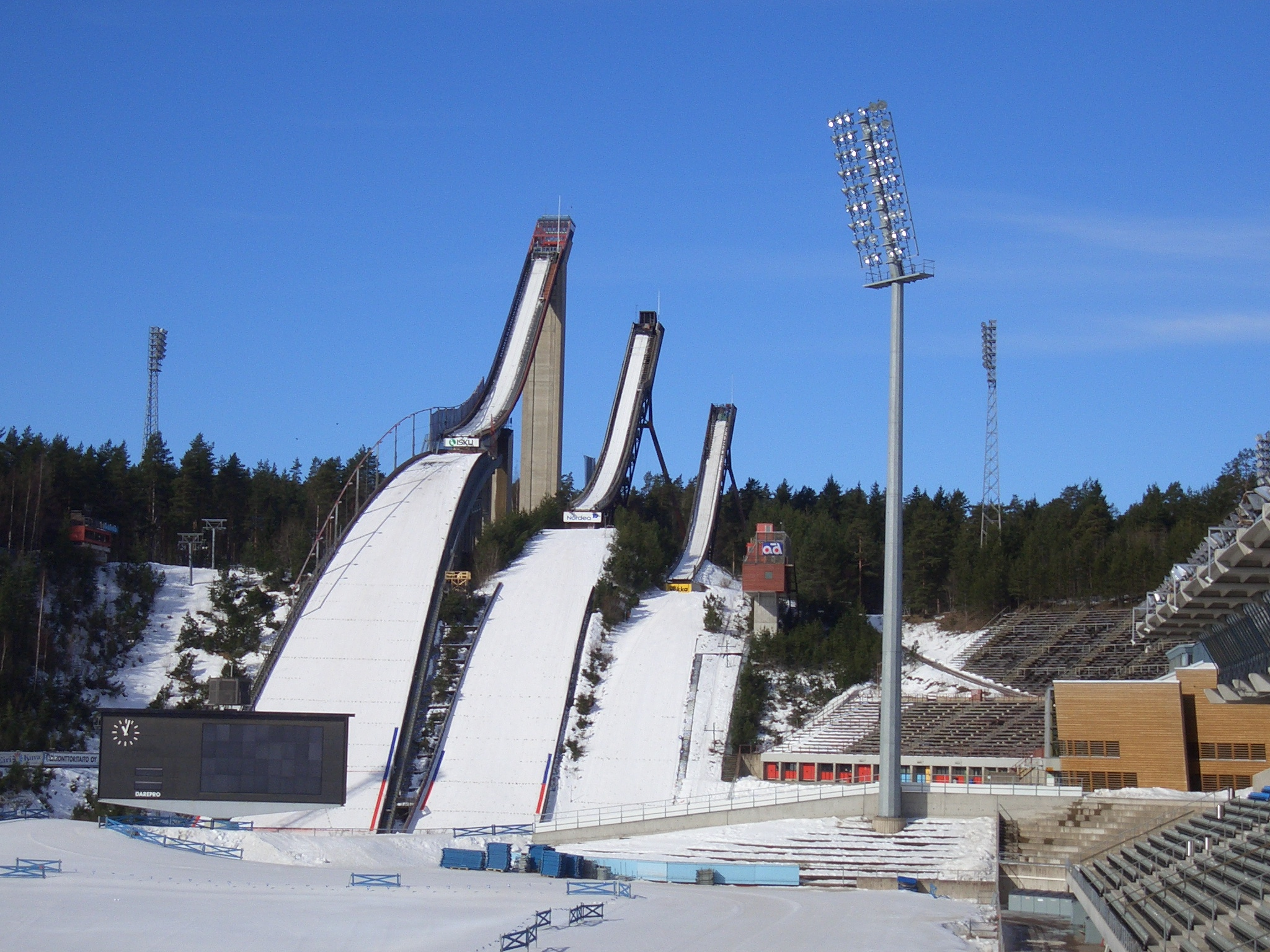
Lahti
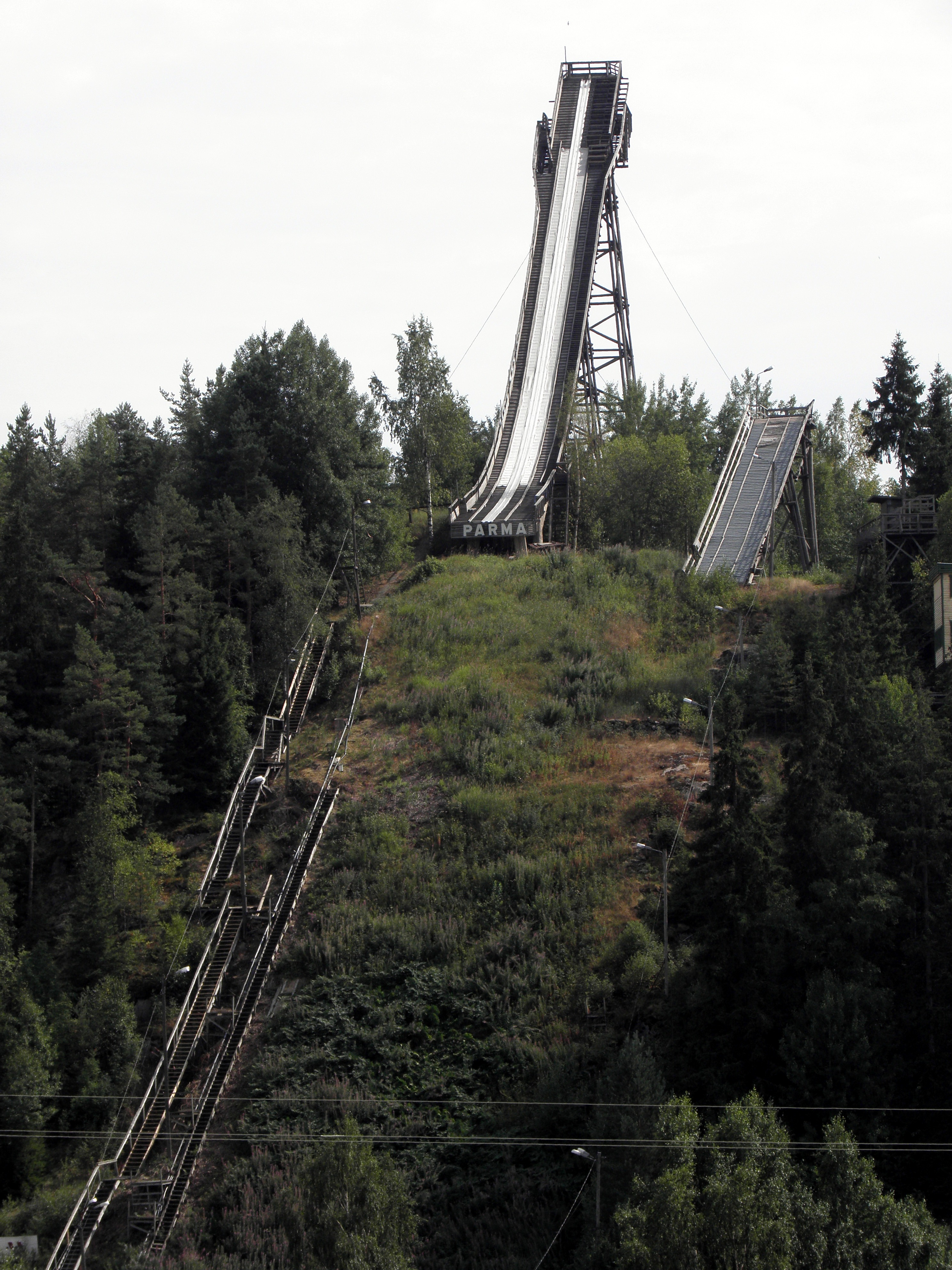
Lieto
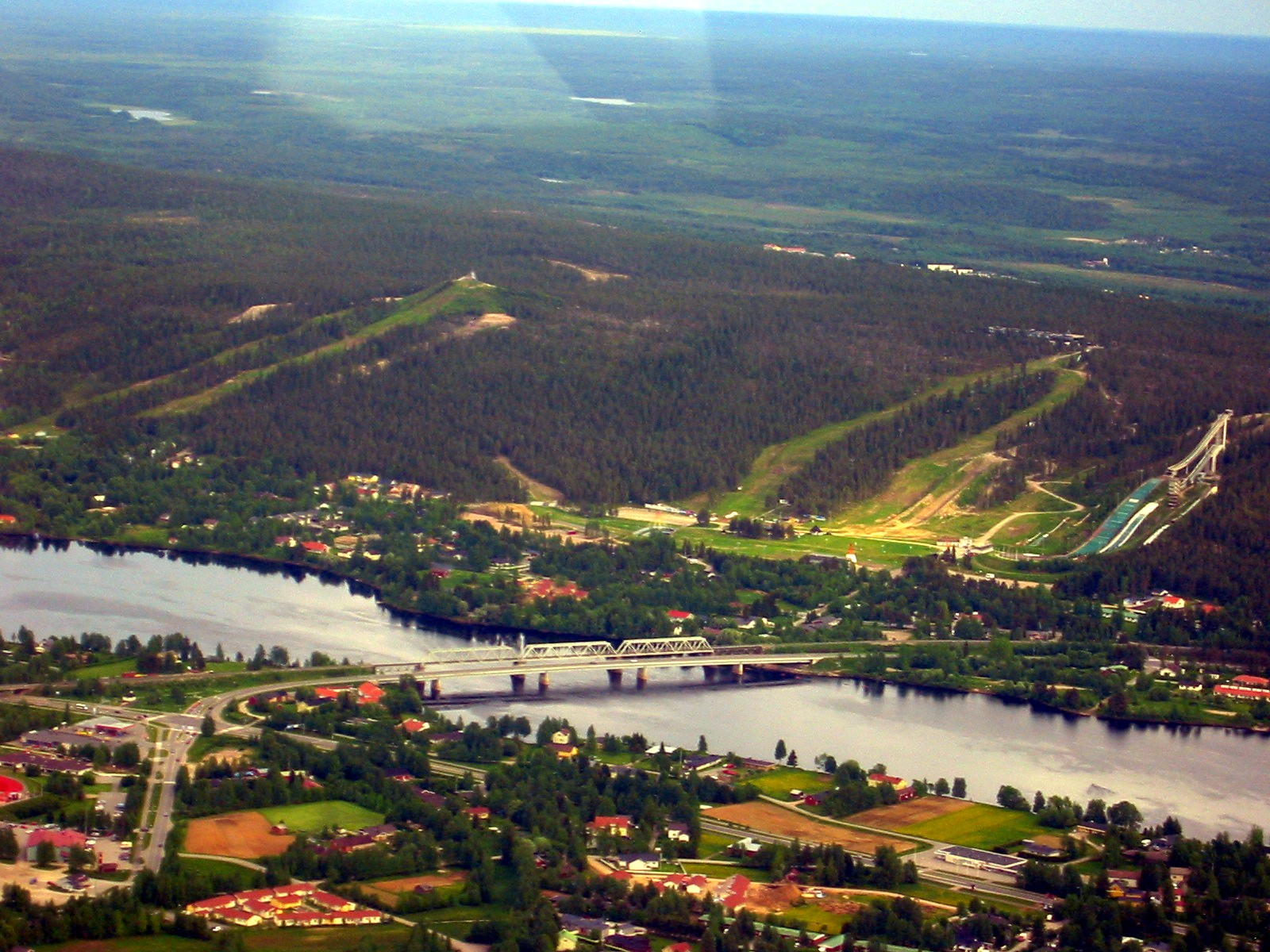
Rovaniemi
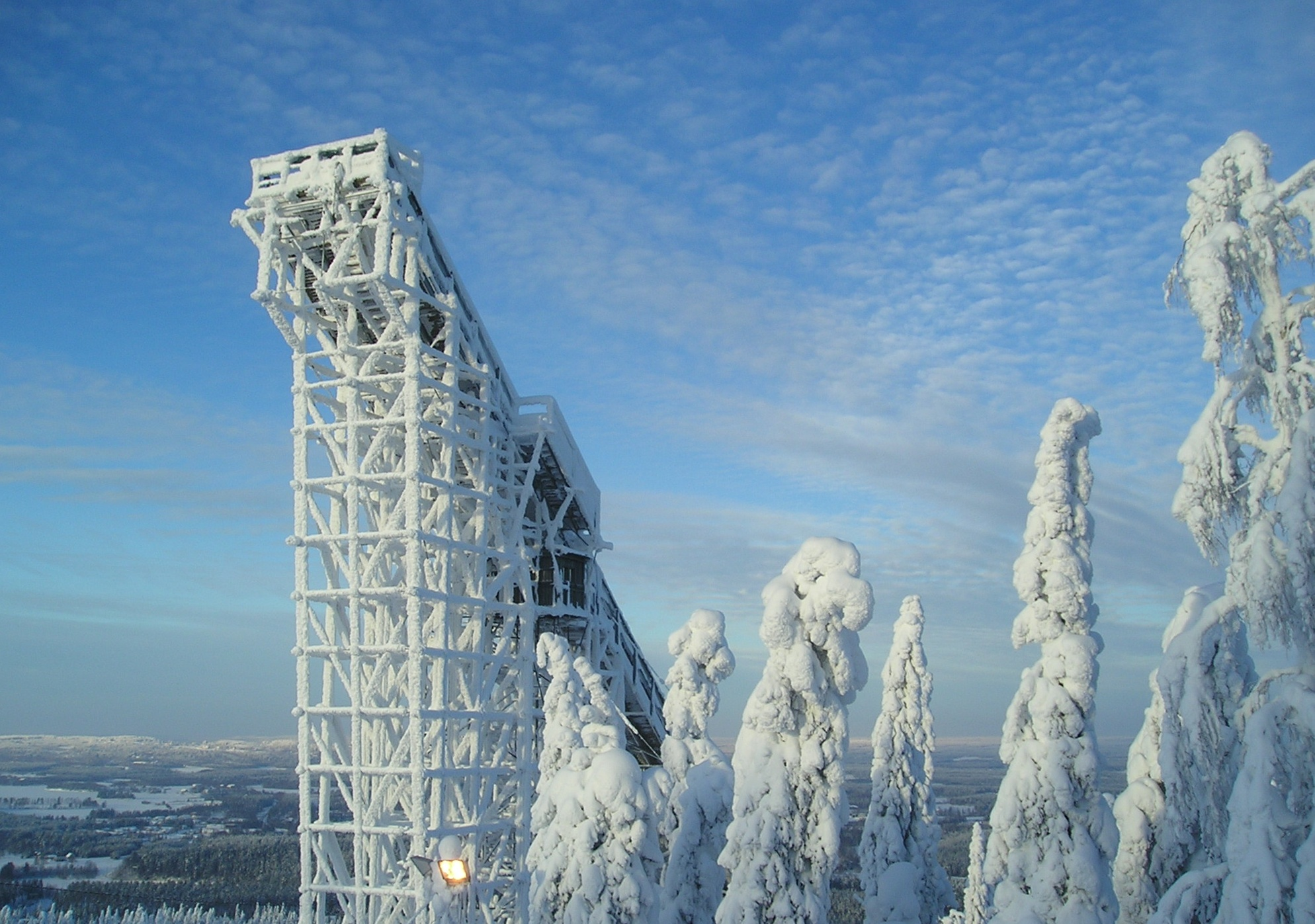
Vuokatti

### Frankreich
| Ort        | Schanzenname     | FIS | Matte | Hillsize | K-Punkt | Rekord (M) | Rekord (F) | Wettbewerbe |
| ---------- | ---------------- | --- | ----- | -------- | ------- | ---------- | ---------- | --- |
| Courchevel | Tremplin du Praz |     |       | 96       | 90      | 101,5      | 98,0       | Olympische Winterspiele 1992 |
| Prémanon   | Les Tuffes       |     |       | 90       | 81      | 93,5       | 94,5       | Junioren-WM 1968, Olympische Jugend-Winterspiele 2020, Skisprung-Weltcup (Frauen), Alpencup (Skispringen Männer und Frauen), Alpencup (Nordische Kombination Männer und Frauen) |

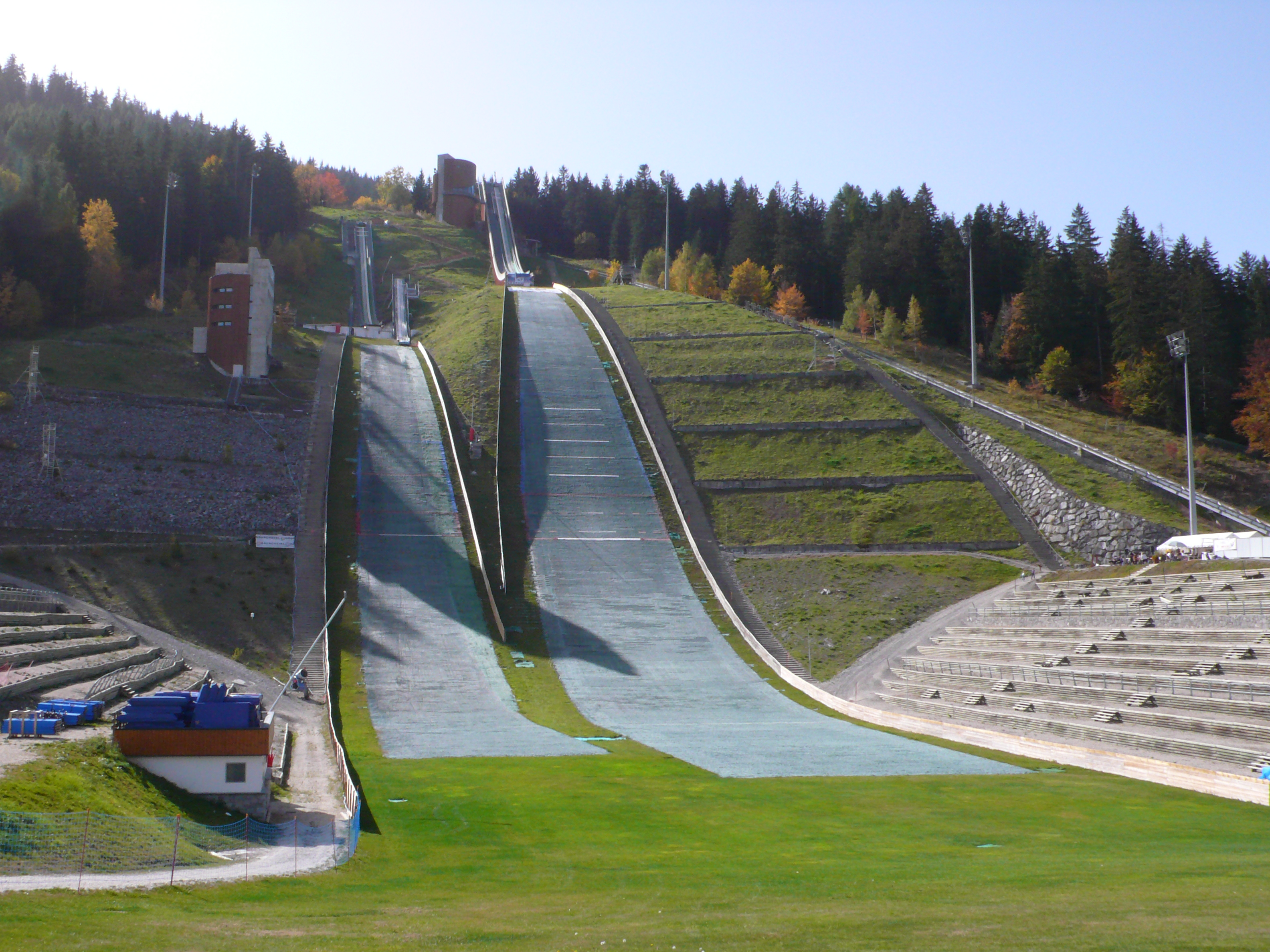
Courchevel
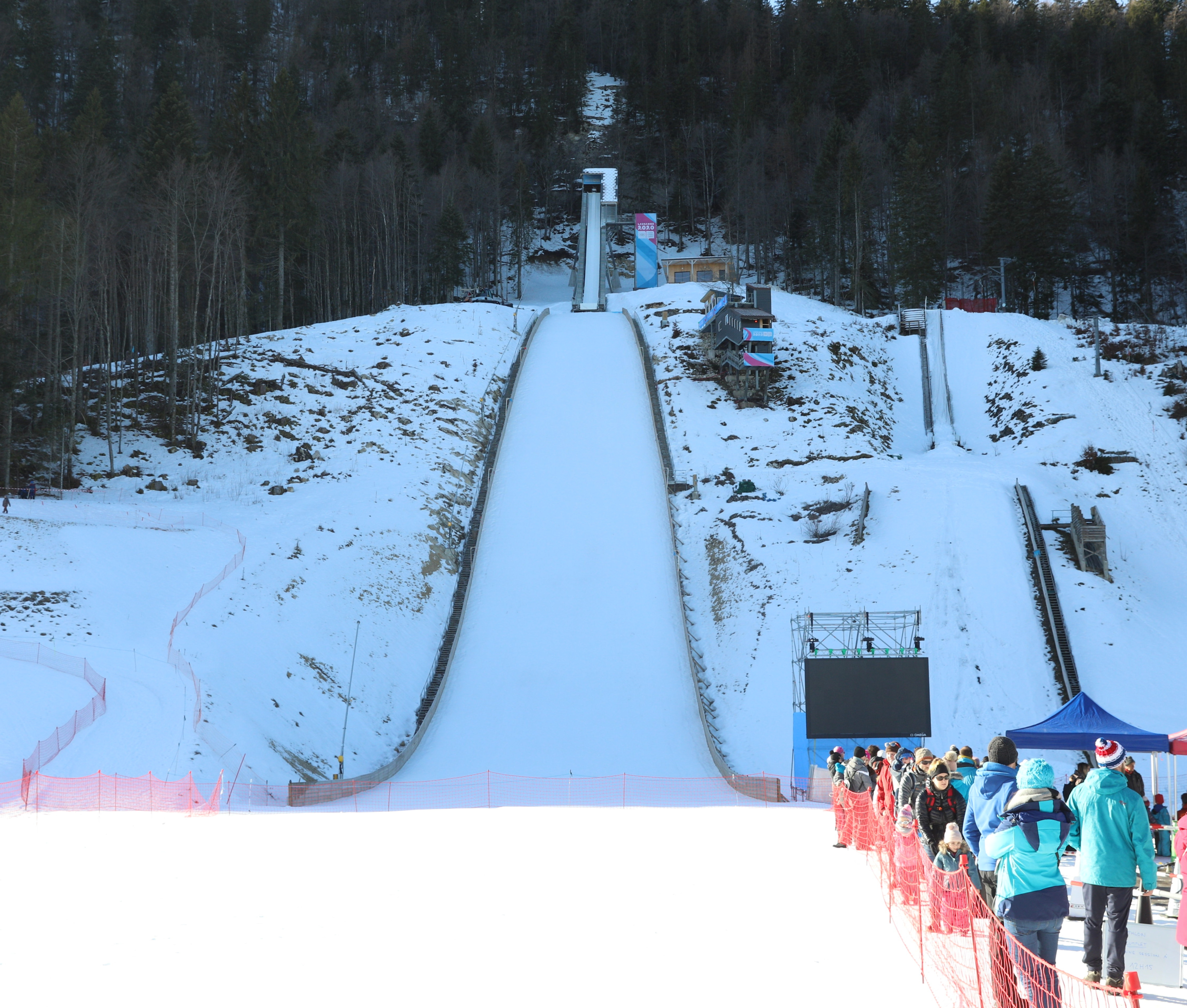
Prémanon

### Italien
| Ort      | Schanzenname       | FIS | Matte | Hillsize | K-Punkt | Rekord (M) | Rekord (F) | Wettbewerbe |
| -------- | ------------------ | --- | ----- | -------- | ------- | ---------- | ---------- | --- |
| Predazzo | Trampolino dal Ben |     |       | 104      | 95      | 107,5      | 108,0      | Olympische Winterspiele 2026, WM 1991, 2003, 2013, Winter-Universiade 2013, Junioren-WM 2014, Skisprung-Weltcup (Männer), Weltcup der Nordischen Kombination (Männer), Skisprung-Continental-Cup (Männer), Alpencup (Skispringen Männer und Frauen), Alpencup (Nordische Kombination Männer und Frauen) |

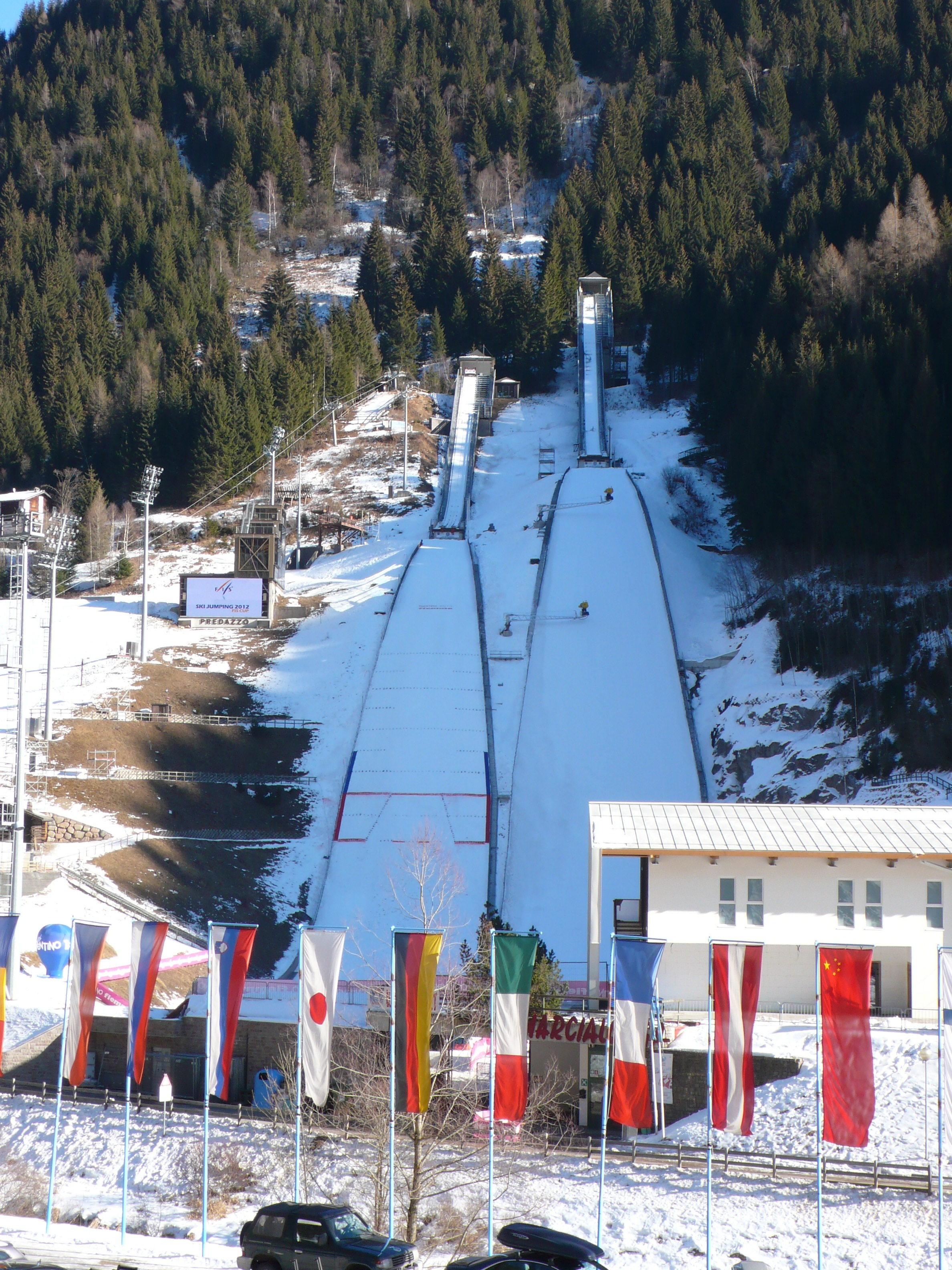
Predazzo

### Japan
| Ort          | Schanzenname      | FIS | Matte | Hillsize | K-Punkt | Rekord (M) | Rekord (F) | Wettbewerbe                                                                             |
| ------------ | ----------------- | --- | ----- | -------- | ------- | ---------- | ---------- | --------------------------------------------------------------------------------------- |
| Hakuba       | Hakuba-Schanzen   |     |       | 98       | 90      | 100,0      |            | Olympische Winterspiele 1998                                                            |

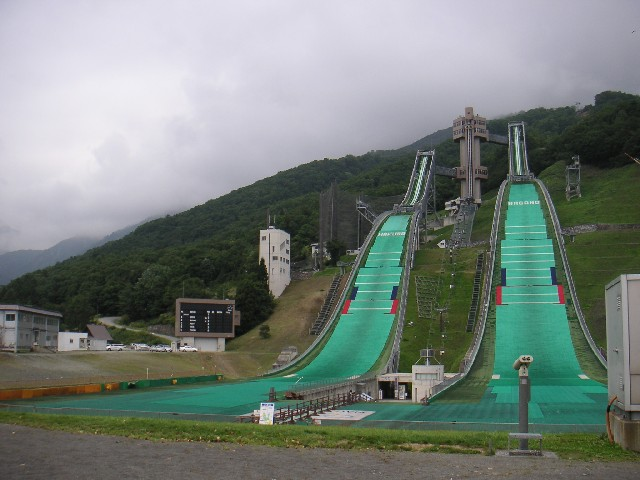
Hakuba
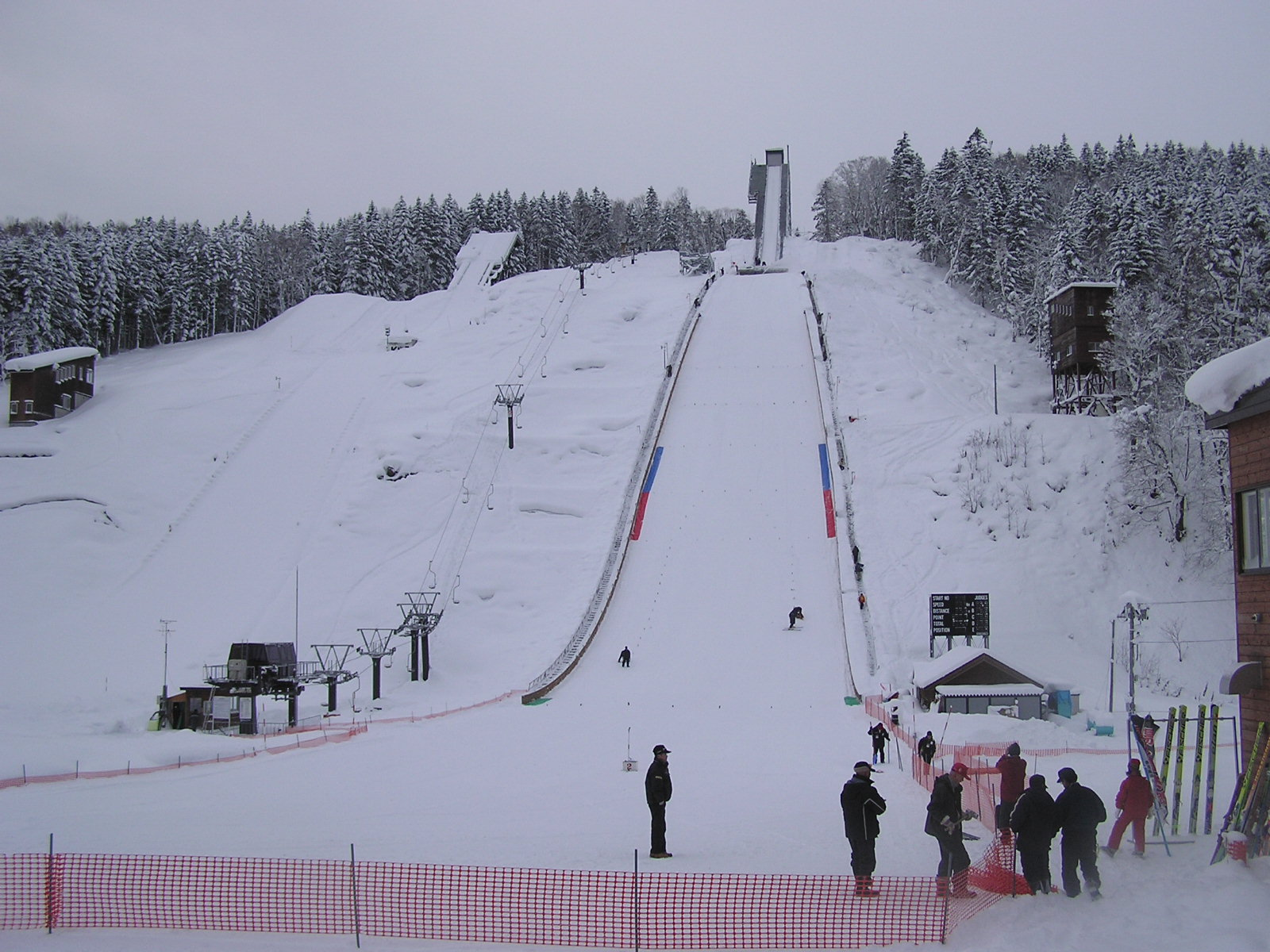
Nayoro
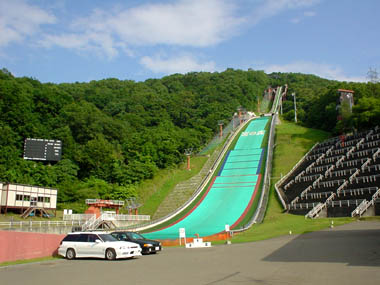
Sapporo

| Iiyama       | Minami            |     |       | 89       | 80      | 87,0       |            | −                                                                                       |
| Kazuno       | Hanawa            |     |       | 86       | 78      | 85,0       |            | −                                                                                       |
| Myōkō        | Akakura Jump      |     |       | 100      | 90      | 101,0      |            | −                                                                                       |
| Nayoro       | Piyashiri         |     |       | 100      | 90      | 100,5      |            | −                                                                                       |
| Nozawa Onsen | Mukobayashi       |     |       | 92       | 90      | 97,0       |            | −                                                                                       |
| Ōwani        | Takinosawa        |     |       | 100      | 90      | 100,0      | 93,5       | Winter-Asienspiele 2003                                                                 |
| Oyama        | Tateyama          |     |       | 83       | 75      |            |            | −                                                                                       |
| Sapporo      | Miyanomori        |     |       | 100      | 90      | 102,0      | 103,0      | Olympische Winterspiele 1972, Winter-Universiade 1991, WM 2007, Winter-Asienspiele 2017 |
| Shiozawa     | Ishiuchi Maruyama |     |       | 86       | 80      | 85,0       |            | –                                                                                       |
| Yamagata     | Zaō-Schanze       |     |       | 102      | 95      |            | 106,0      | Skisprung-Weltcup (Frauen)                                                              |

- Hakuba
- Nayoro
- Sapporo

### Kanada
| Ort      | Schanzenname                    | FIS | Matte | Hillsize | K-Punkt | Rekord (M) | Rekord (F) | Wettbewerbe                                    |
| -------- | ------------------------------- | --- | ----- | -------- | ------- | ---------- | ---------- | ---------------------------------------------- |
| Whistler | Whistler Olympic Park Ski Jumps |     |       | 104      | 95      | 108,0      | 105,5      | Olympische Winterspiele 2010, Junioren-WM 2023 |

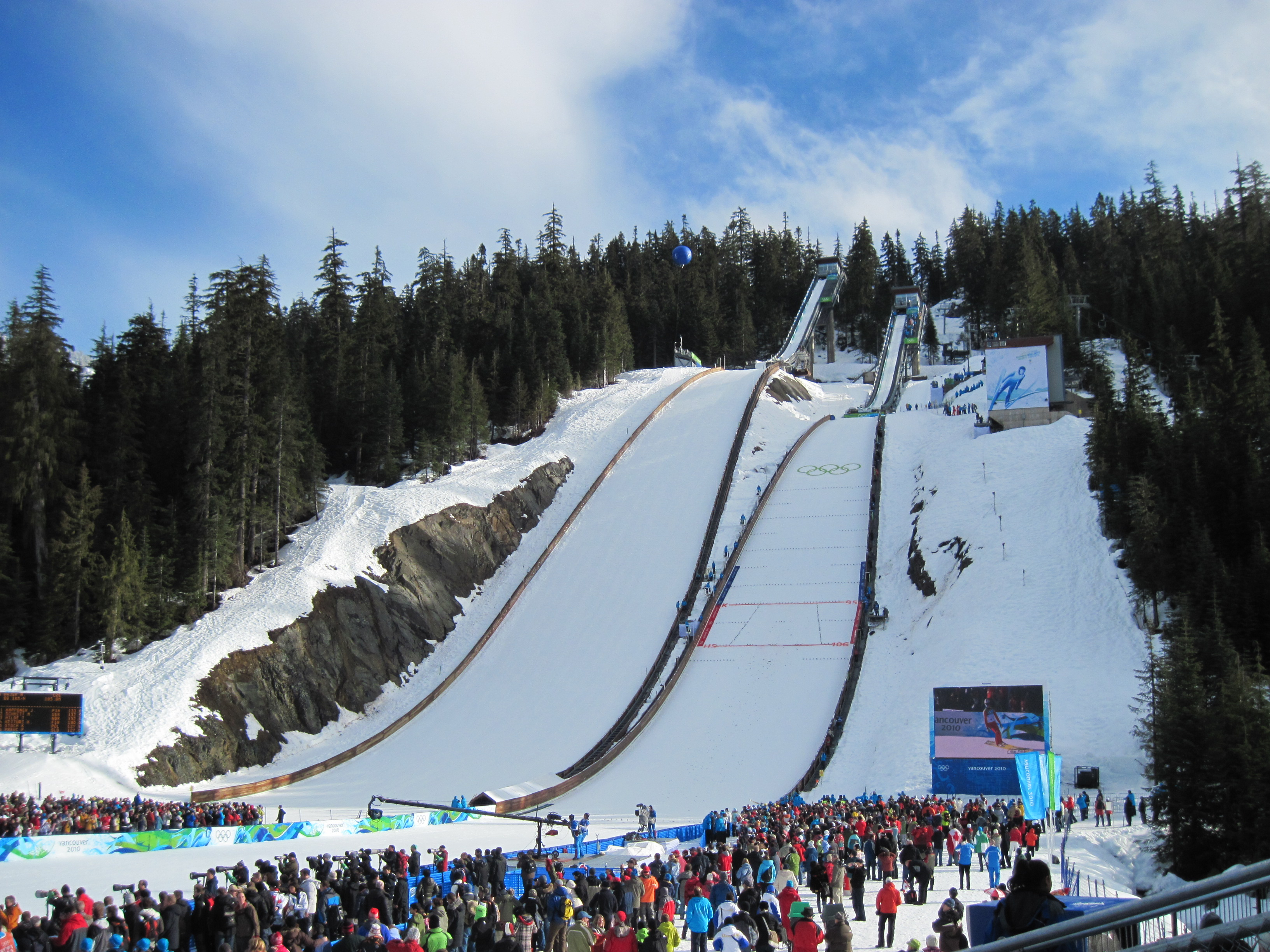
Whistler

### Kasachstan
| Ort              | Schanzenname             | FIS | Matte | Hillsize | K-Punkt | Rekord (M) | Rekord (F) | Wettbewerbe                                                        |
| ---------------- | ------------------------ | --- | ----- | -------- | ------- | ---------- | ---------- | ------------------------------------------------------------------ |
| Almaty           | Gorney Gigant            |     |       | 100      | 95      | 105,0      | 103,5      | Winter-Asienspiele 2011, Junioren-WM 2015, Winter-Universiade 2017 |
| Schtschutschinsk | Lyzhnyy Tramplin Burabay |     |       | 99       | 90      |            |            | Skisprung-Continental-Cup (Frauen), FIS Cup (Männer und Frauen)    |

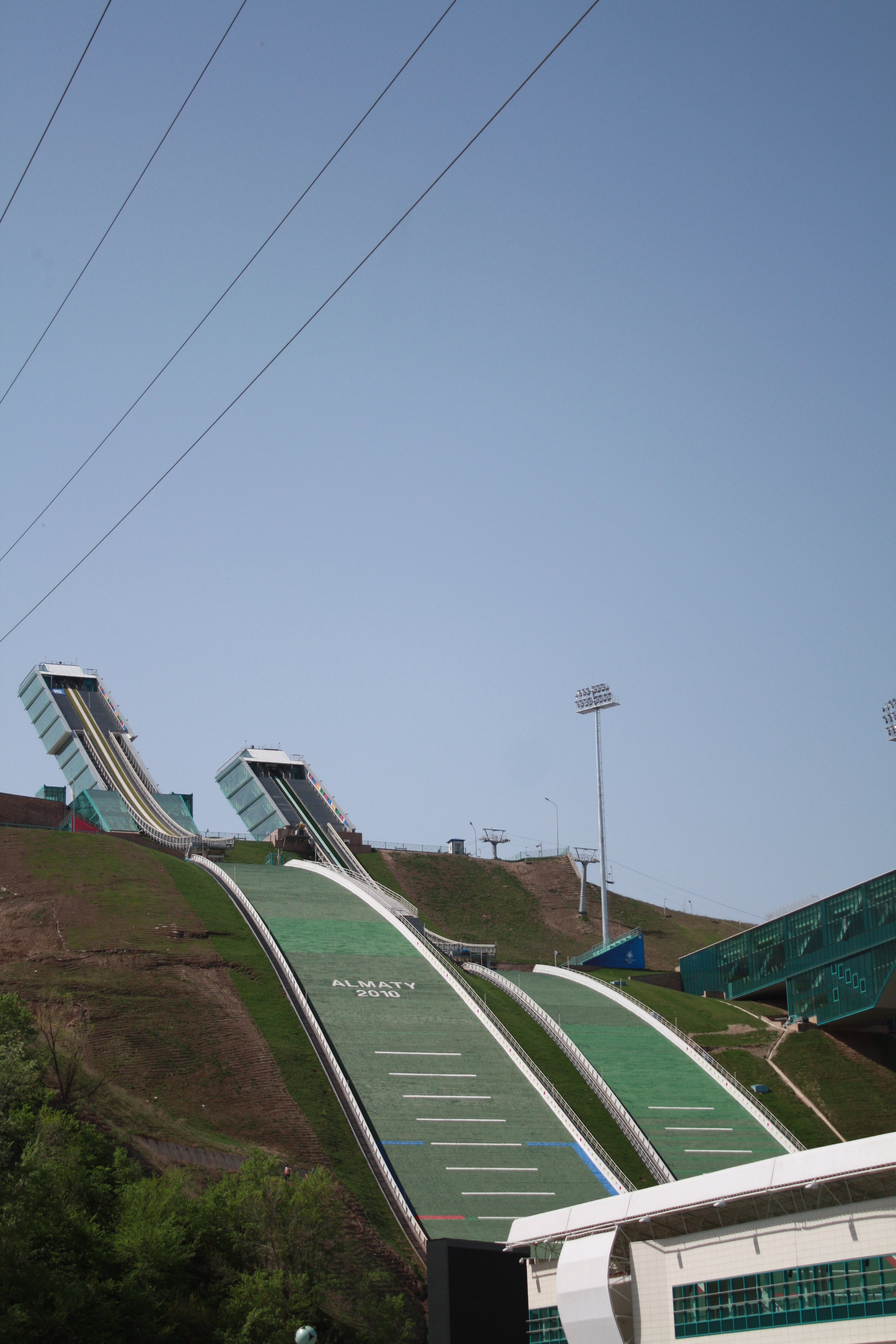
Almaty

### Norwegen

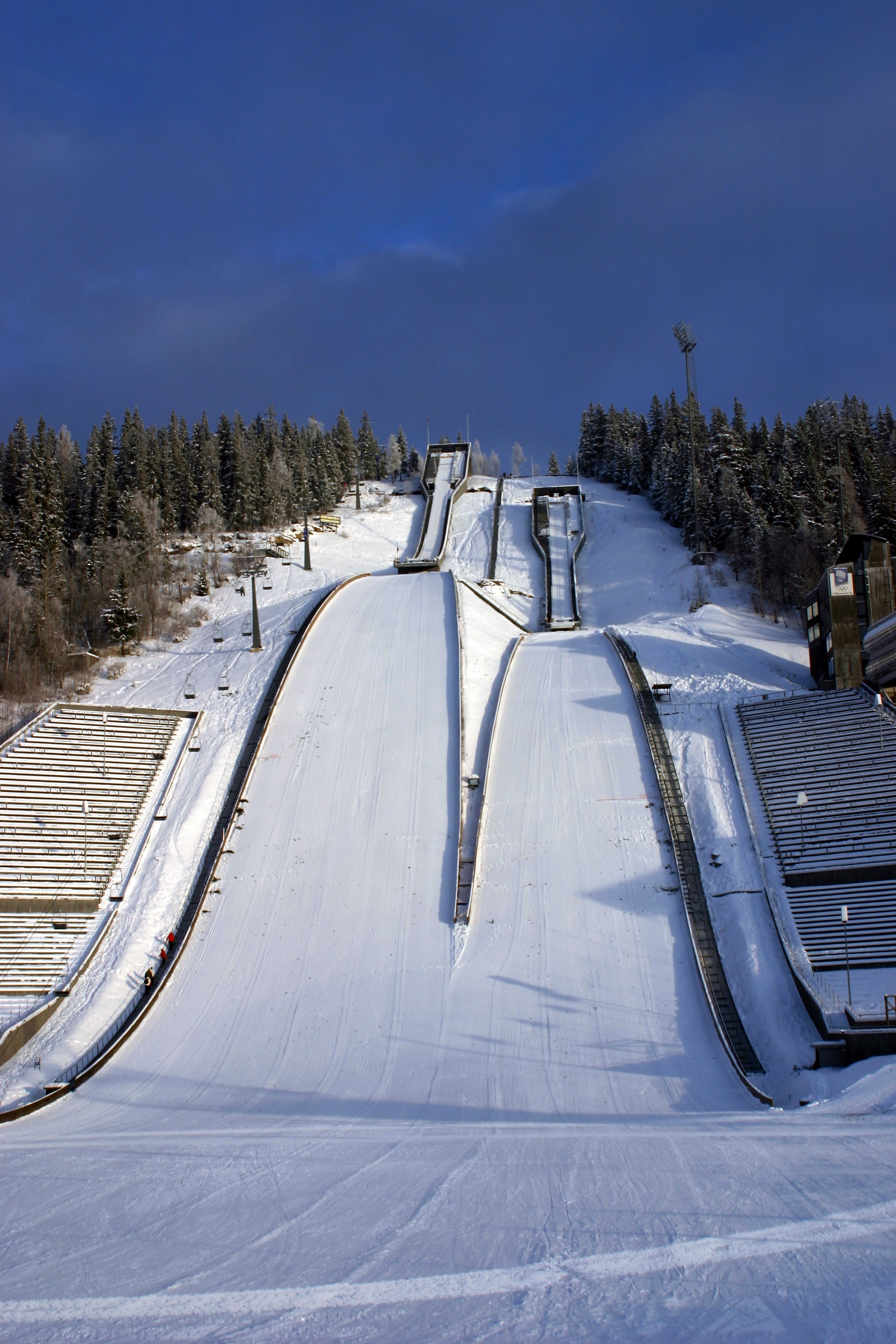
Lillehammer
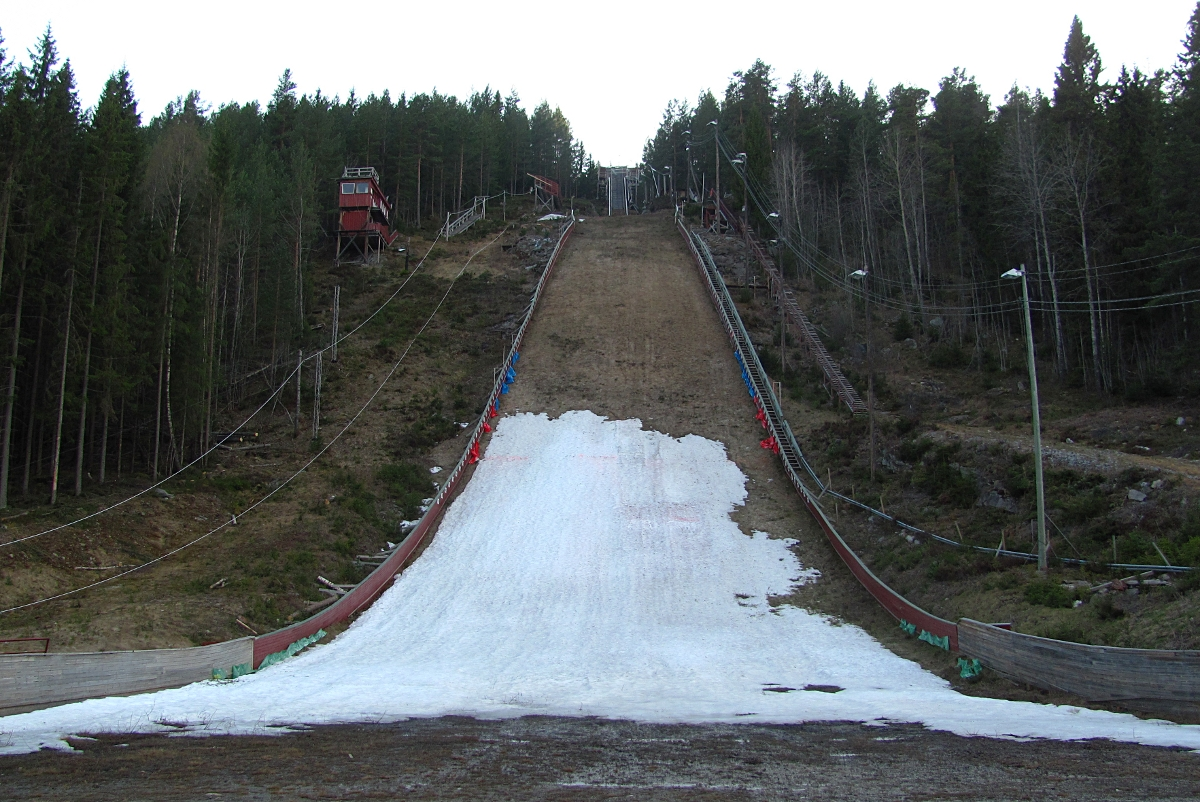
Notodden
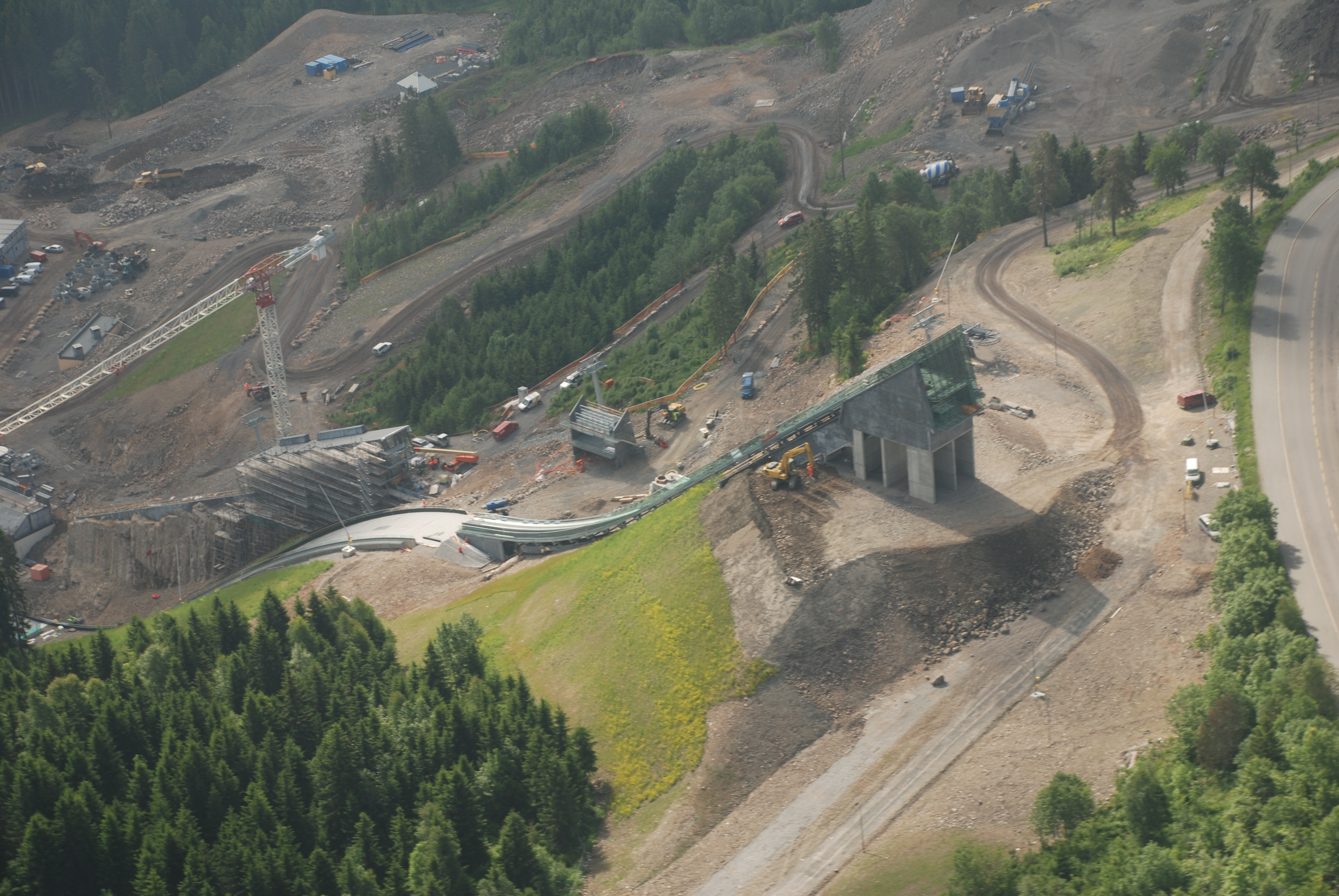
Oslo
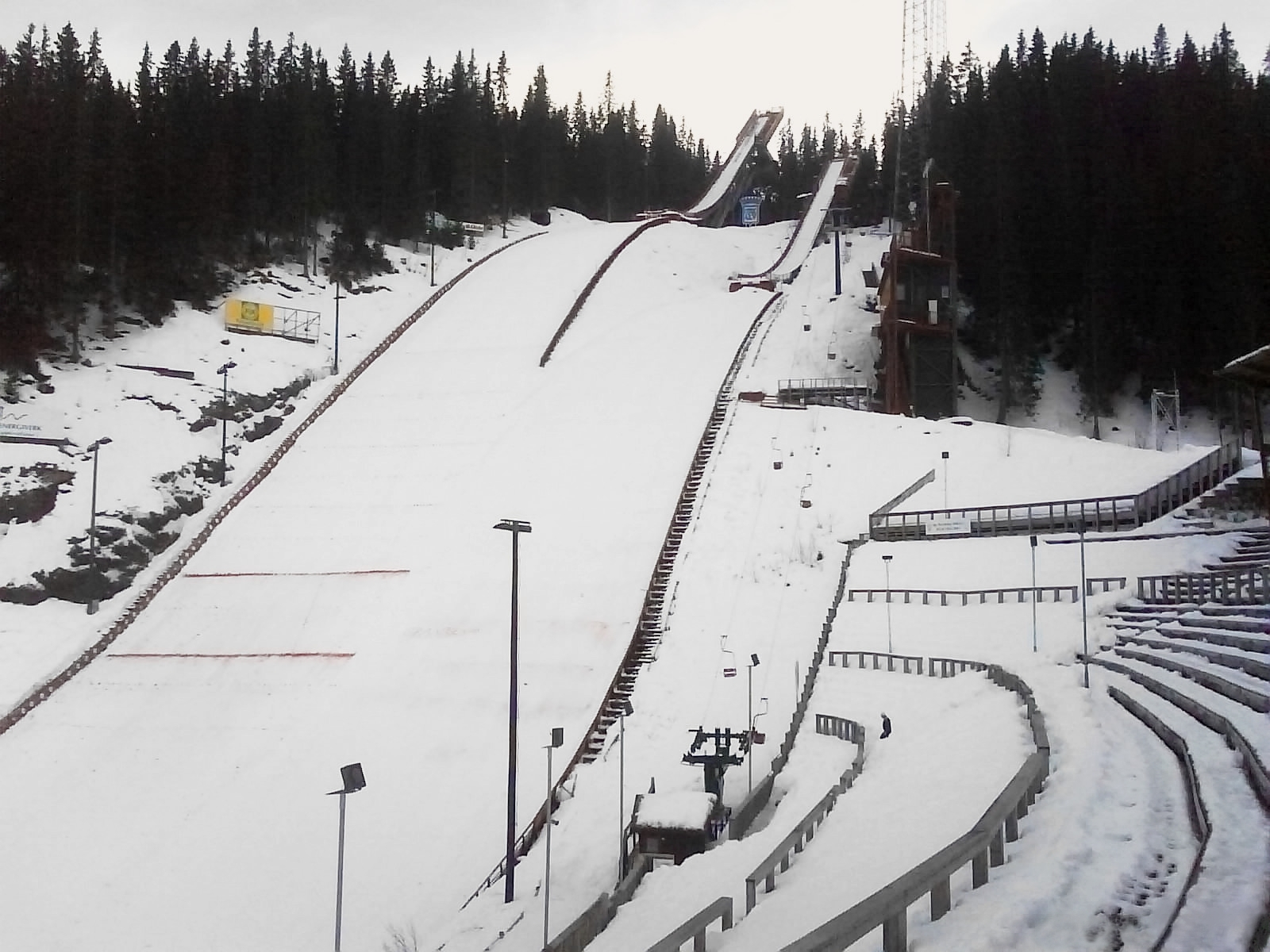
Trondheim

| Ort         | Schanzenname     | FIS | Matte | Hillsize | K-Punkt | Rekord (M) | Rekord (F) | Wettbewerbe |
| ----------- | ---------------- | --- | ----- | -------- | ------- | ---------- | ---------- | --- |
| Høydalsmo   | Huka Hoppanlegg  |     |       | 94       | 85      | 98,0       |            | − |
| Lillehammer | Lysgårds-Schanze |     |       | 98       | 90      | 107,5      | 104,5      | Olympische Winterspiele 1994, Olympische Jugend-Winterspiele 2016, Skisprung-Weltcup (Frauen), Weltcup der Nordischen Kombination (Männer), Skisprung-Continental-Cup (Frauen), Continental Cup der Nordischen Kombination (Männer und Frauen) |
| Molde       | Skarbakken       |     |       | 100      | 90      | 104,5      | 98,5       | − |
| Notodden    | Tveitanbakken    |     |       | 100      | 90      | 104,0      | 103,5      | Skisprung-Continental-Cup (Frauen), FIS Cup (Männer und Frauen) |
| Oslo        | Midtstuen        |     |       | 106      | 95      | 110,0      | 108,0      | WM 1966, 1982, 2011, Skisprung-Continental-Cup (Frauen) |
| Raufoss     | Lønnbergbakken   |     |       | 100      | 90      | 104,5      |            | − |
| Rena        | Renabakken       |     |       | 111      | 99      | 116,0      | 110,0      | Skisprung-Continental-Cup (Frauen), Continental Cup der Nordischen Kombination (Männer und Frauen) |
| Sprova      | Steinfjellbakken |     |       | 100      | 90      | 105,5      | 96,5       | − |
| Stjørdal    | Bjørkbakken      |     |       | 90       | 82      | 96,0       |            | − |
| Stryn       | Bjørkelibakken   |     |       | 100      | 90      | 105,5      | 102,5      | Junioren-WM 2004 |
| Trondheim   | Granåsen         |     |       | 105      | 90      | 110,0      | 105,0      | WM 1997, 2025 |
| Voss        | Bavallsbakken    |     |       | 103      | 95      | 109,5      | 102,5      | − |

- Lillehammer
- Notodden
- Oslo
- Trondheim

### Österreich
| Ort                   | Schanzenname                     | FIS | Matte | Hillsize | K-Punkt | Rekord (M) | Rekord (F) | Wettbewerbe |
| --------------------- | -------------------------------- | --- | ----- | -------- | ------- | ---------- | ---------- | --- |
| Eisenerz              | Erzbergschanzen                  |     |       | 109      | 98      | 112,5      | 110,0      | Continental Cup der Nordischen Kombination (Männer und Frauen) |
| Hinzenbach            | Aigner-Schanze                   |     |       | 90       | 85      | 100,0      | 98,0       | Skisprung-Weltcup (Frauen), Skisprung-Grand-Prix (Männer) |
| Ramsau                | WM Schanze W 90                  |     |       | 98       | 90      | 101,0      | 96,0       | WM 1999, Skisprung-Weltcup (Frauen), Weltcup der Nordischen Kombination (Männer und Frauen), Alpencup (Skispringen Männer), Alpencup (Nordische Kombination Männer)                                                   |
| Saalfelden-Uttenhofen | Felix-Gottwald-Schisprungstadion |     |       | 95       | 85      | 98,0       | 96,0       | Junioren-WM 1988, 1999 |
| Seefeld               | Toni-Seelos-Olympiaschanze       |     |       | 109      | 99      | 113,0      | 108,5      | Olympische Winterspiele 1964, 1976, WM 1985, 2019, Winter-Universiade 2005, Weltcup der Nordischen Kombination (Männer), Alpencup (Skispringen Männer und Frauen), Alpencup (Nordische Kombination Männer und Frauen) |
| Tschagguns            | Montafoner Schanzenzentrum       |     |       | 108      | 97      | 107,0      |            | Grand Prix der Nordischen Kombination (Männer) |
| Villach               | Villacher Alpenarena             |     |       | 98       | 90      | 99,5       | 100,5      | Grand Prix der Nordischen Kombination (Männer), FIS Cup (Männer und Frauen), Alpencup (Skispringen Männer und Frauen), Alpencup (Nordische Kombination Männer und Frauen)                                             |

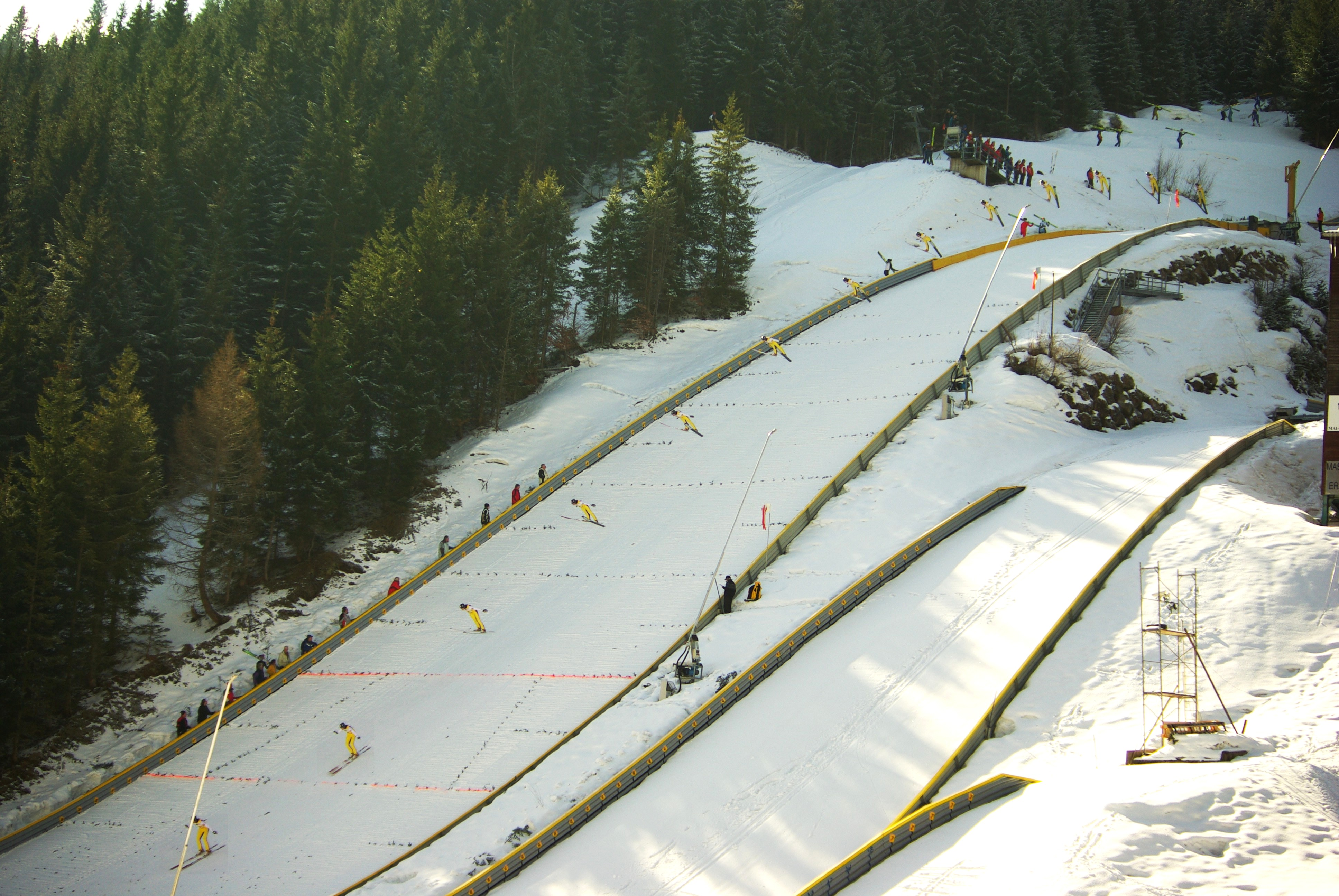
Eisenerz
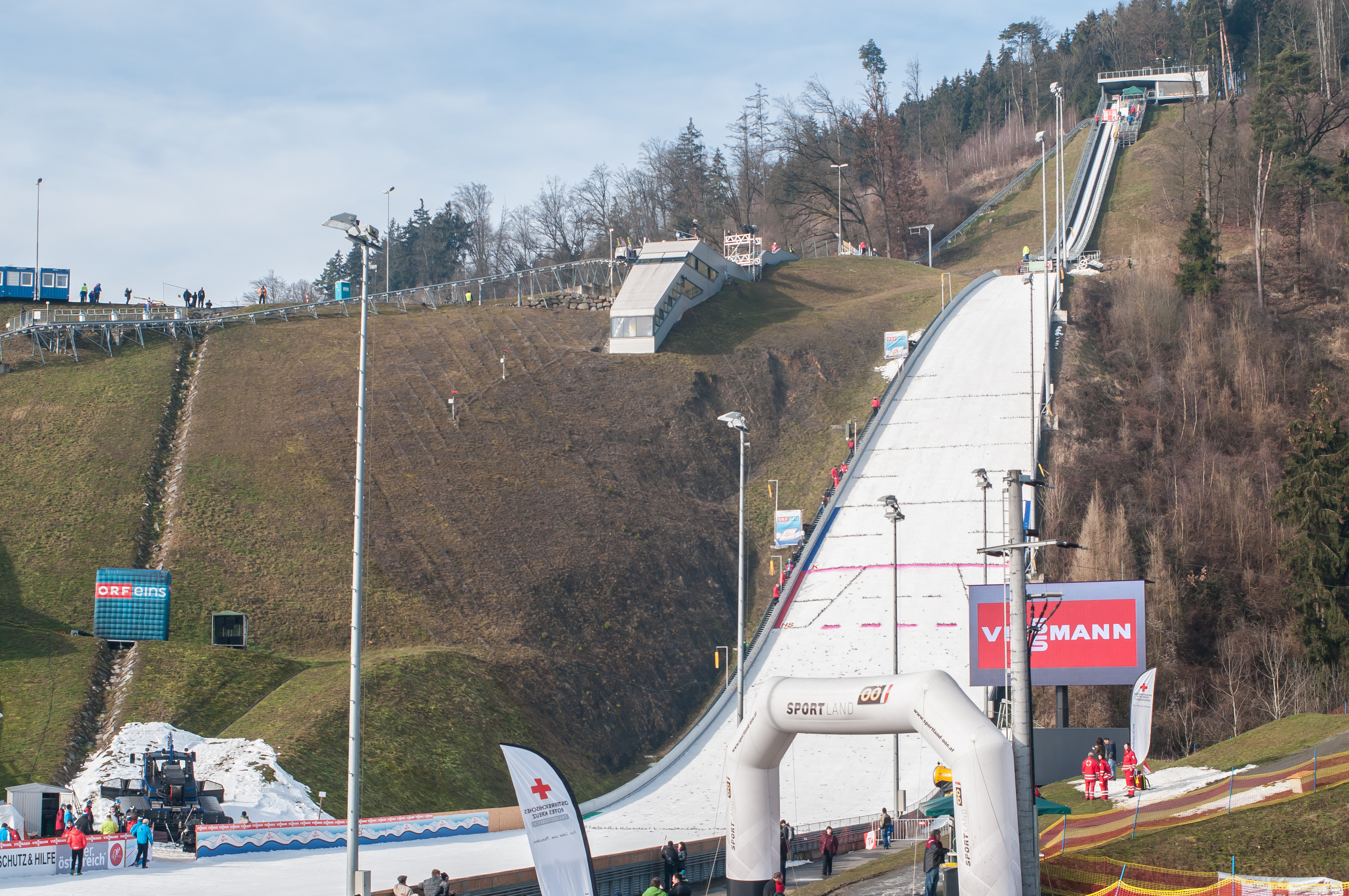
Hinzenbach
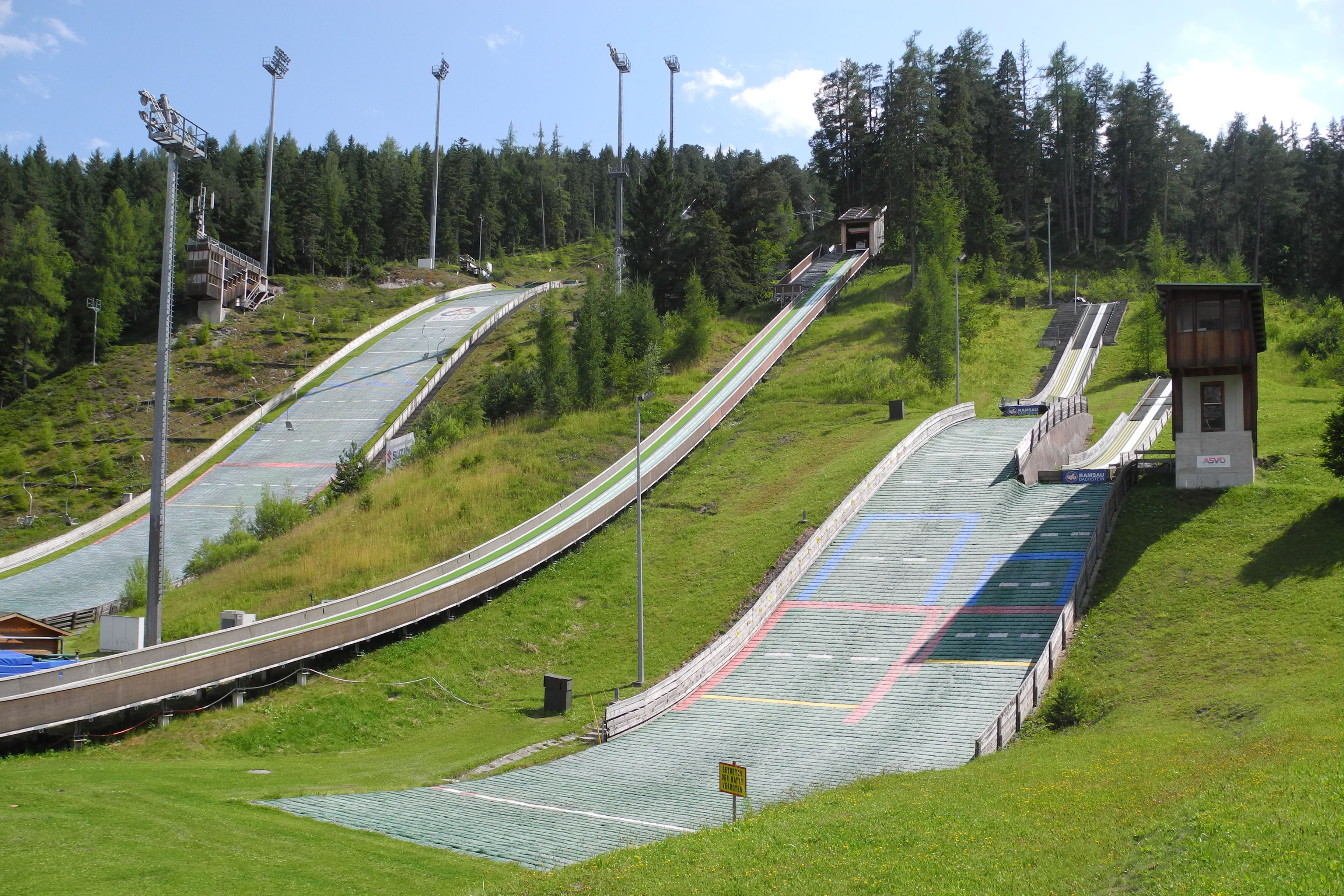
Ramsau
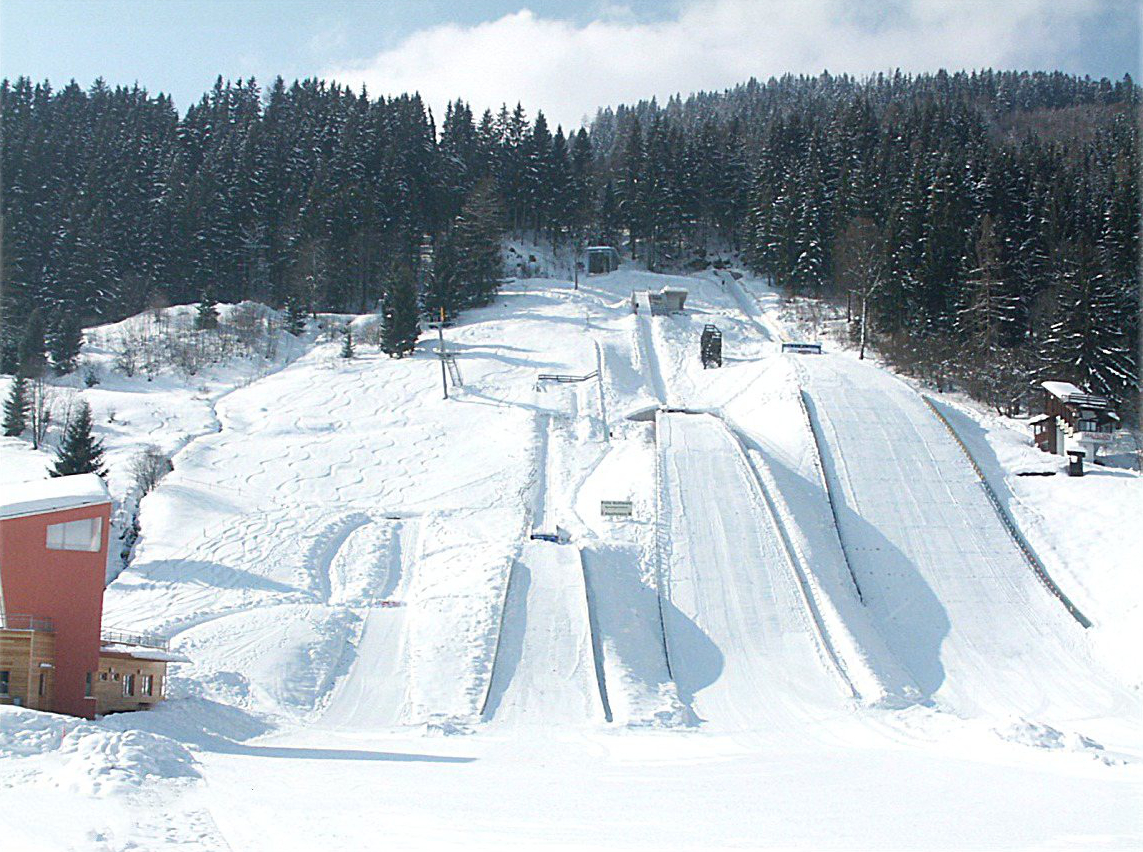
Saalfelden
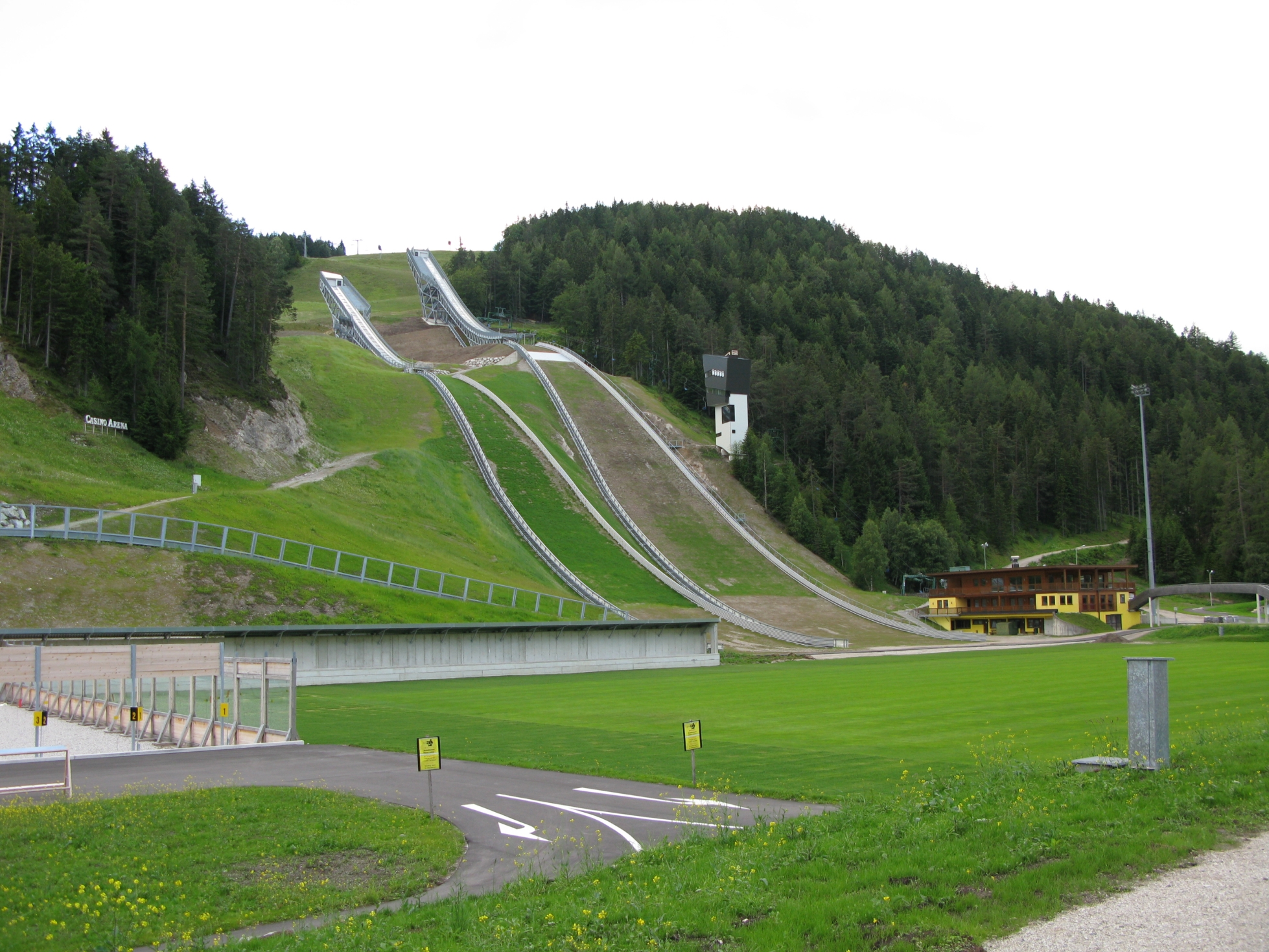
Seefeld
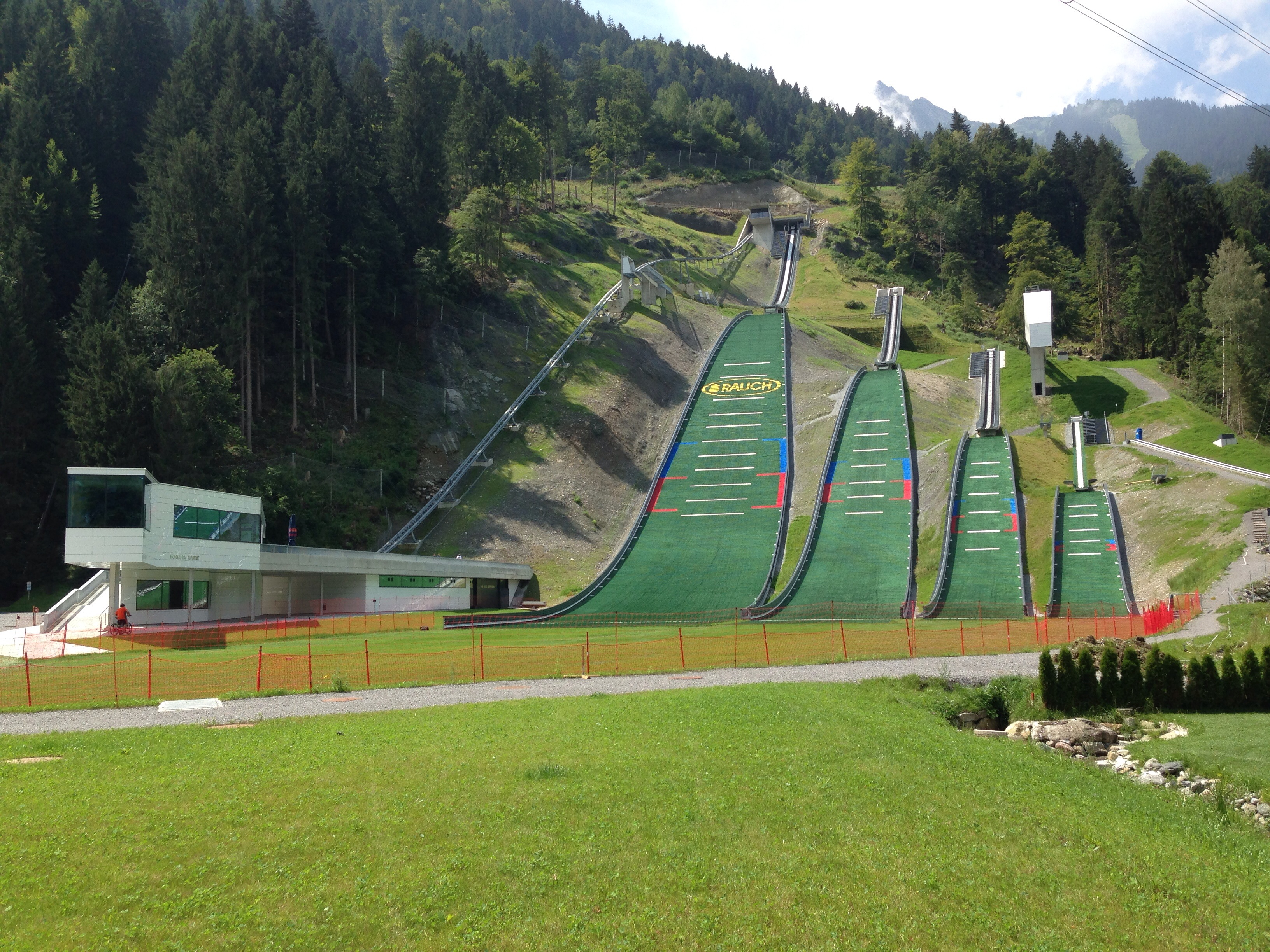
Tschagguns
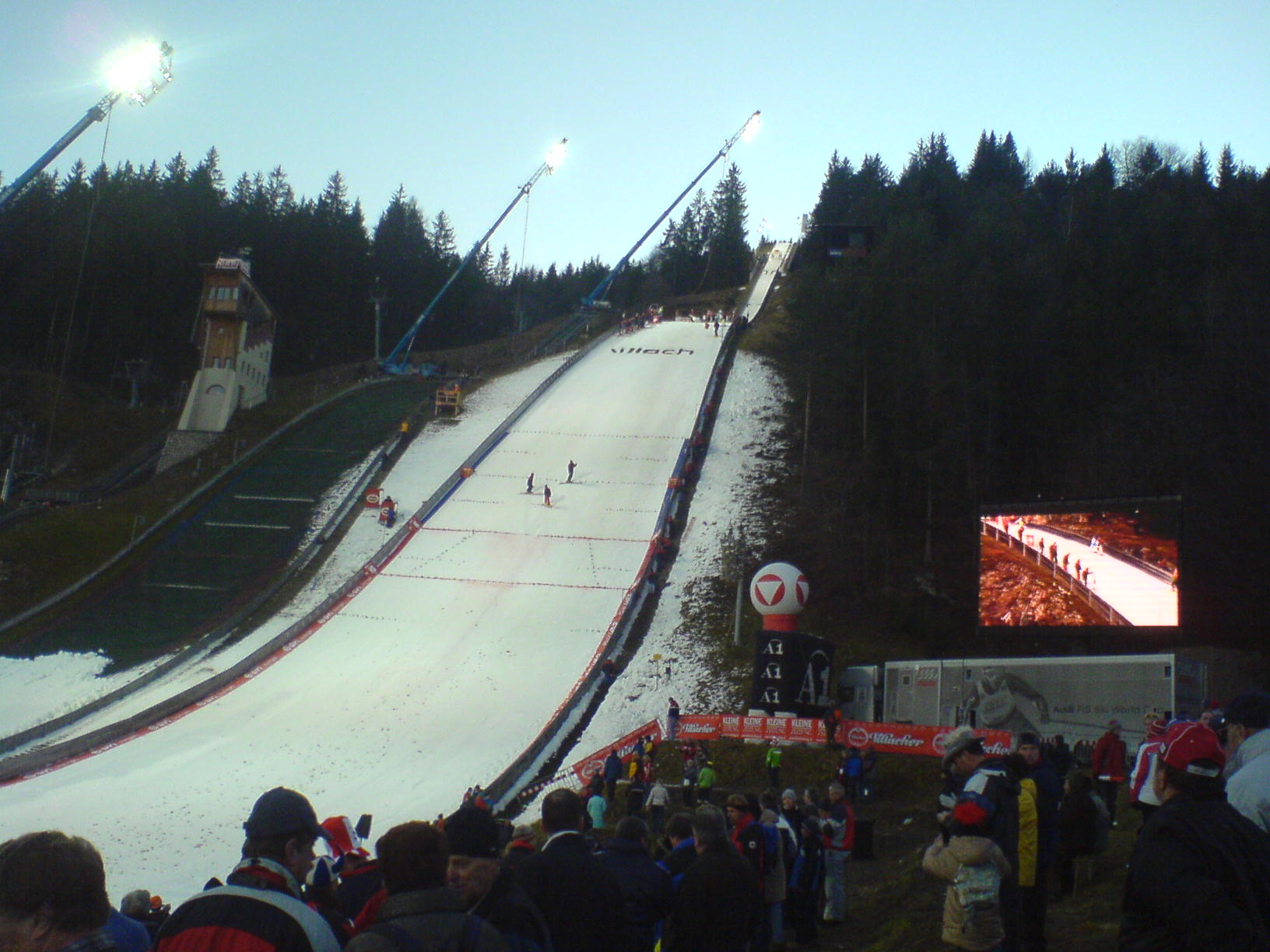
Villach

### Polen
| Ort      | Schanzenname     | FIS | Matte | Hillsize | K-Punkt | Rekord (M) | Rekord (F) | Wettbewerbe                                                                |
| -------- | ---------------- | --- | ----- | -------- | ------- | ---------- | ---------- | -------------------------------------------------------------------------- |
| Szczyrk  | Skalite-Schanzen |     |       | 104      | 95      | 116,0      |            | Skisprung-Continental-Cup (Männer und Frauen), FIS Cup (Männer und Frauen) |
| Zakopane | Średnia Krokiew  |     |       | 105      | 95      | 93,5       |            | WM 1962, Winter-Universiade 1993, 2001, Junioren-WM 2008, 2022             |

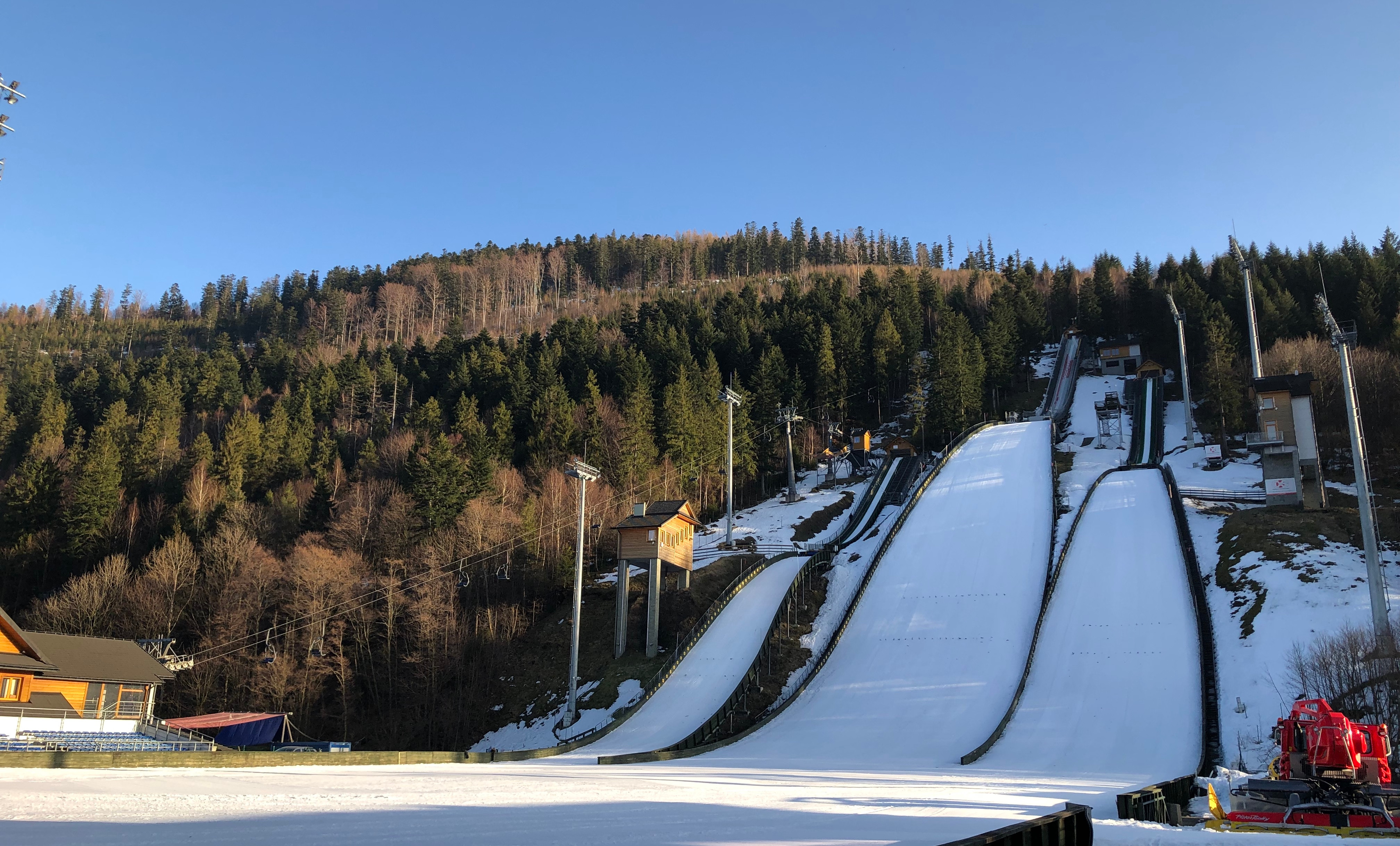
Szczyrk
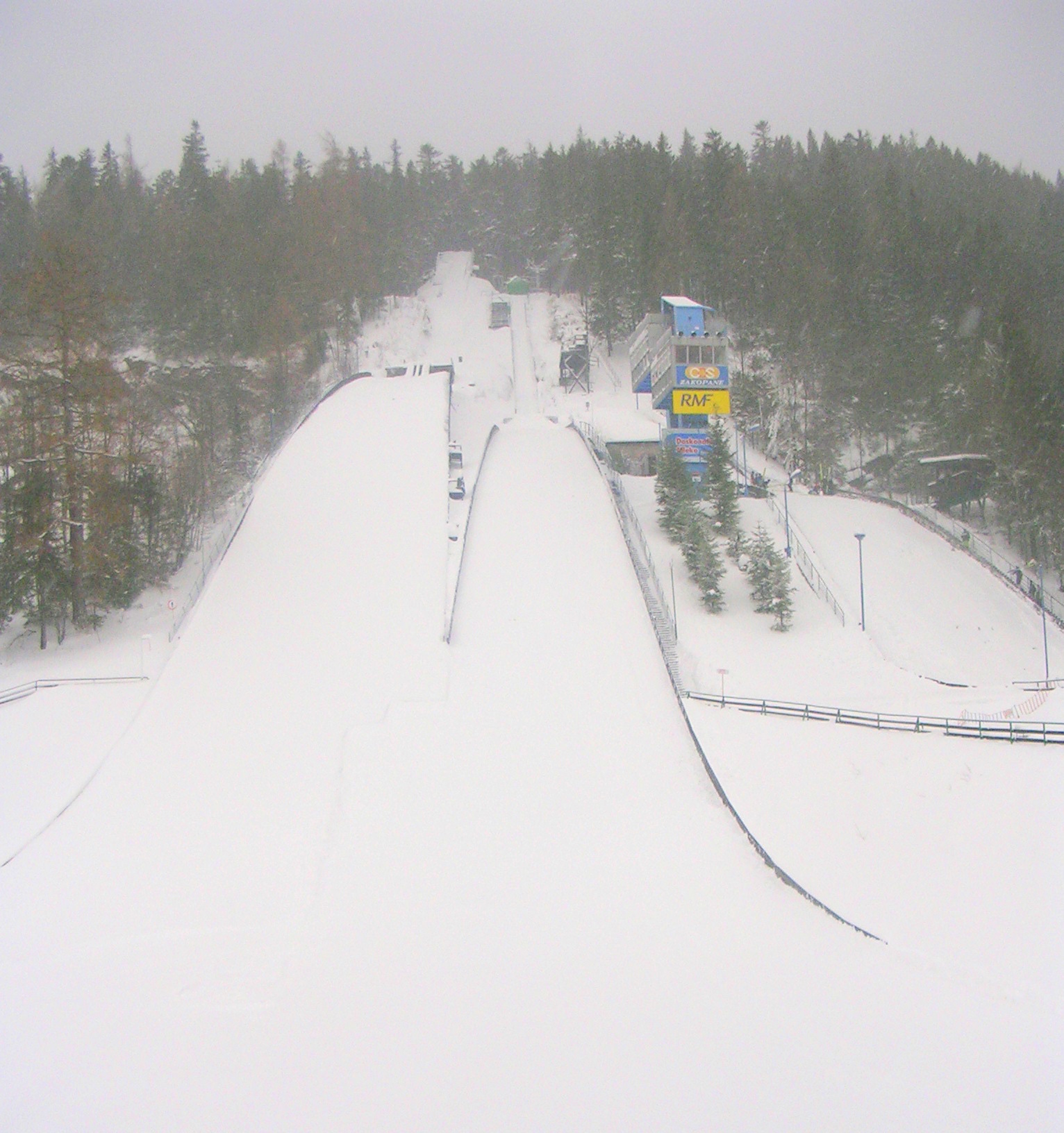
Zakopane

### Rumänien
| Ort    | Schanzenname                | FIS | Matte | Hillsize | K-Punkt | Rekord (M) | Rekord (F) | Wettbewerbe |
| ------ | --------------------------- | --- | ----- | -------- | ------- | ---------- | ---------- | --- |
| Râșnov | Trambulina Valea Cărbunării |     |       | 97       | 90      | 103,0      | 102,0      | Junioren-WM 2016, Skisprung-Weltcup (Männer), Skisprung-Weltcup (Frauen), Skisprung-Grand-Prix (Männer), Skisprung-Continental-Cup (Männer), FIS Cup (Männer und Frauen) |

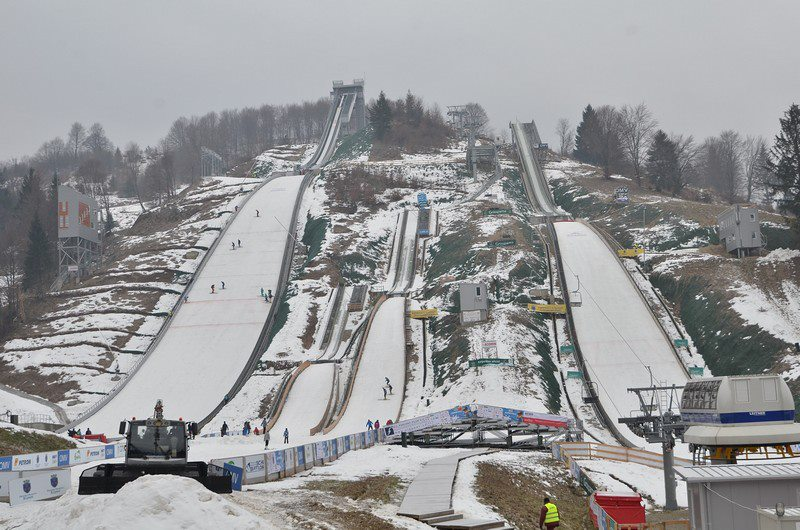
Râșnov

### Russland

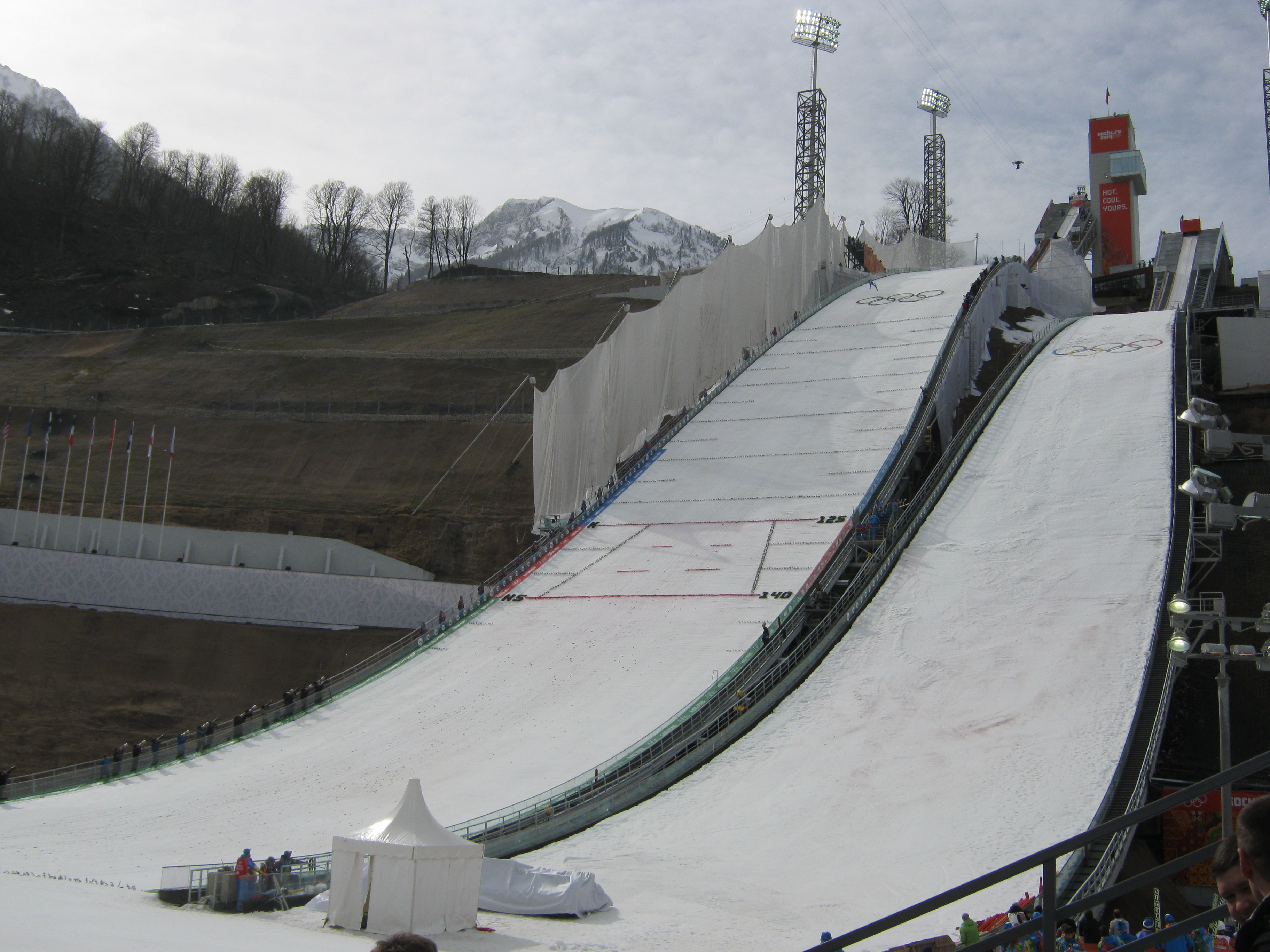
Sotschi
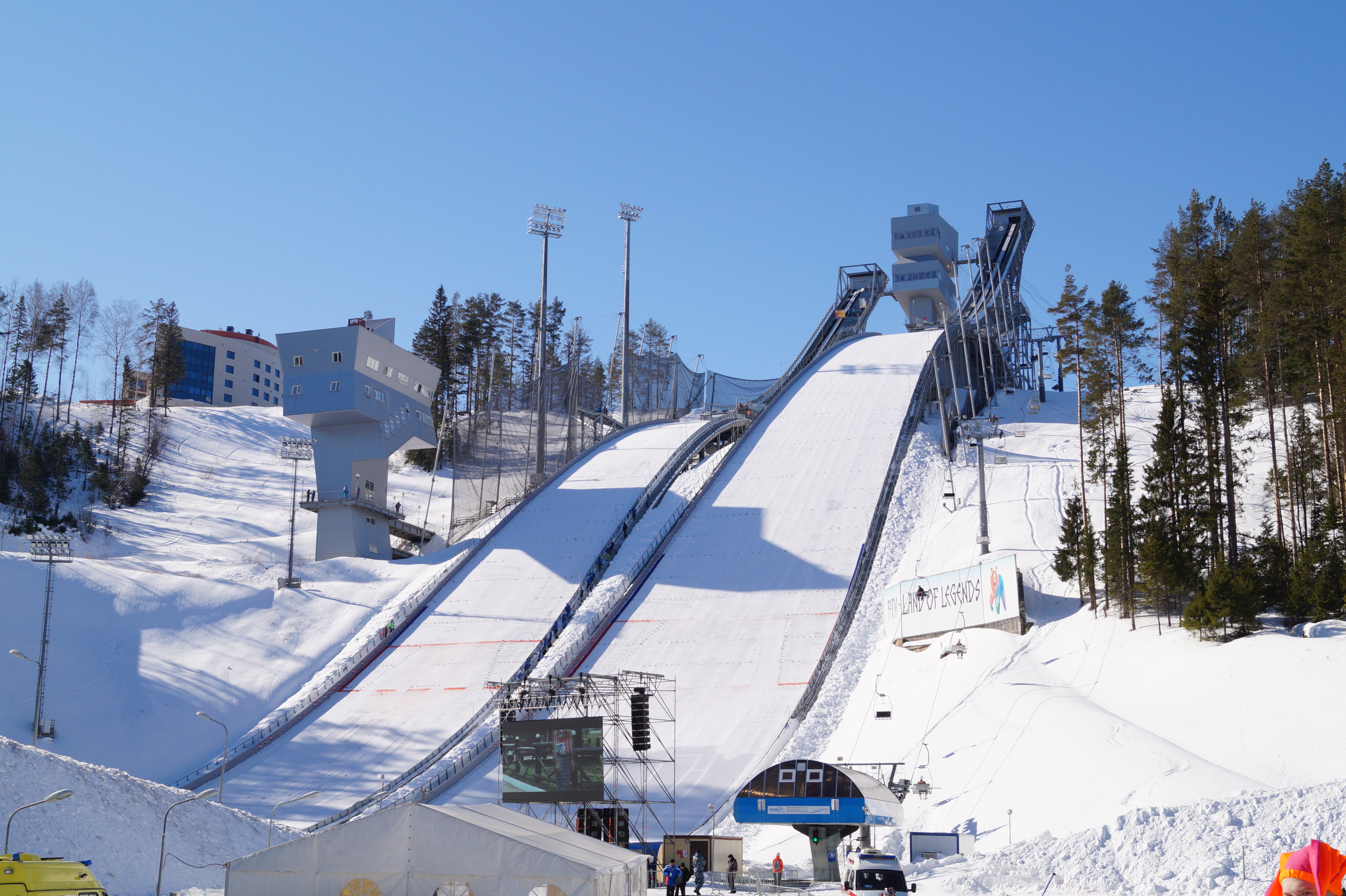
Tschaikowski

| Ort               | Schanzenname   | FIS | Matte | Hillsize | K-Punkt | Rekord (M) | Rekord (F) | Wettbewerbe                                                                                |
| ----------------- | -------------- | --- | ----- | -------- | ------- | ---------- | ---------- | ------------------------------------------------------------------------------------------ |
| Meschduretschensk | Tramplin Yugus |     |       | 100      | 90      | 112,5      |            | heruntergekommen                                                                           |
| Nischni Tagil     | Tramplin Stork |     |       | 97       | 90      | 104,0      | 102,0      | Skisprung-Weltcup (Frauen), Continental Cup der Nordischen Kombination (Männer und Frauen) |
| Sotschi           | RusSki Gorki   |     |       | 106      | 95      | 108,0      | 106,0      | Olympische Winterspiele 2014                                                               |
| Tschaikowski      | Sneschinka     |     |       | 102      | 95      | 108,0      | 103,0      | Skisprung-Weltcup (Frauen), Skisprung-Continental-Cup (Männer)                             |
| Ufa               | Tramplin       |     |       | 100      | 90      | 103,0      |            | heruntergekommen                                                                           |

- Sotschi
- Tschaikowski

### Schweden
| Ort          | Schanzenname    | FIS | Matte | Hillsize | K-Punkt | Rekord (M) | Rekord (F) | Wettbewerbe         |
| ------------ | --------------- | --- | ----- | -------- | ------- | ---------- | ---------- | ------------------- |
| Falun        | Lugnet-Schanzen |     |       | 100      | 90      | 105,0      | 98,5       | WM 1974, 1993, 2015 |
| Örnsköldsvik | Paradiskullen   |     |       | 100      | 90      | 102,0      | 100,5      | Junioren-WM 1980    |
| Sollefteå    | Hallstabacken   |     |       | 92       | 80      | 92,5       | 91,0       | –                   |

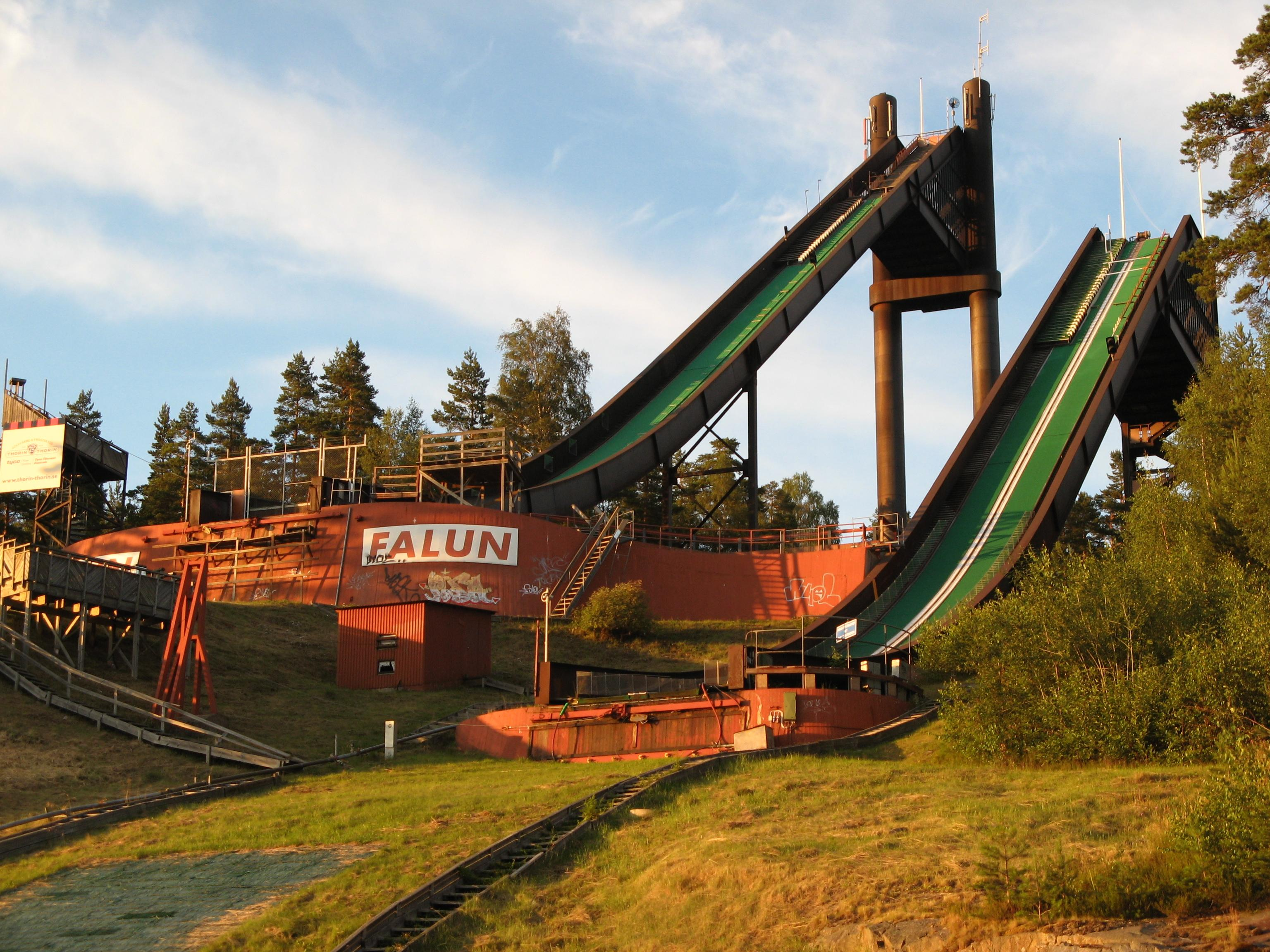
Falun
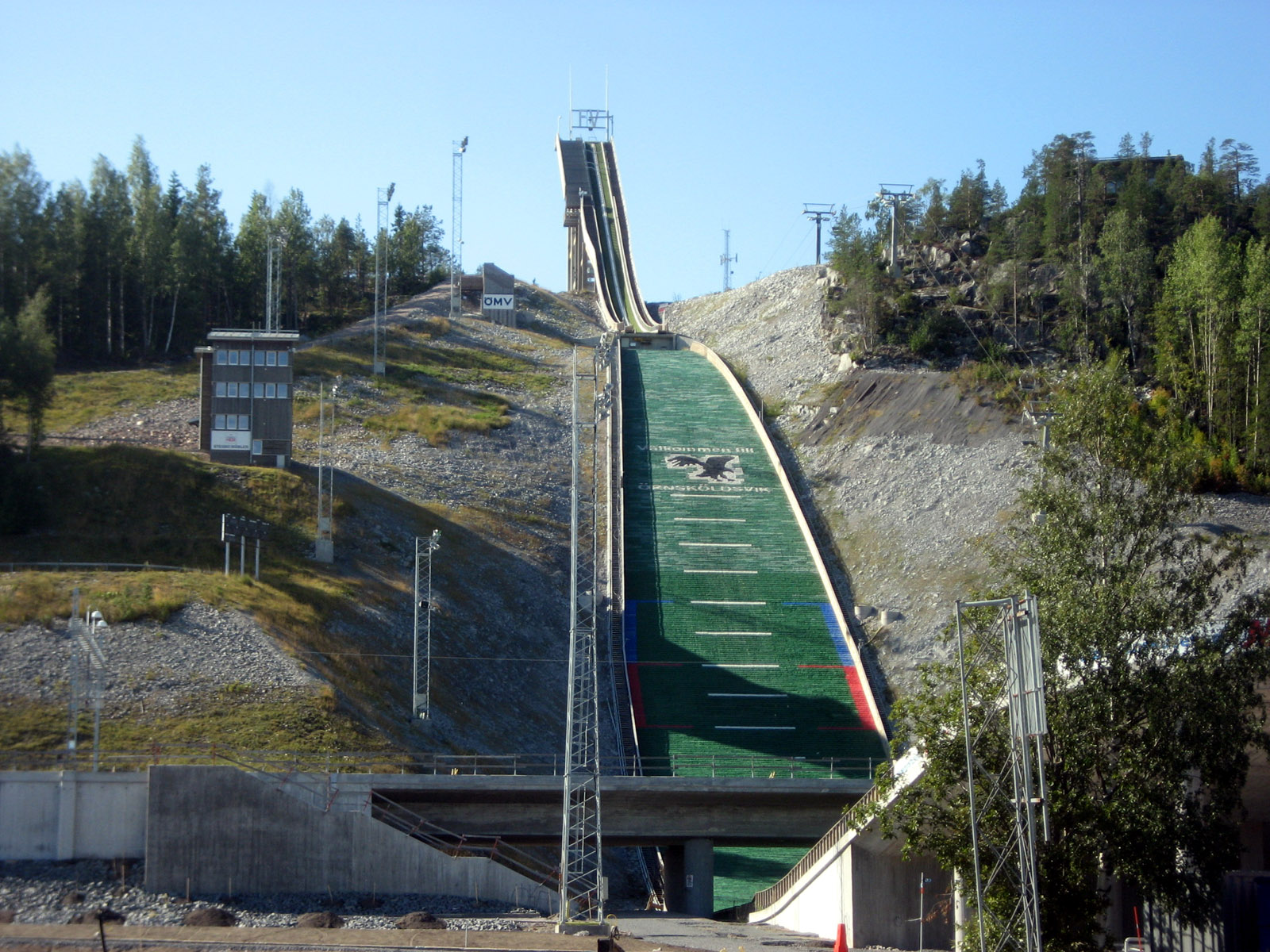
Örnsköldsvik

### Schweiz
| Ort        | Schanzenname      | FIS | Matte | Hillsize | K-Punkt | Rekord (M) | Rekord (F) | Wettbewerbe                                   |
| ---------- | ----------------- | --- | ----- | -------- | ------- | ---------- | ---------- | --------------------------------------------- |
| Kandersteg | Lötschbergschanze |     |       | 106      | 95      | 111,0      | 107,0      | Junioren-WM 2018, FIS Cup (Männer und Frauen) |

### Slowakei
| Ort           | Schanzenname | FIS | Matte | Hillsize | K-Punkt | Rekord (M) | Rekord (F) | Wettbewerbe                                                                |
| ------------- | ------------ | --- | ----- | -------- | ------- | ---------- | ---------- | -------------------------------------------------------------------------- |
| Štrbské Pleso | MS 1970 „B“  |     |       | 100      | 90      | 100,0      | 97,5       | WM 1970, Junioren-WM 1990, 2000, 2009, Winter-Universiade 1987, 1999, 2015 |

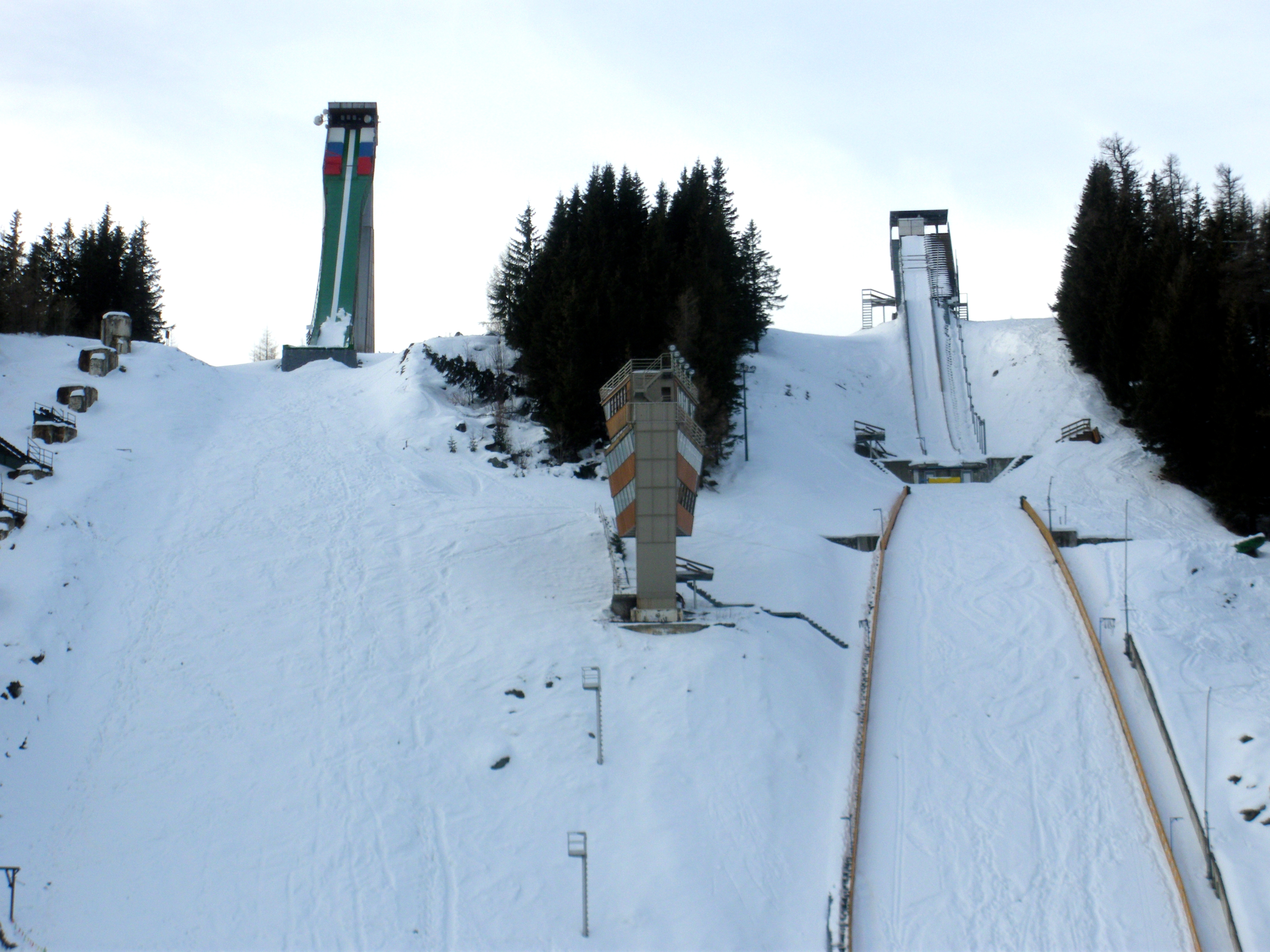
Štrbské Pleso

### Slowenien
| Ort      | Schanzenname    | FIS | Matte | Hillsize | K-Punkt | Rekord (M) | Rekord (F) | Wettbewerbe |
| -------- | --------------- | --- | ----- | -------- | ------- | ---------- | ---------- | --- |
| Kranj    | Bauhenk         |     |       | 109      | 100     | 119,0      | 109,5      | Junioren-WM 2006, Skisprung-Continental-Cup (Männer), Alpencup (Skispringen Männer), Alpencup (Nordische Kombination Männer)                                  |
| Ljubno   | Logarska dolina |     |       | 94       | 85      | 89,5       | 96,5       | Skisprung-Weltcup (Frauen), FIS Cup (Männer und Frauen) |
| Mislinja | Mislinjcanka    |     |       | 93       | 85      |            |            | − |
| Planica  | Srednija        |     |       | 102      | 95      | 106,0      | 102,5      | WM 2023, Junioren-WM 2007, 2024, Skisprung-Continental-Cup (Frauen), FIS Cup (Männer), Alpencup (Skispringen Männer), Alpencup (Nordische Kombination Männer) |

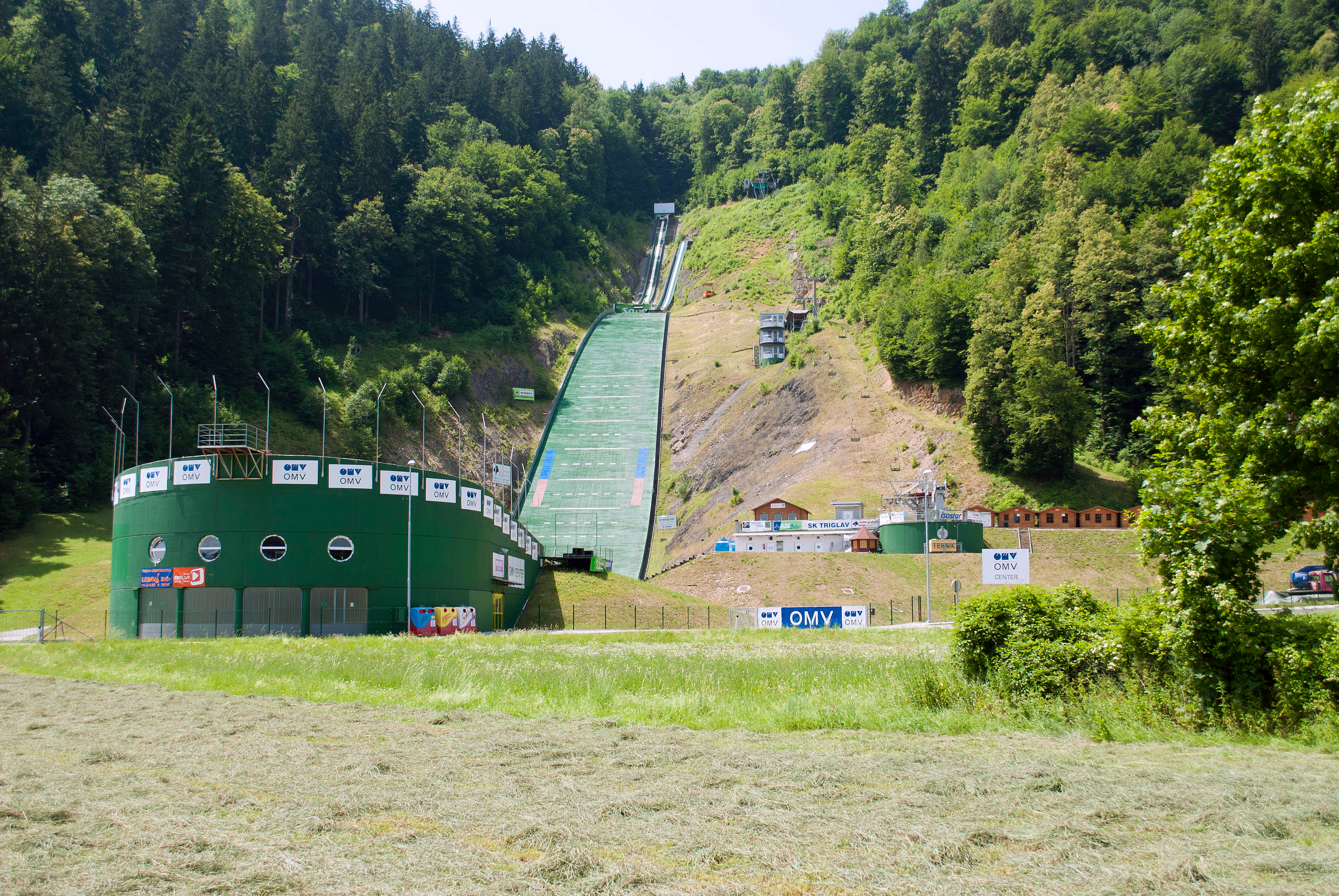
Kranj
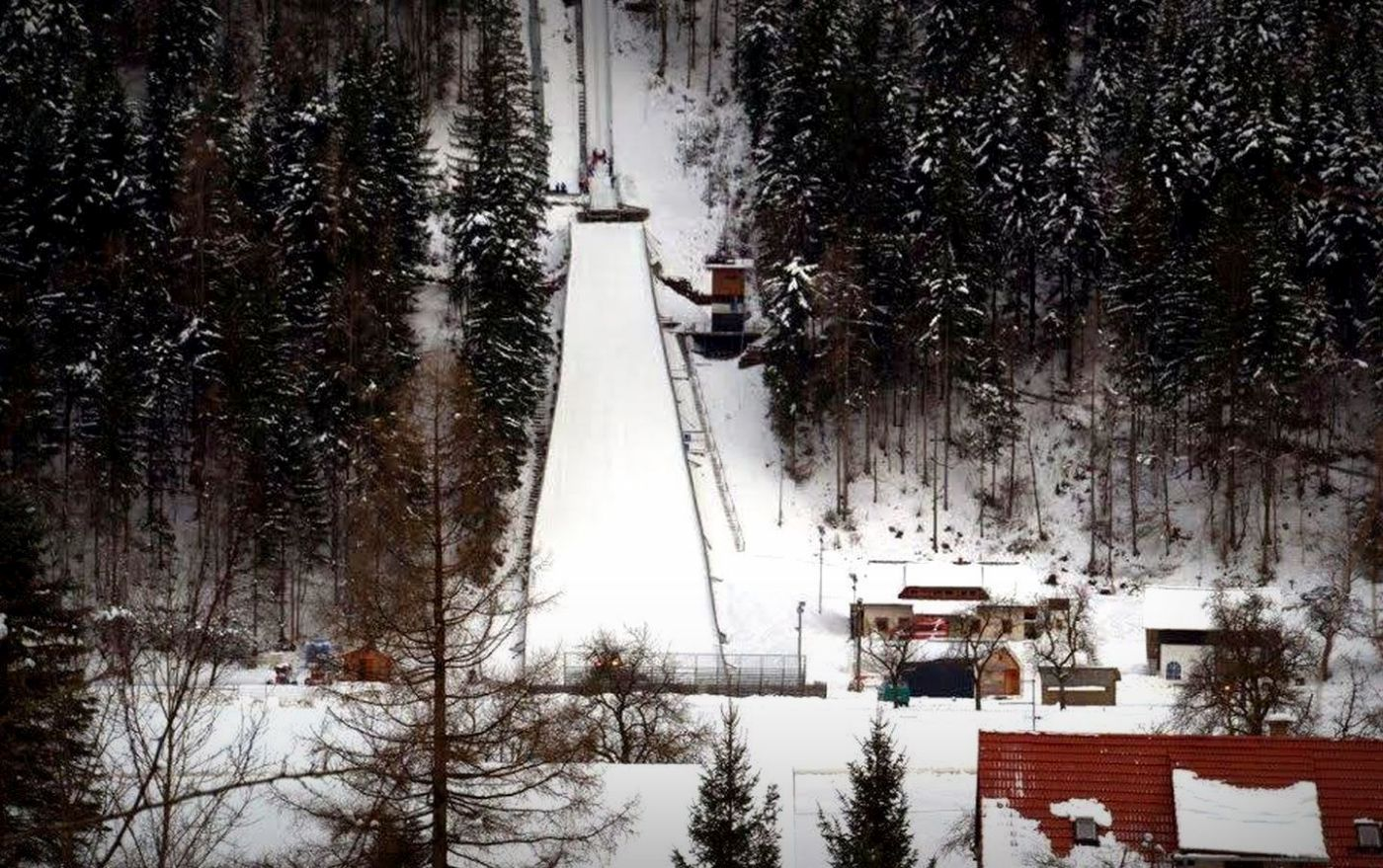
Ljubno
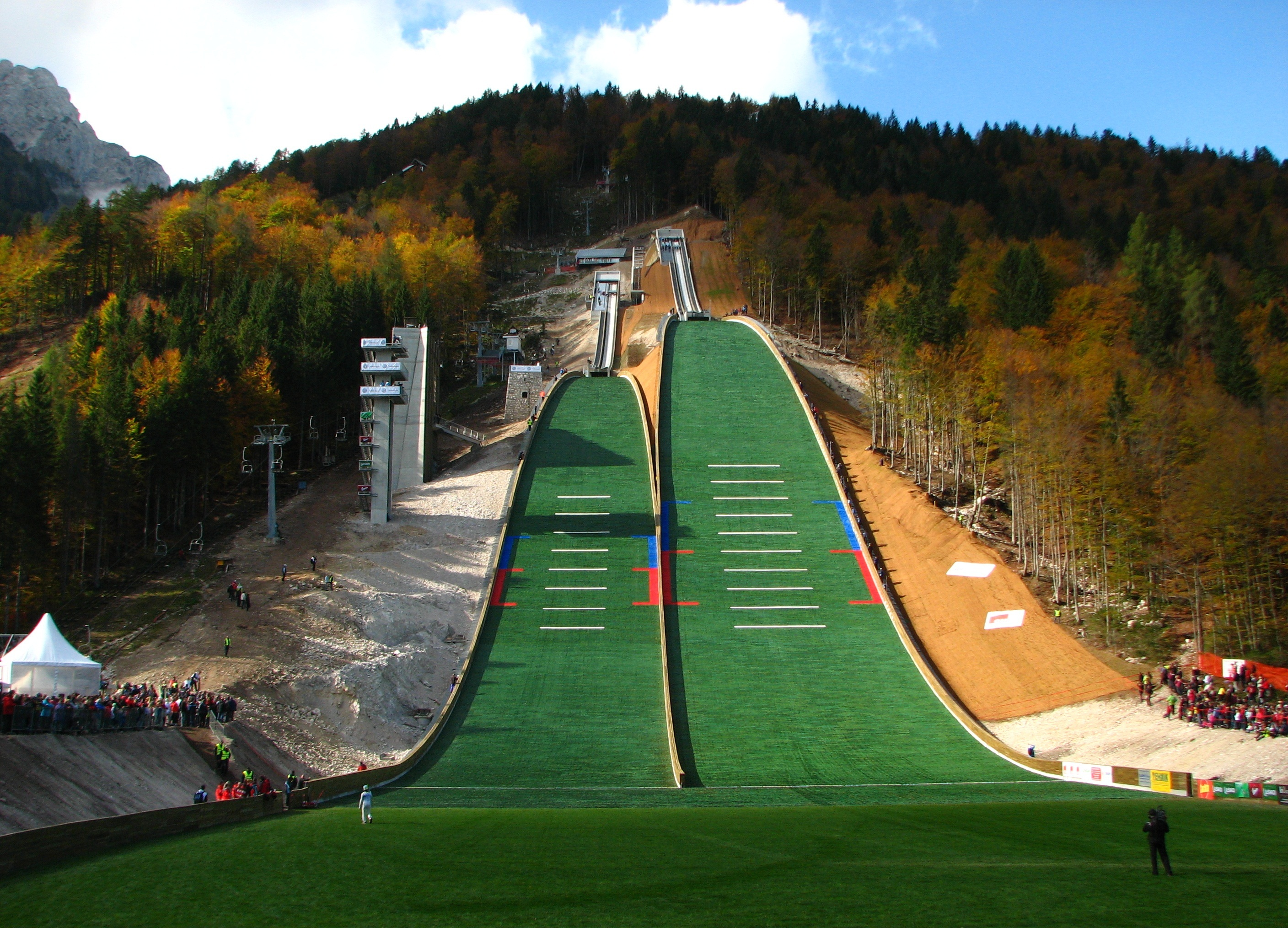
Planica

### Südkorea
| Ort         | Schanzenname          | FIS | Matte | Hillsize | K-Punkt | Rekord (M) | Rekord (F) | Wettbewerbe                                    |
| ----------- | --------------------- | --- | ----- | -------- | ------- | ---------- | ---------- | ---------------------------------------------- |
| Pyeongchang | Alpensia Jumping Park |     |       | 109      | 98      | 113,5      | 111,0      | Olympische Winterspiele 2018, FIS Cup (Männer) |

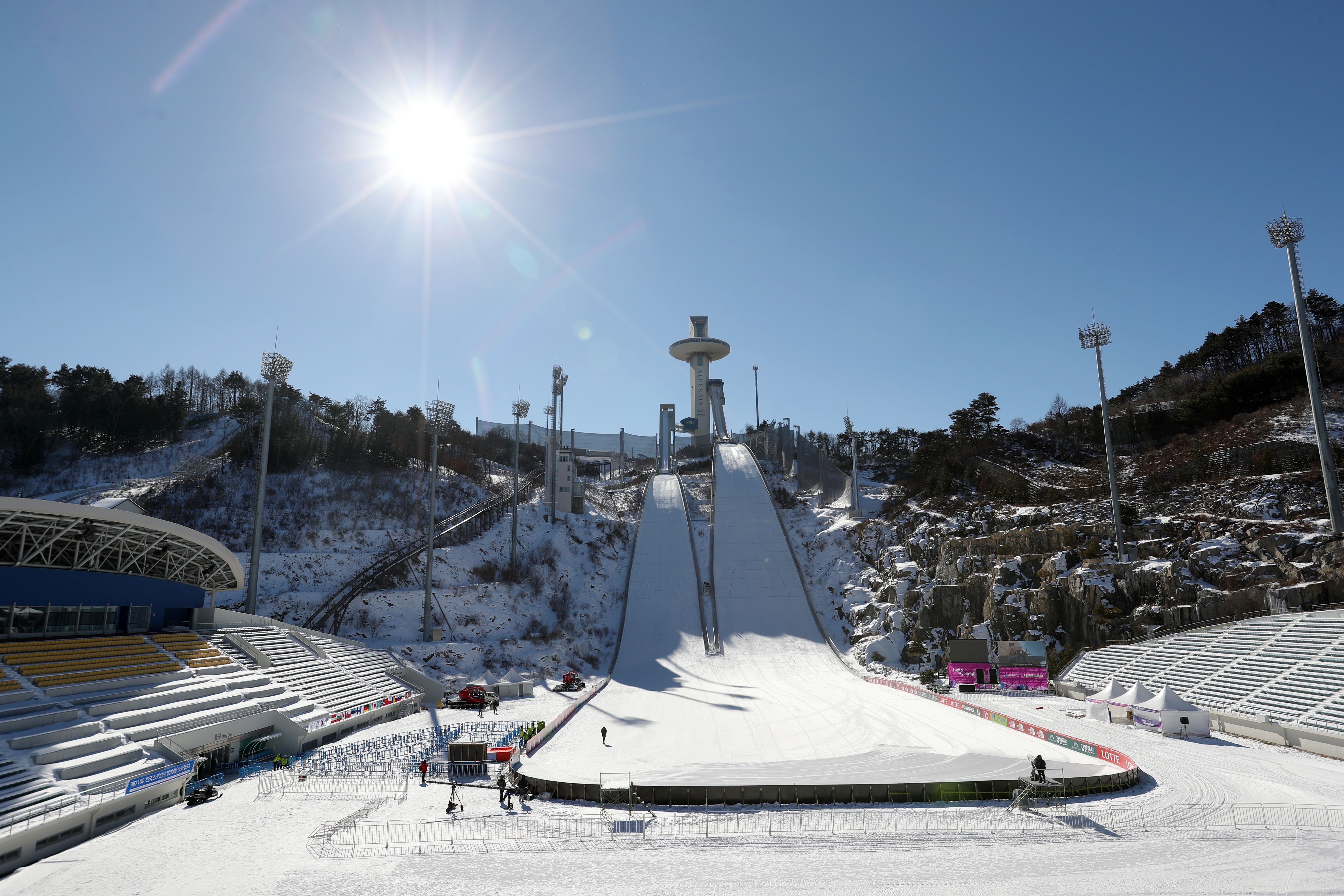
Pyeongchang

### Tschechien
| Ort                    | Schanzenname  | FIS | Matte | Hillsize | K-Punkt | Rekord (M) | Rekord (F) | Wettbewerbe                                                       |
| ---------------------- | ------------- | --- | ----- | -------- | ------- | ---------- | ---------- | ----------------------------------------------------------------- |
| Frenštát pod Radhoštěm | Areal Horečky |     |       | 106      | 95      | 107,0      |            | Skisprung-Grand-Prix (Frauen), Skisprung-Continental-Cup (Männer) |
| Liberec                | Ještěd „B“    |     |       | 100      | 90      | 104,5      | 106,0      | WM 2009, Junioren-WM 1976, 2013                                   |

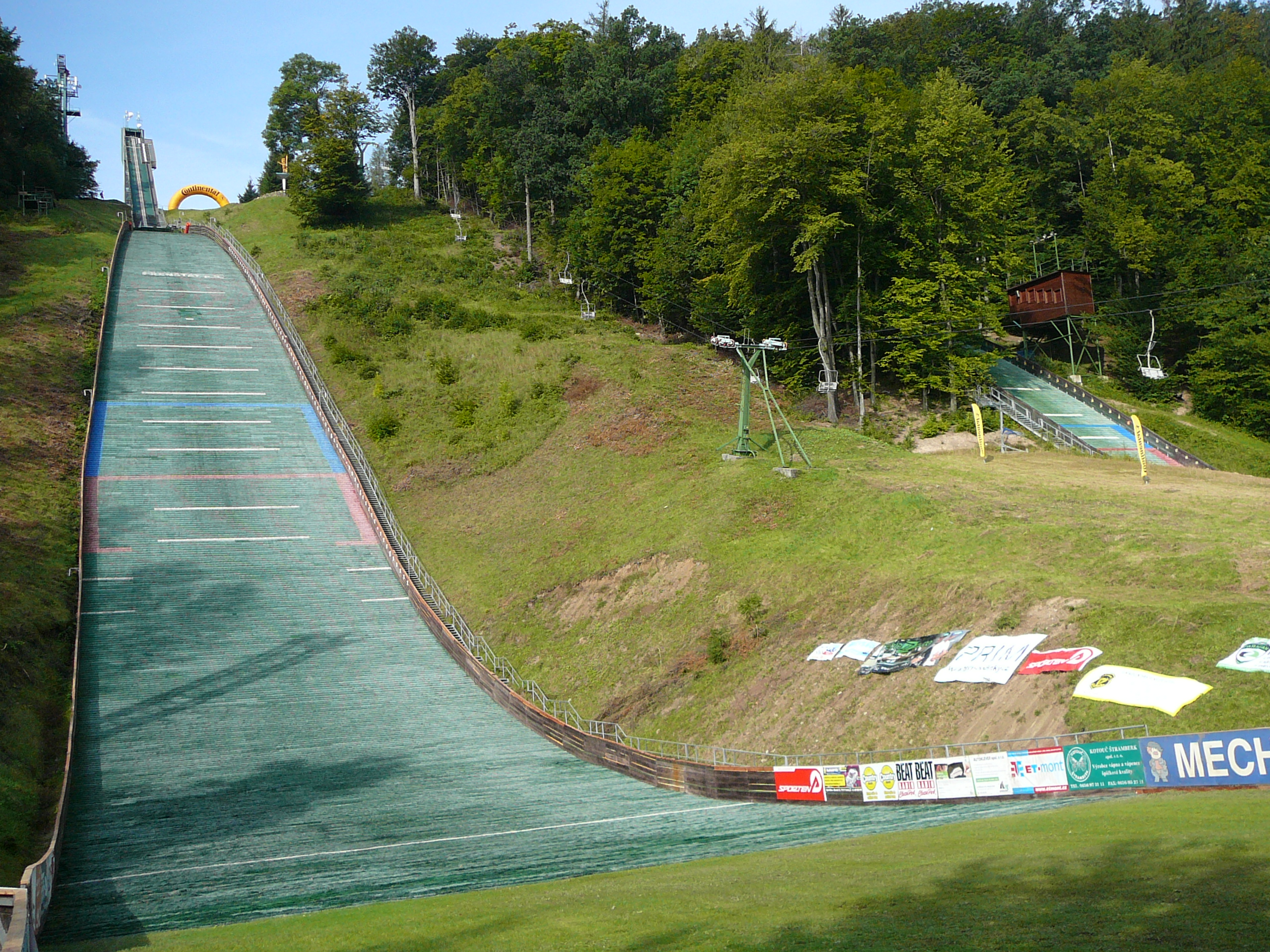
Frenštát pod Radhoštěm
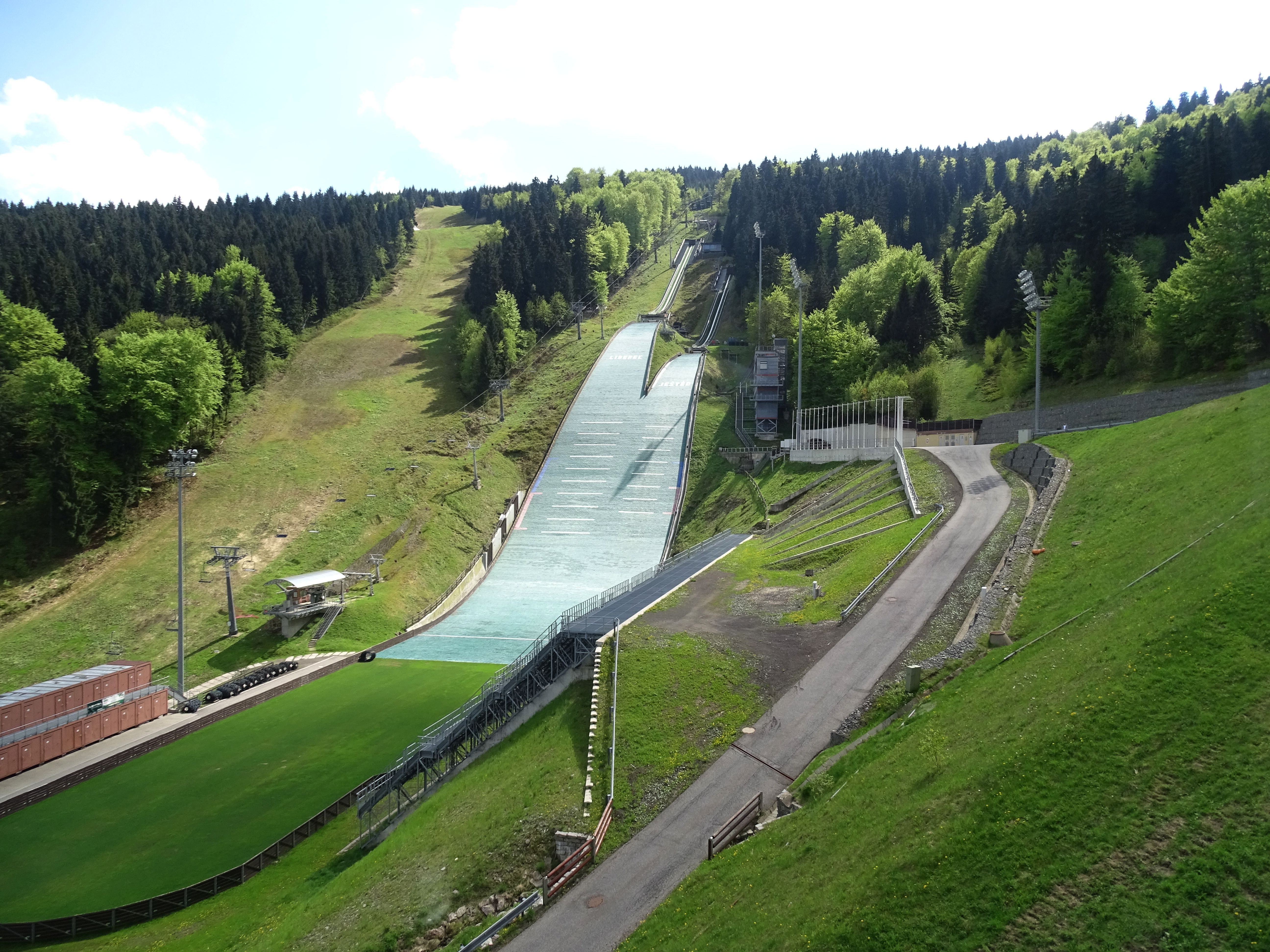
Liberec

### Türkei
| Ort     | Schanzenname   | FIS | Matte | Hillsize | K-Punkt | Rekord (M) | Rekord (F) | Wettbewerbe                               |
| ------- | -------------- | --- | ----- | -------- | ------- | ---------- | ---------- | ----------------------------------------- |
| Erzurum | Kiremitliktepe |     |       | 109      | 95      | 114,5      | 110,5      | Winter-Universiade 2011, Junioren-WM 2012 |

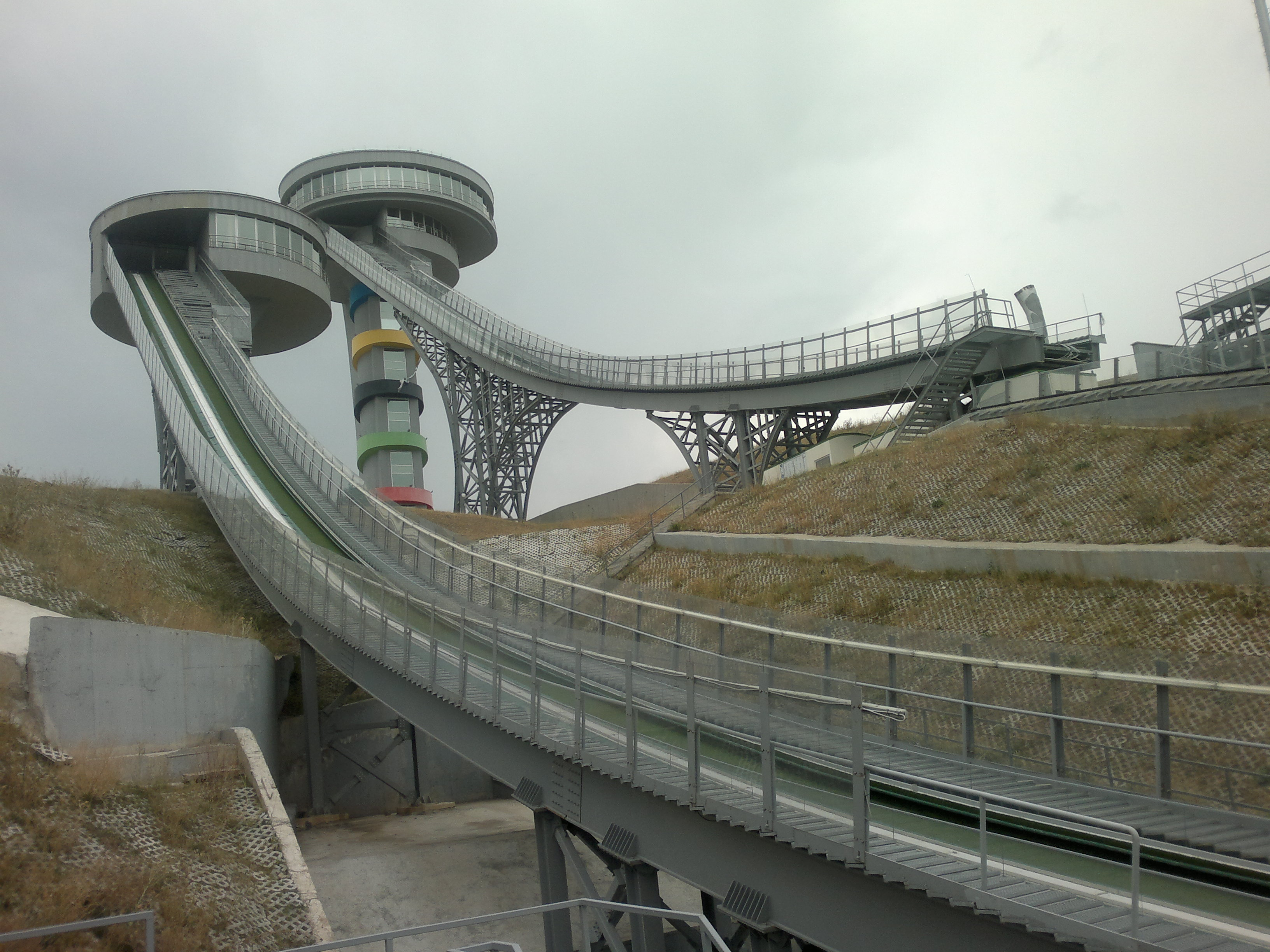
Erzurum

### Ukraine
| Ort      | Schanzenname    | FIS | Matte | Hillsize | K-Punkt | Rekord (M) | Rekord (F) | Wettbewerbe |
| -------- | --------------- | --- | ----- | -------- | ------- | ---------- | ---------- | ----------- |
| Worochta | Tramplin Porkka |     |       | 100      | 90      |            |            | −           |

### Vereinigte Staaten
| Ort               | Schanzenname                            | FIS | Matte | Hillsize | K-Punkt | Rekord (M) | Rekord (F) | Wettbewerbe |
| ----------------- | --------------------------------------- | --- | ----- | -------- | ------- | ---------- | ---------- | --- |
| Brattleboro       | Harris Hill                             |     |       | 98       | 88      | 104,0      |            | − |
| Eau Claire        | Silver Mine Hill                        |     |       | 95       | 85      | 96,0       | 84,5       | − |
| Ishpeming         | Suicide Hill                            |     |       | 96       | 90      | 102,0      | 86,5       | − |
| Lake Placid       | MacKenzie Intervale Ski Jumping Complex |     |       | 100      | 90      | 102,0      | 76,0       | Olympische Winterspiele 1980, Winter-Universiade 1972, Junioren-WM 1986                                                                     |
| Park City         | Utah Olympic Park Jumps                 |     |       | 100      | 90      | 99,0       | 101,0      | Olympische Winterspiele 2002, Junioren-WM 2017, Continental Cup der Nordischen Kombination (Männer und Frauen), FIS Cup (Männer und Frauen) |
| Steamboat Springs | Howelsen Hill                           |     |       | 100      | 90      | 105,0      | 94,0       | − |

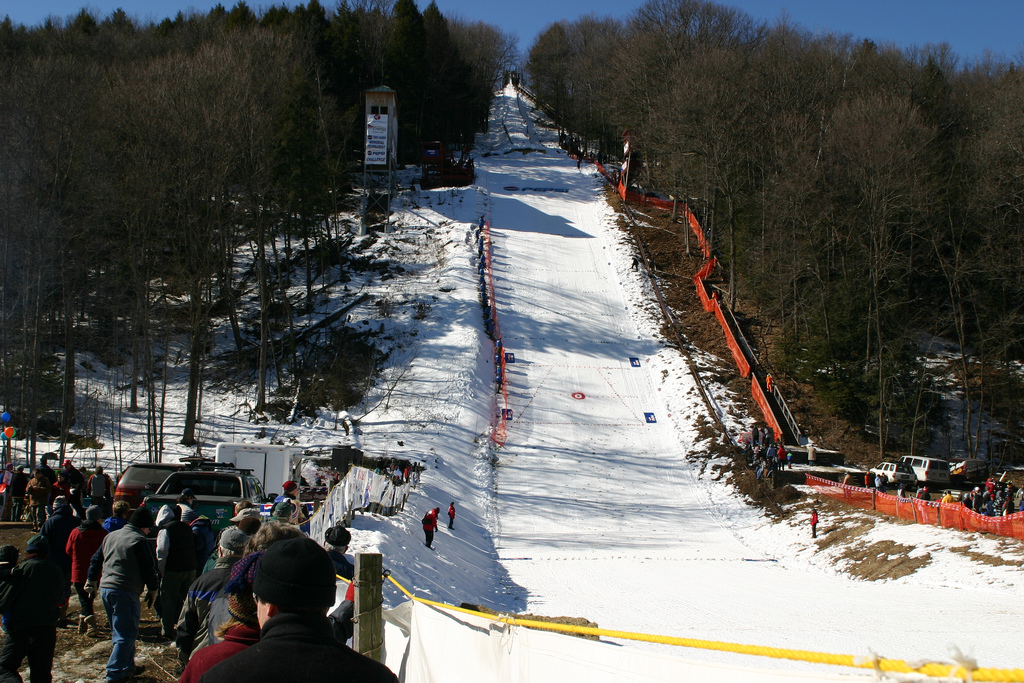
Brattleboro
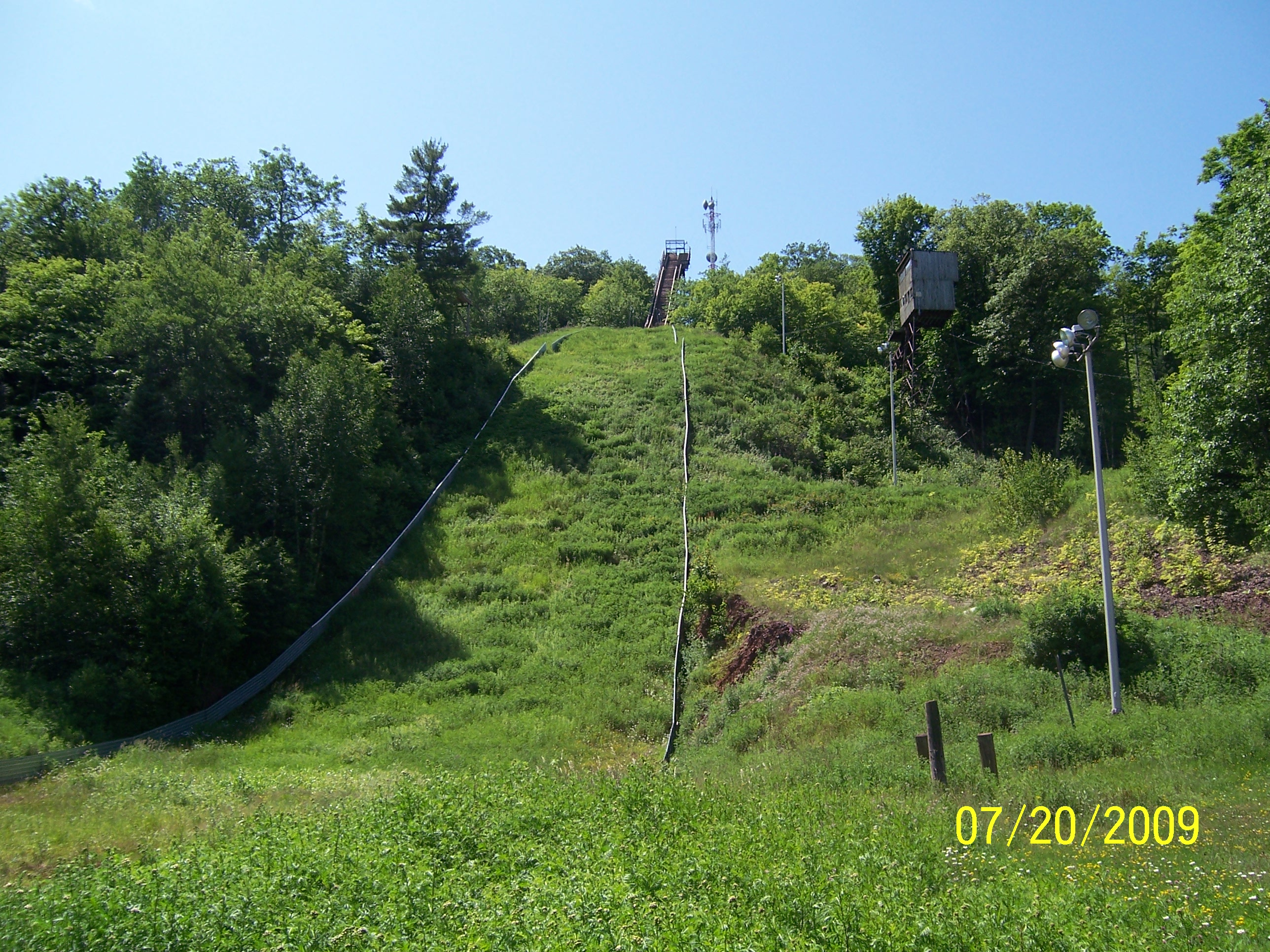
Ishpeming
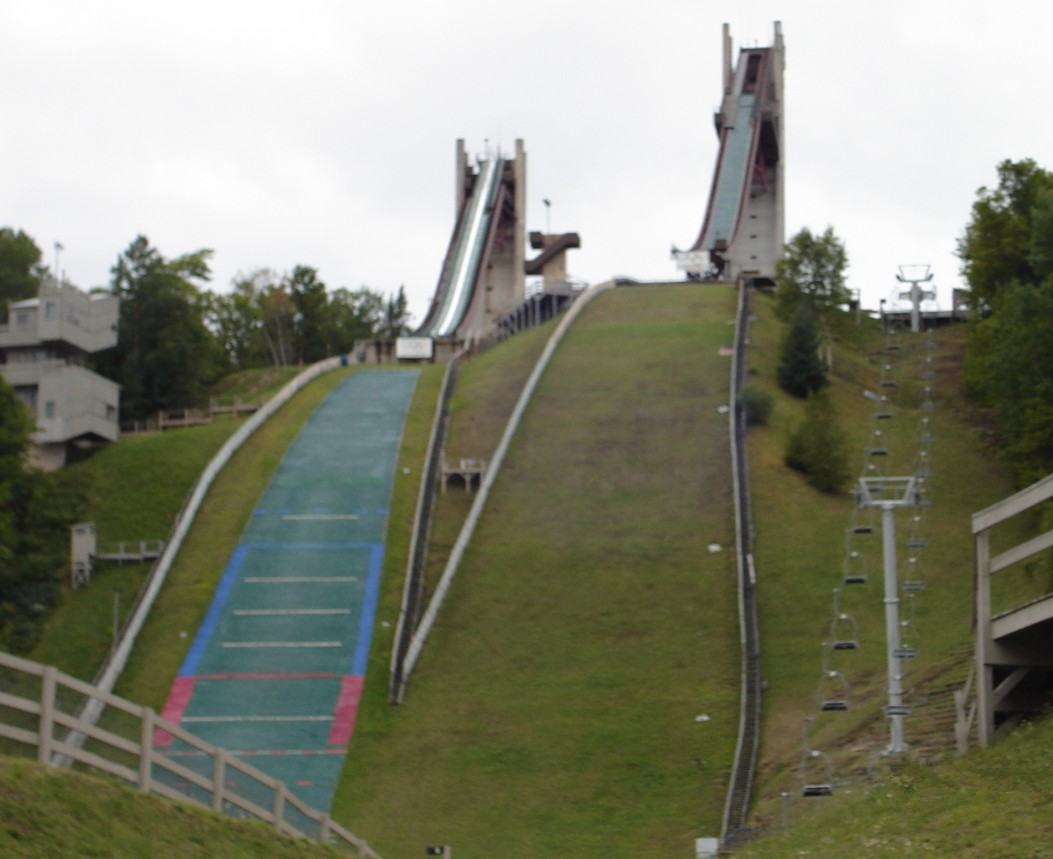
Lake Placid
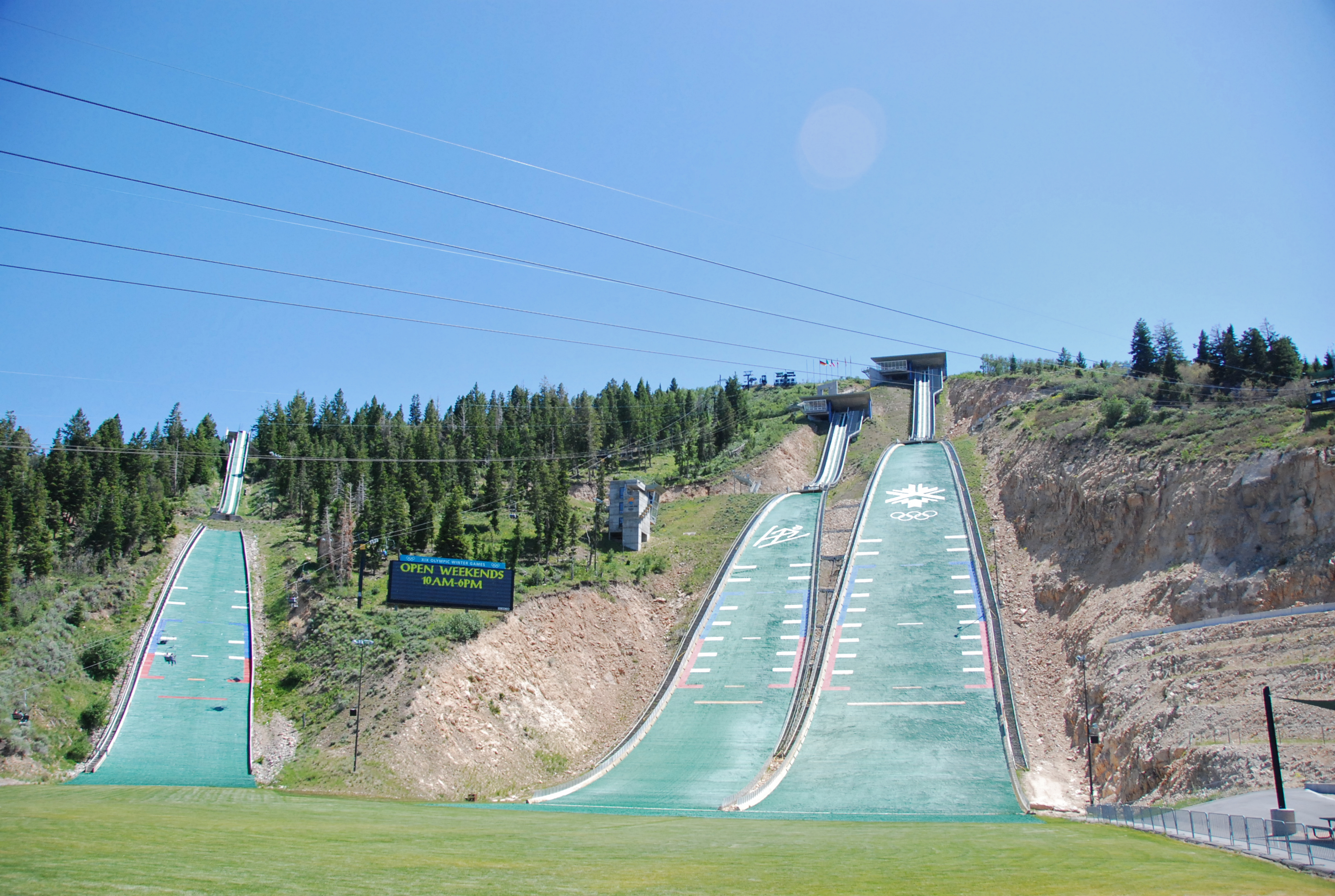
Park City
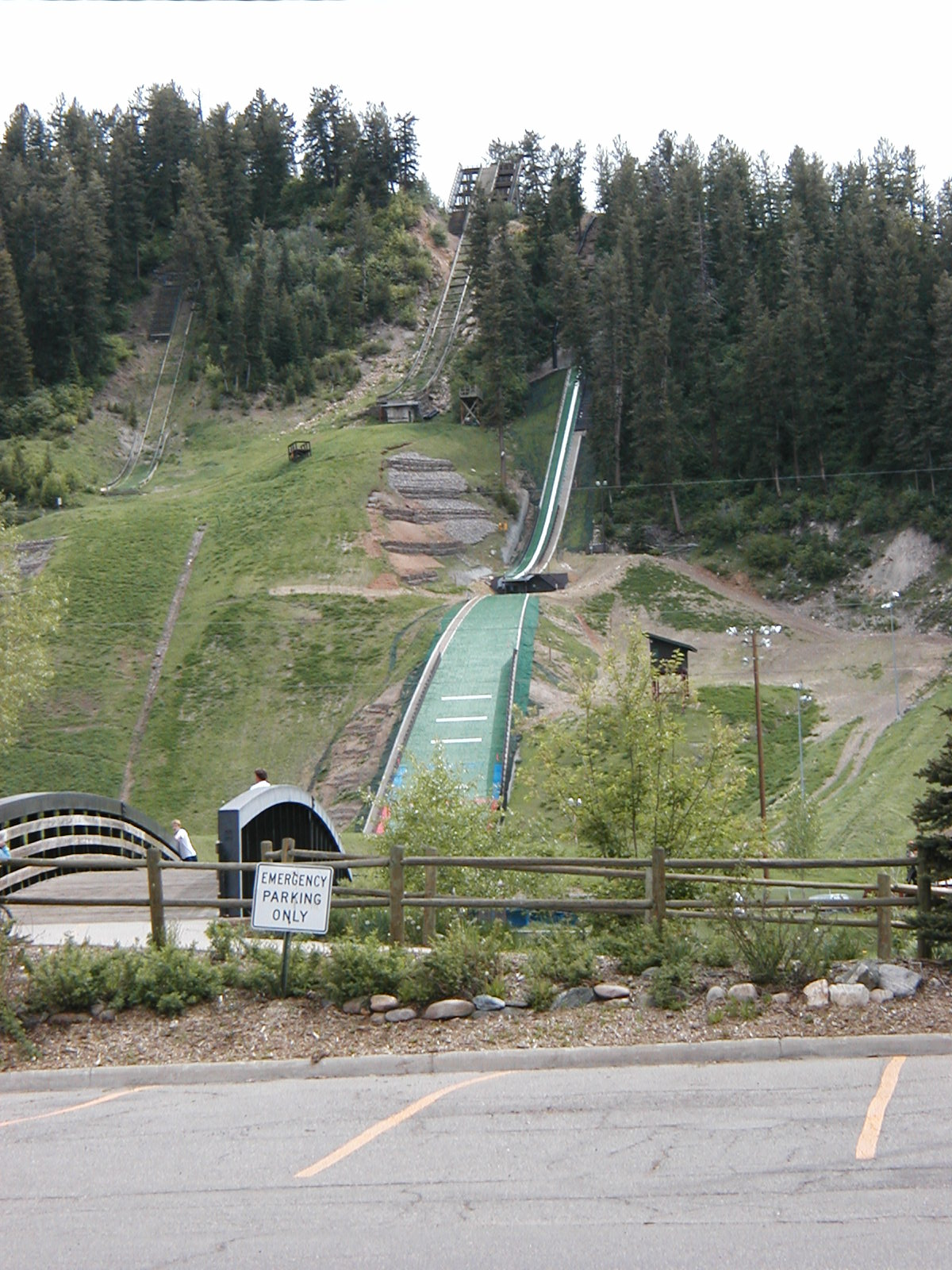
Steamboat Springs